# Staatskrise in Ägypten 2013/2014 (Kabinett Mahlab)
Seit dem Militärputsch vom 3. Juli ließ der Putschistenführer, Militärratschef Abd al-Fattah as-Sisi, der den ersten demokratisch gewählten Präsidenten Ägyptens Mohammed Mursi unter Abstreitung eigener Ambitionen auf die Präsidentschaft gestürzt und eine anti-islamistische, nicht gewählte Übergangsregierung installiert hatte, die Anhänger des gestürzten Präsidenten verfolgen. Der rücksichtslose Repressionskurs der militärgestützten Übergangsregierung führte in Ägypten zu einer Destabilisierung der Lage. Ägypten galt im Frühjahr 2014 als bankrott, nahezu unregierbar und zunehmend unsicher.
Ende Februar 2014 trat das Kabinett Beblawi der militärgestützten Übergangsregierung überraschend zurück, während Militärchef Sisi seine Rolle als inoffizieller Machthaber Ägyptens beibehielt, sich in eine klare Favoritenposition für seine eigene Präsidentschaftskandidatur brachte und ein neues Übergangs-Kabinett unter Führung des als Vertrauter Husni Mubaraks geltenden Ibrahim Mahlab als Interims-Ministerpräsident installiert wurde. Die Führung und Zusammensetzung des am 1. März 2014 vereidigten Kabinetts Mahlab wird als Anzeichen für eine Restauration der alten politischen Elite des gestürzten Langzeit-Machthabers Mubarak angesehen.
Die seit der Staatskrise in Ägypten 2013/2014 bestehenden Unruhen in Ägypten dauerten unter der militärgestützten Übergangsregierung des Kabinetts Mahlab an. Unabhängigen Schätzungen zufolge wurden in den ersten acht Monaten nach dem Sturz Mursis durch das Militär bei Demonstrationen und Auseinandersetzungen mehr als 2500 Ägypter getötet, über 17.000 verwundet und mehr als 16.000 festgenommen. Darüber hinaus wurden Hunderte bei terroristischen Angriffen getötet. Diese Zahlen überschritten selbst die der in Hinsicht auf Menschenrechtsverletzungen dunkelsten Periode Ägyptens seit dem Militärputsch in Ägypten 1952 und spiegeln eine beispiellose Anwendung von Gewalt in der jüngeren politischen Geschichte Ägyptens wider. Für die sich seit dem Sturz Mursis durch das Militär häufenden Angriffe auf Sicherheitskräfte erklärte die militärgestützte Übergangsregierung die mittlerweile von den neuen Machthabern verbotene und zur Terrororganisation erklärte Muslimbruderschaft verantwortlich, obwohl sich immer wieder radikal-islamische Splittergruppen zu den Taten bekannten und die Muslimbrüder die Vorwürfe des Militärregimes zurückwiesen.
Die Strafverfolgung von Regimegegnern und Journalisten weitete sich aus und es kam zu einer Welle politisierter und international scharf kritisierter Massenprozesse. Wenige Tage nachdem in Minya über 500 Regimegegner nach einer kurzen Gerichtssitzung in einem Massenurteil zum Tode verurteilt wurden, verkündete der de facto-Machthaber Sisi Ende März 2014 offiziell seinen Rücktritt als Armeechef, Verteidigungsminister und Vize-Ministerpräsident, um für die anstehenden Präsidentschaftswahlen zu kandidieren.

## Vorgeschichte

### Krisenerscheinungen während der Regierung Beblawi

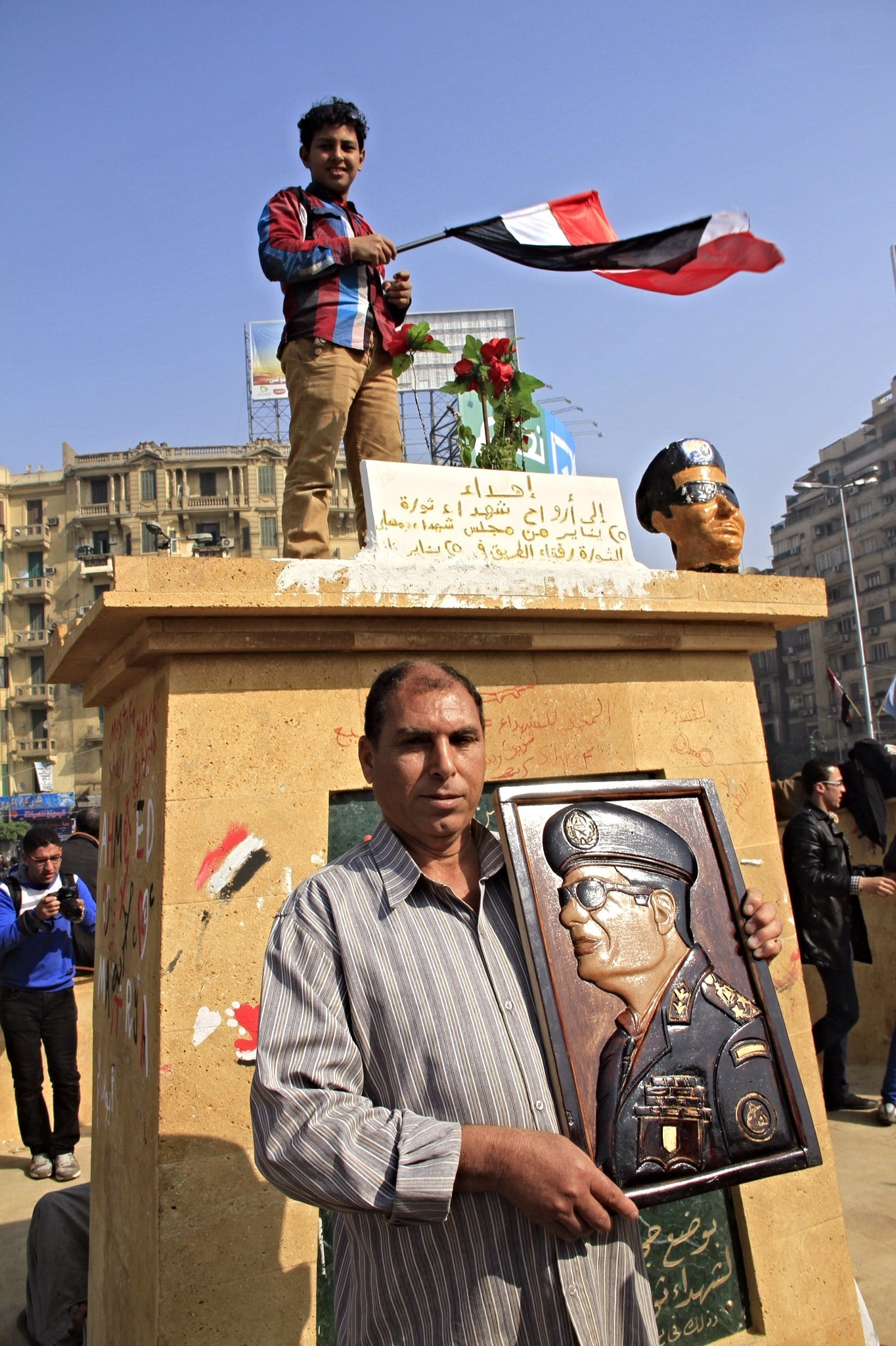
Pro-Sisi-Demonstrant mit Sisi-Portrait auf dem Tahrir-Platz am blutigen dritten Jahrestag des Volksaufstands (25. Januar 2014)

Während der Regierungszeit des Kabinetts Beblawi eskalierte die Staatskrise in Ägypten. Seit dem Putsch hielten Proteste von Gegnern des Putsches, vor allem Unterstützer des gestürzten Präsidenten, an. Es kam zu blutigen Zusammenstößen und Massentötungen, bei denen weit über tausend Menschen, weitgehend zivile Putschgegner und Mitglieder der Muslimbruderschaft, von den Sicherheitskräften erschossen wurden.
Unter anderem ereigneten sich Massentötungen von Demonstranten durch Sicherheitskräfte am 27. Juli 2013 in der Nasr-Straße in Kairo (nach unabhängigen Quellen 95 oder 109 getötete Demonstranten, 1 getöteter Polizist), am 14. August 2013 bei der Zerschlagung der Sit-ins der Muslimbruderschaft am Nahda- und am Rābiʿa-al-ʿAdawiyya-Platz in Kairo (nach unabhängigen Quellen bis zu oder über 1000 beziehungsweise 1400 getötete Demonstranten, 9 getötete Polizisten), am 16. August 2013 in Kairo (mindestens 120 Tote, 2 getötete Polizisten) und am 6. Oktober 2013 bei der Auflösung der Märsche von Dokki und Ramses-Platz zum Tahrir-Platz in Kairo (mindestens 57 getötete Demonstranten). Einige der schwerwiegendsten Gewalttaten in Ägypten seit der gewaltsamen Auflösung der zwei Pro-Mursi-Sit-ins am 14. August 2013, die Human Rights Watch „den schwersten Vorfall widerrechtlicher Tötungen in der neueren Geschichte Ägyptens“ genannt hatte, ereigneten sich am 25. Januar 2014, dem dritten Jahrestag des Volksaufstands von 2011, als nach unabhängigen Quellen 108 Menschen, vornehmlich Muslimbrüder, getötet wurden. Den Machthabern wurde Straffreiheit bei Verbrechen gegen Mursi-Anhänger vorgeworfen. Nach Rücktritt des Kabinetts Beblawi erging im März 2014 das erste und bisher einzige Gerichtsurteil im Zusammenhang mit den Aufständen in Kairo vom Sommer 2013 und deren Niederschlagung in oft brutalen Einsätzen der Sicherheitskräfte, bei denen mindestens 1400 Menschen teilweise durch systematische Erschießungen getötet worden waren. Es erfolgte als Haftstrafe gegen einen Polizisten, der für schuldig befunden wurde, den Tod von 37 Untersuchungsgefangenen während des Polizeigewahrsams verschuldet zu haben.
Die militärgestützte Übergangsregierung verhängte Mitte August 2013 einen letztendlich dreimonatigen Ausnahmezustand, der Behörden und Einsatzkräften Sonderrechte beim Vorgehen gegen Proteste und Versammlungen verlieh und die Arbeit der Medien im Land bei gleichzeitigen Propagandakampagnen gegen die Muslimbruderschaft erschwerte. Der Vizeinterimspräsident Mohammed el-Baradei trat aus Protest gegen die Staatsgewalt zurück und entzog sich einer Verhaftung durch Flucht ins Ausland. Die Pressefreiheit wurde auch nach Ende des Ausnahmezustands durch restriktive Gesetzgebung eingeschränkt, während die militärgestützte Übergangsregierung eine Staatskampagne gegen ausländische Medien führte. Nach unabhängigen Zählungen wurden mehr als 21.000 Menschen – vornehmlich Mursi-Anhänger – verhaftet die Führungsspitze der Muslimbruderschaft inhaftiert und Tausende Muslimbrüder festgenommen. Sämtliche Organisationen der Muslimbruderschaft wurden verboten, ihr Vermögen konfisziert und die Organisation schließlich von Seiten der Übergangsregierung zur terroristischen Vereinigung erklärt. Noch vor Mitte Januar 2014 erreichte die Anzahl der Todesopfer seit dem Militärputsch nach unabhängigen Zählungen 2665 Menschen. Die US-Regierung, die den Putsch zunächst gerechtfertigt hatte, fror im Oktober 2013 Teile der Militärhilfe an Ägypten vorerst ein.
Der Übergangsregierung Beblawi wurde vorgeworfen, die nach dem Putsch sprunghaft angestiegenen Terroranschläge im Land nicht wirksam begegnet zu haben, für die die militärgestützte Regierung Extremisten mit Verbindungen zu Mursi und dessen Muslimbruderschaft verantwortlich gemacht hatte, obwohl Experten eine Verantwortung der Muslimbruderschaft für Terroranschläge als unwahrscheinlich einschätzten. Der gestürzte Staatspräsident Mursi wurde seit dem Putsch vom 3. Juli bis zu seinem Prozessbeginn am 4. November 2013 an einem nicht bekannt gegebenen Ort festgehalten und zusammen mit weiteren Führungspersonen der Muslimbruderschaft unter Androhung lebenslanger Haft oder Todesstrafe vor Gericht gestellt. Bezüglich der Haftbedingungen während der Regierung Beblawi kam es zu schwerwiegenden Beschuldigungen und Foltervorwürfen.
Trotz milliardenschwerer Finanzhilfen aus den Golfstaaten Saudi-Arabien, Kuwait und den Vereinigten Arabischen Emiraten nahm die Wirtschaftskrise Ägyptens während der Regierungszeit des Kabinetts Beblawi überhand. Die durch den Machtkampf zwischen der vom Militär eingesetzten Übergangsregierung und den Muslimbrüdern nach dem Putsch verursachte Verschärfung der politischen Unsicherheit und wachsende Instabilität Ägyptens schlug sich auch in deutlichen Einbußen der für die Wirtschaft des Landes bedeutenden Tourismus-Branche nieder. Massive Streiks erfassten zahlreiche Bereiche Ägyptens.
Am Ende Februar 2014 trat das Kabinett Beblawi überraschend zurück.

### Bildung einer neuen Übergangsregierung

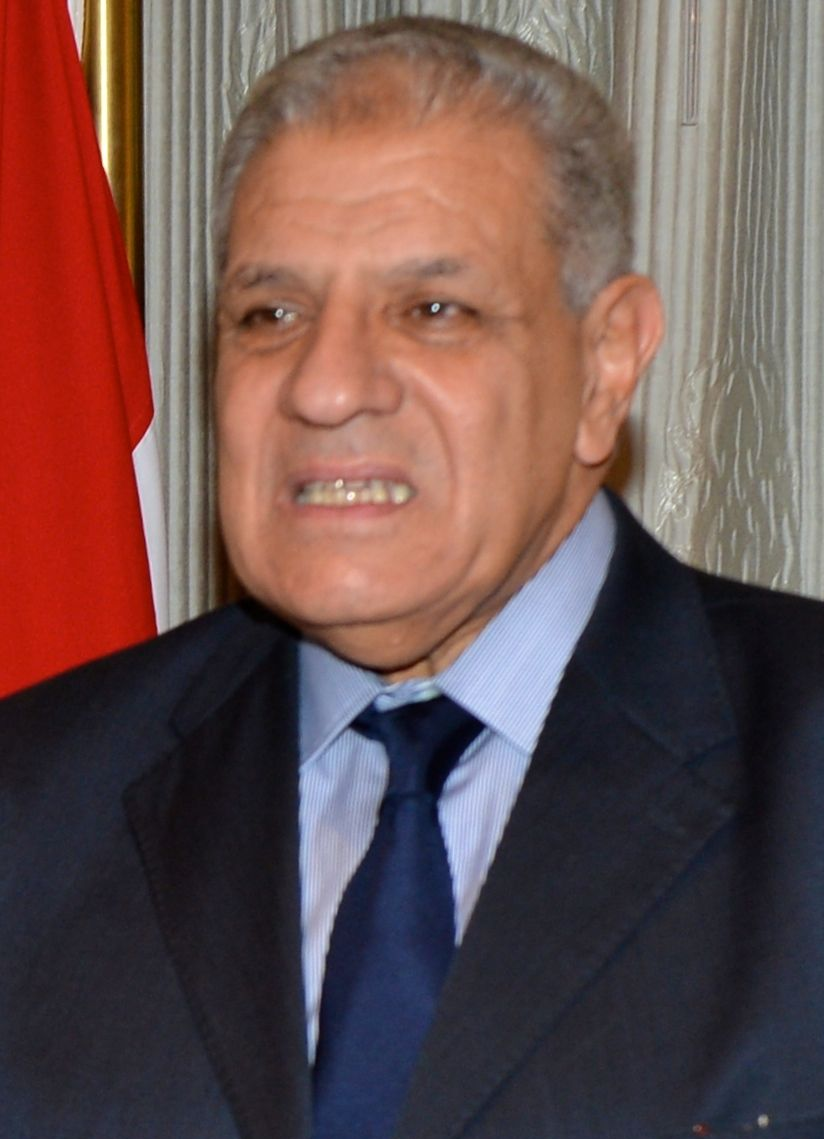
Ibrahim Mahlab

Am 25. Februar 2014 ernannte Interimspräsident Mansur Ibrahim Mahlab zum neuen Ministerpräsidenten, der mit der Bildung einer neuen Regierung betraut wurde. Mahlab war in dem Kabinett Beblawi Wohnbauminister. Zudem gilt er als Mubarak-Vertrauter, der vor dem Sturz Mubaraks dem einflussreichen Politischen Komitee der 2011 aufgelösten, damaligen Staatspartei NDP angehört hatte, das von dem Sohn Mubaraks, Gamal Mubarak, geführt wurde und in dem Ruf steht, nebenher Pfründen an Günstlinge des Regimes verteilt zu haben. Er war unter Mubarak Mitglied im Oberhaus des ägyptischen Parlamentes. Von Seiten westlicher Medien wurde die Ernennung Mahlabs als Anzeichen für eine Restauration der „alten politischen Garde des gestürzten Diktators Husni Mubarak“ interpretiert.
In seiner ersten Pressekonferenz kurz nach seiner Ernennung als Ministerpräsident kündigte Ibrahim Mahlab an, die Mitglieder seines noch zu bildenden Kabinetts würden „heilige Krieger“ im Dienste der Ägypter sein und nannte die Stabilisierung der Sicherheitslage als vorrangigste Aufgabe: „Wir werden zusammen daran arbeiten, die Sicherheit in Ägypten wieder vollständig herzustellen und den Terror in allen Ecken des Landes zu vernichten“, so Mahlab am 25. Februar, „Sicherheit und Stabilität im ganzen Land und die Zerschlagung des Terrorismus werden den Weg für Investitionen freimachen“.
Der designierte Regierungschef Mahlab setzte daraufhin für die Bildung einer neuen militärgestützten Übergangsregierung nach dem Rücktritt von Interimsministerpräsident Hasem al-Beblawi wieder vorwiegend auf zurückgetretene Minister. Wiederernannt wurden für seine Regierung, die sechste seit dem Sturz von Präsident Mubarak im Februar 2011, unter anderem Innenminister Mohammed Ibrahim, Planungsminister Aschraf al-Arabi, der für Öl zuständige Minister Scherif Ismail sowie Armeechef Abd al-Fattah as-Sisi als Verteidigungsminister, der das Regierungsamt jedoch vor einer offiziellen Einreichung seiner Präsidentschaftskandidatur wieder niederlegen müsste.

## Militärgestützte Übergangsregierung – Kabinett Mahlab
Auch unter der militärgestützten Übergangsregierung des Kabinetts Mahlab und kurz vor den Präsidentschaftswahlen dauerten die Unruhen in Ägypten an. Seit dem Sturz des gewählten Präsidenten Mursi durch das Militär Anfang Juli 2013 häuften sich Angriffe auf Sicherheitskräfte, für die die militärgestützte Übergangsregierung die mittlerweile von den neuen Machthabern verbotene Muslimbruderschaft verantwortlich machte, obwohl sich immer wieder radikal-islamische Splittergruppen zu den Taten bekannten und die Muslimbrüder die Vorwürfe des Militärregimes zurückwiesen. Vor der für Ende Mai angesetzten ersten Runde der Präsidentschaftswahlen, als dessen aussichtsreichster Kandidat der bisherige Putschführer und Militärchef Sisi galt, der bereits als Armeechef und Verteidigungsminister de facto die Macht in Ägypten hatte, demonstrierte die vom Militärregime verbotene Muslimbruderschaft regelmäßig gegen eine „Republik der Angst“ unter Sisi.

### Vereidigung und Zusammensetzung des Kabinetts Mahlab
| Minister im Kabinett Mahlab, die ihr Amt aus dem Kabinett Beblawi beibehielten | Minister im Kabinett Mahlab, die neu ernannt wurden |
| --- | --- |
| 1. Abd al-Fattah as-Sisi (Verteidigung) 2. Mohammed Ibrahim (Inneres) 3. Hisham Zaazou (Tourismus) 4. Ibrahim El-Demeiri (Verkehr) 5. Atef Helmy (Kommunikation) 6. Adel Labib (Regionale und Verwaltungsentwicklung) 7. Ayman Abu Hadid (Landwirtschaft) 8. Mohamed Ibrahim Ali al-Sayed (Altertümer) 9. Amin El-Mahdi (Übergangsjustiz, Nationale Aussöhnung und Parlamentsangelegenheiten) 10. Mounir Fakhry Abdel-Nour (Industrie, Außenhandel und Investitionen) 11. Mohamed Saber Arab (Kultur) 12. Ashraf El-Arabi (Planung und Internationale Zusammenarbeit) 13. Nabil Fahmy (Auswärtiges) 14. Doreya Sharaf El-Din (Information) 15. Laila Iskandar (Umwelt) 16. Scherif Ismail (Erdöl) 17. Mokhtar Gomaa (Religiöse Stiftungen) 18. Mahmoud Abou El-Nasr (Erziehung) 19. Mohamed Abdel-Muttalib (Bewässerung und Wasservorräte) 20. Khaled Abdel-Aziz (Sport und Jugend) | 1. Nayer Abdel-Moneim Othman (Justiz) 2. Ibrahim Younis (Militärproduktion) 3. Adel El-Adawi (Gesundheit) 4. Mustafa Madbuli (Wohnungsbau) 5. Wael El-Degwi (Bildung und Forschung) 6. Nahed El-Ashri (Arbeit) 7. Khaled Hanafy (Versorgung und Binnenhandel) 8. Mohamed Shaker (Elektrizität) 9. Hani Qadri Demian (Finanzen) 10. Ghada Wali (Soziale Solidarität) 11. Mohamed Hossam Kamal (Luftfahrt) |

Am 1. März 2014 wurde das Kabinett der neuen militärgestützte Übergangsregierung offiziell vereidigt. Bei der Kabinettsumbildung wurden zwölf der Ministerien durch Zusammenlegung auf sechs reduziert. Das somit 31 Minister umfassende neue Kabinett von Ministerpräsident Ibrahim Mahlab setzte sich mit 20 Ressortleitern überwiegend aus Ministern der vorherigen Übergangsregierung unter Leitung von Hasem al-Beblawi zusammen und blieb damit nahezu unverändert.
Die Besetzung der Schlüsselministerien blieb weitgehend unangetastet. Bei den aus der Übergangsregierung ausgeschiedenen Ministern handelte es sich insbesondere um liberale und linksgerichtete Persönlichkeiten, die nach dem Militärputsch gegen die Regierung unter Mohammed Mursi im Juli 2013 durch das Militär in Beblawis Regierung aufgenommen wurden, um diese auf eine breitere Basis zu stellen. Die neu hinzugekommenen Minister des Kabinetts Mahlab rekrutierten sich dagegen eher aus der Geschäftselite aus der Zeit des 2011 gestürzten Langzeitherrschers Husni Mubarak.
Der neue Regierungschef Mahlab selbst gehörte ebenso wie zahlreiche weitere Persönlichkeiten in der neuen Regierung der ägyptischen Geschäftselite an. Dem zu den Gefolgsleuten Mubaraks gezählten Mahlab musste dessen Vorgänger Beblawi von der sozialdemokratischen Partei weichen, was als Einengung des Machtzirkels gedeutet wurde.
Insgesamt wurde die neue Regierung als mehr denn je aus alten, Mubarak nahestehenden Kräften zusammengesetzt angesehen. Viele der lagerübergreifend hoch angesehenen Persönlichkeiten wurden nicht in das neue Kabinett übernommen, wie der vormalige Forschungsminister Hossam Eissa, der die Funktion des Vize-Premierministers eingenommen hatte, oder wie der Arbeitsminister Kamal Abu-Eita und der Finanzminister Ahmed Galal. Der frühere Vize-Premierminister Ziad Bahaa Al-Din schieden ebenfalls aus der Exekutive aus. Auch alle Minister der Nationalen Heilsfront (NSF), eines Bündnisses liberaler und sozialistischer Parteien, wurden bis auf eine Ausnahme aus der Regierung entfernt.
Auch der als mächtig geltende Armeechef Sisi behielt sein Amt als Verteidigungsminister im neuen Kabinett. Lediglich elf Minister wurden neu bestimmt. Beobachter hatten den Rücktritt der Regierung zuvor unter anderem mit Ambitionen Sisis für eine Kandidatur bei der anstehenden Präsidentschaftswahl in Verbindung gebracht, für die er sein Regierungsamt als Verteidigungsminister und seine militärischen Funktionen ablegen müsste. Demgegenüber mehrten sich auch Spekulationen, Sisi habe sich gegen eine Präsidentschaftskandidatur entschieden und strebe an, seine Position innerhalb der Militärhierarchie zu festigen. In der vorangegangenen Woche hatte Übergangspräsident Mansur ein Dekret verabschiedet, das dem Verteidigungsminister mehr Einfluss einräumte, indem der Verteidigungsminister fortan dem Obersten Militärrat (SCAF) als der mächtigsten Institution in Ägypten vorsitzt, während dem Staatspräsidenten, der zuvor per Gesetz auch Vorsitzender des Obersten Militärrates war, nur noch die Ernennung führender Posten der einzelnen Armeeeinheiten obliegt.
Im Amt blieb zudem der von Menschenrechtlern heftig kritisierte Innenminister Mohammed Ibrahim, der in seinem Amt für die anhaltende Polizeigewalt bei Einsätzen der Sicherheitskräfte verantwortlich ist, bei denen seit dem Sturz Mursis bei Protesten von Islamisten und anderen Regierungsgegnern mindestens 1400 Demonstranten getötet wurden. Er gilt zudem als treibende Kraft hinter dem Sturz von Mohammed Mursi durch das Militär.

#### Reaktionen

##### International
- Der Regierungswechsel wurde international als Rochade mit Ziel einer Kandidatur Sisis gewertet, der dann dennoch zunächst wiederum das Verteidigungsministerium übernahm.[19] Viele Kritiker behaupteten, in Ägypten finde eine Konterrevolution unter Führung des Militärchefs Sisi statt.[17][18]

##### Ägypten
- Die Verfassungspartei Hala Shukrallahs kritisierte den Ausschluss der NSF aus der Regierung scharf. Wie weitere liberale und linksgerichtete Parteien forderte sie die Absetzung von Innenminister Mohammed Ibrahim.[14]
- Aus den Reihen der Revolutionären Sozialisten (arabisch: الاشتراكيون الثوريون) wurde behauptet, die Regierungsumbildung sei eine Reaktion der Militärs auf die anhaltende Streikwelle im Land und eröffne den regierenden Generälen eine Möglichkeit, sich zu liberal auftretender Regierungsmitglieder zu entledigen. Gewerkschaftsnahe Kreise griffen die neue Arbeitsministerin Nahed Al-Ashri für ihre Nähe zur Unternehmerseite an. Sie war bereits unter Mubarak im Ministerium beschäftigt und hatte als Vermittlerin bei Arbeitskämpfen fungiert. Sie ersetzte in der neuen Regierung den sozialistischen Arbeitsminister Kamal Abu Eita, der als eine von der Regierung kooptierte Galionsfigur der unabhängigen Gewerkschaften gilt.[14]
- Farid Zahran, der stellvertretende Vorsitzende der Ägyptischen Sozialdemokratischen Partei, sah Anfang März als Grund für den Austausch der Übergangsregierung an, dass somit all diejenigen Minister entfernt worden seien, „die den neuen demokratischen Kräften angehören“. Mit dem Ausschluss dieser Minister sei die Wiederherstellung des Regimes des 2011 gestürzten Präsidenten Husni Mubarak gezielt vorangetrieben worden. Er kritisierte, „die Seilschaften“ des alten Mubarak-Regimes hätten den „kleinen Einfluss“ der seit dem Sturz Mursis durch das Militär „ohnehin kaum an Entscheidungen beteiligten“ demokratischen Kräfte nach dem Putsch „vom ersten Tag an“ bekämpft. Es habe nach dem Putsch eine kontinuierliche konterrevolutionäre Entwicklung durch die Etablierung eines Regimes in Gestalt von Militär, Sicherheitsapparat, Mubarak-nahen Oligarchen und anderen Unterstützern stattgefunden. Zahran sagte weiter zur Kabinettsumbildung: „Das Regime denkt, dass es jetzt, nachdem es die Moslembrüder erledigt hat, gegen alle anderen Widersacher vorgehen kann. Es braucht keine demokratischen Kräfte oder irgendein breites Bündnis. Die Kabinettsumbildung ist nur ein weiterer Schritt auf dem Weg zurück zur Tyrannei.“ Wenn die seit dem Volksaufstand von 2011 politisch aktive Bevölkerung aktiv bleibe, werde sich das Regime unter Sisi jedoch nicht durchsetzen, so Zahran: „Wenn die Leute aktiv bleiben, dann wird die Rückkehr der Tyrannei scheitern.“[17][18]
- Der Parteichef der Partei Starkes Ägypten, Abdel Moneim Abul Futuh, der zu den Unterstützern der Proteste gegen Präsident Mursi gezählt hatte, dessen Parteigenossen jedoch Haftstrafen erhalten hatten, als sie auf Plakaten dazu aufriefen, beim Verfassungsreferendum gegen die Verfassung zu stimmen, beschrieb nach der Kabinettsumbildung das Klima in Ägypten unter Sisi als von staatlicher Repression angstgeprägt: „Es herrscht Angst. Die Ägypter haben Angst davor, ihre Meinung zu sagen. Sie befürchten, dass man ihre Häuser stürmt und sie inhaftiert.“ Er glaube nicht, dass ein gleichgeschaltetes System die Misere Ägyptens beseitigen könne. Er befürchte weitere Aufstände, die einem geordneten Übergang Ägyptens entgegenstehen könnten. Die „Wut des Volkes“ werde anwachsen und es werde „eine neue Revolution gegen die Unterdrückung geben.“[17][18]
- Rifai Nasrallah, der Gründer der populärsten Werbekampagne für Sisi, Kammel Gamilak (deutsch: „Erfülle deine Mission!“), die für die Präsidentschaft Sisis warb und für die Nasrallah nach eigener Angabe 24 Millionen Unterschriften gesammelt haben wollte, sprach sich auch nach der Kabinettsumbildung, in der Sisi seinen Posten als Verteidigungsminister beibehielt, für eine Führung Ägyptens durch Sisi aus: „Feldmarschall al-Sisi hat eine Atmosphäre der Liebe im Land geschaffen. Er opfert sich für das Volk. Er ist ein Geheimdienstmann, der sah, wohin das Land mit Mursi geht. Ihm trauen die Leute zu, dass er Ägypten führen kann.“[17][18]

##### Einzelstimmen
- Emad El-Din Shahin, Professor für Öffentliche Ordnung an der American University in Cairo und Chefredakteur der The Oxford Encyclopedia of Islam and Politics, mahnte im Guardian angesichts des von Mahlab angekündigten „Kabinetts der Krieger“, die ägyptische Krise mit „Brutalität, Folter, Vergewaltigung“, werde fortbestehen, wenn die Militärherrschaft nicht beendet werde. Das neue Kabinett Mahlabs bestätige, „dass das Land unter einem korrupten und autoritären Staat auseinanderfalle“. Das Land benötige nun internationale Hilfe. Während nach Angaben von Menschenrechtsgruppen seit dem Militärputsch im Juli 2013 mindestens 3000 Menschen getötet, 16.000 verletzt und 22.000 inhaftiert worden seien, einschließlich Dutzender Journalisten, so El-Din Shahin, habe das „brutale“ Vorgehen nicht sein Ziel erreicht, eine wachsende Welle der Proteste zu beenden. Hunderttausende Ägypter ziehe es allwöchentlich auf die Straße und neue Proteste, die von jungen Menschen geführt würden, hätten sich nach der Wiedererrichtung des Polizeistaates seit dem Putsch von Juli 2013 intensiviert und forderten die Wiederherstellung der Demokratie. „Polizeibrutalität, Masseninhaftierungen, Folter und Vergewaltigung“ seien alltäglich geworden und provozierten Gegengewalt. Wütende Dissidenten hätten mehrere Polizeifahrzeuge in Brand gesteckt und ein Dutzend Polizeibeamte getötet. Die Umbildung des Kabinetts Beblawie in das Kabinett Mahlab zeige einen Verschiebung der Anti-Muslimbruderschaft-Allianz an, bei dem das neue Kabinett für die Nähe zum ehemaligen Mubarak-Regime und die Unterstützung der erwarteten Präsidentschaftskandidatur Sisis stehe. Eine Präsidentschaft Sisis werde jedoch kaum die Chance für eine Zunahme der Stabilität für Ägypten bieten, da der Zerfall der Sicherheit unvermindert anhalte, die Wirtschaft außer Kontrolle gerate und die Infrastruktur des Landes verfalle. Energieengpässe, Stromausfälle und rapide steigende Lebensmittelpreise hätten trotz großzügiger „Almosen“ von Saudi-Arabien, den Vereinigten Arabischen Emiraten und Kuwait ein seit Jahren nicht erreichtes Ausmaß angenommen.[5][5]

#### Verschiebung der Anti-Muslimbruderschaft-Allianz
Die neue Regierungsbildung mit dem Kabinett Mahlab zeigt nach Ansicht von Beobachtern eine Verschiebung der in Ägypten herrschenden Allianz von einer „säkularen Anti-Muslimbruderschaft-Opposition“, die die Rückendeckung für den Militärputsch geboten habe, hin zu „Verbündeten des Mubarak-Regimes, seinen Geschäftskumpanen und Oligarchen, die gebraucht werden, um die erwartete Präsidentschaftskandidatur Sisis zu unterstützen“ (Emad El-Din Shahin).
Laut H. A. Hellyer vom Royal United Services Institute, einem britischen Think-Tank für Verteidigungs- und Sicherheitsstudien, hatten liberal-säkulare Anti-Mursi-Aktivisten das Militär für den Putsch gegen Mursi von 2013 zwar unterstützt. Doch sei für sie zu diesem Zeitpunkt angesichts der komplexen staatlichen Struktur Ägyptens nicht sicher voraussagbar gewesen, ob sie damit auch das scharfe Vorgehen des Innenministeriums und die Wiedererrichtung des Polizeistaates seit dem Putsch vom Juli 2013 gefördert hätten, da Innenministerium und Militär zwar häufig gleichlaufende, aber nicht notwendigerweise die gleichen Interessen besaßen. Bereits Ende 2013 war dann das Vorgehen des Regimes gegen säkulare Aktivisten in Kreisen der 2011-Revolutionäre jedoch als deutliches Anzeichen für eine Verschiebung des Machtschwerpunkts in Richtung des tief im Staat verwurzelten Sicherheitsapparats verstanden worden. Ahmed al-Hawary, Sprecher der säkular-liberalen Nationalen Heilsfront sowie Mitglied der Dustour-Partei und Mitgestalter der in Opposition zu Mohammed Mursi gegründeten, sogenannten Koalition des 30. Juni (oder „Front des 30. Juni“), hatte die Koalition zwischen pro-demokratischen Säkularisten und dem Militär bereits Ende November 2013 als „extrem zerbrechliche Allianz“ bezeichnet.

### Präsidentschaftswahlen 2014

#### Verlegung der Präsidentschaftswahl vor die Parlamentswahl
Am 26. Januar 2014, also nach dem Rücktritt des Kabinetts Beblawi und noch vor Vereidigung des Kabinetts Mahlab, hatte Interimspräsident Adli Mansur ohne Terminangabe bekanntgegeben, dass die Präsidentschaftswahl entgegen dem Zeitplan, der nach dem Militärputsch von Militärchef Sisi als sogenannte politische „Roadmap“ verkündet worden war, vor die Parlamentswahl vorgezogen wird. Die Mitte Januar per Referendum angenommene neue Verfassung der militärgestützten Übergangsregierung hatte es dem Interimspräsidenten Mansur in die Hand gelegt, die Reihenfolge der Neuwahlen zu bestimmen.
Beobachter werteten die Vorverlegung der Präsidentschaftswahl vor die Parlamentswahl durch die militärgestützte Übergangsregierung als nicht lediglich technische Terminänderung, sondern wiesen darauf hin, dass die veränderte Abfolge der Wahlen dazu geeignet sei, die Macht von Militärchef Sisi zu festigen und den politischen Zielen des sogenannten „Arabischen Frühlings“ entgegenzuwirken. Die sogenannte Demokratiebewegung hatte zuvor darauf gedrungen, dass die Parlamentswahl vor der Präsidentschaftswahl abgehalten wird, um somit die Stellung des Parlaments gegenüber dem in der Präsidentschaftswahl zu bestimmenden Staatsoberhaupt zu stärken. Auf diese Weise sollte verhindert werden, dass der Präsident noch vor der Parlamentswahl per Dekret wichtige Gesetze erlässt oder Einfluss auf den Ausgang der Parlamentswahl nimmt.
Unterstützer des während des Militärputsches gestürzten Präsidenten Mursi lehnten beide Kandidaten ab.

#### Wahlgesetz und Wahltermin
Während der Übergangsregierungszeit des Kabinetts Beblawi waren keine Termine für die Abhaltung von Wahlen verkündet worden. Am 26. Januar verkündete Interimspräsident Mansur neben der Vorverlegung der Präsidentschaftswahlen vor die Parlamentswahlen, er werde die Wahlkommission anweisen, die Wahlen vorzubereiten und alles Weitere in die Wege zu leiten.
Die Mitte Januar 2014 per Referendum angenommenen neuen Verfassung legte fest, dass die erste Wahl drei Monate nach Inkrafttreten der Verfassung stattfinden muss und die zweite Wahl nicht später als sechs Monate nach der ersten Wahl. Verfassungsgemäß war demnach die Abhaltung der Wahl des Staatspräsidenten auf spätestens Mitte oder Ende April 2014 festgelegt.
Nach mehrwöchiger Verzögerung erließ Mansur am 8. März 2014 ein Gesetz für die Präsidentschaftswahl und ließ verkünden, die Wahlkommission könne damit die nötigen Schritte einleiten, um die Wahl abzuhalten. Der von den Bestimmungen der neuen Verfassung für die Präsidentschaftswahl festgelegte Termin für April 2014 wurde durch die erhebliche Verzögerung bei der Schaffung des Wahlgesetzes fraglich. Als Grund für die Verzögerung galten starke Meinungsunterschiede in der mit der Formulierung des Wahlgesetzes betraten Juristenkommission. Unter anderem wurde die Frage heftig diskutiert, ob die Beschlüsse der Wahlkommission anfechtbar sein sollten. Die von Mansur erlassene und zum Gesetz gewordene Version besagte, dass die Entscheide der Wahlkommission rechtlich unanfechtbar sein werden. Auch waren demnach gerichtliche Einspruchsmöglichkeiten gegen das Wahlergebnis nicht zulässig. Der Gesetzeserlass ermöglichte es der Wahlkommission, einen Termin für die Präsidentschaftswahl festzusetzen. Medienberichte kritisierten, dass während die Übergangsregierung mit dem Wahlgesetz den Weg für Präsidentschaftswahlen freimachte, der Präsidentschaftsfavorit, Armeechef Sisi, eine Wiederherstellung des Mubarak-Staates vorantreibe und Kritiker bereits eine neue Revolution fürchteten.
Das Wahlgesetz verlangt unter anderem, dass für eine Teilnahme an der Präsidentschaftskandidatur die Vorlage von insgesamt 25.000 beglaubigten Unterschriften von unterstützenden Bürgern aus mindestens 15 der 27 Provinzen vorgelegt werden muss, wobei aus jeder dieser 15 Provinzen mindestens 1000 Unterschriften stammen müssen. Alternativ reicht im Falle der Existenz eines Parlaments auch statt der Unterschriften von 25.000 Bürgern die Unterstützung von 20 Parlamentsmitgliedern. Als weitere Bedingungen für eine Präsidentschaftskandidatur legte das Wahlgesetz fest, dass Kandidaten müssen mindestens 40 Jahre alt sein, die ägyptische Staatsbürgerschaft besitzen und einen Universitätsabschluss vorweisen können müssen. Darüber hinaus darf dem Gesetz nach weder der Kandidat noch seine Ehefrau noch dürfen seine Eltern eine andere als die ägyptische Staatsbürgerschaft besitzen. Die Kandidaten sollen weiterhin über volle politische Rechte verfügen, keiner verbotenen Organisation oder Partei angehört haben, wegen keines kriminellen oder unehrenhaften Vergehens schuldig befunden worden sein und schließlich keine körperlichen oder seelischen Krankheiten haben, die sie von der Erfüllung ihrer grundlegenden Pflichten als Präsident abhalten könnten.
Mitte März 2014 verkündete Interimspräsident Mansur in einem Interview mit der staatsnahen Zeitung al-Ahram: „In zweieinhalb Monaten wird Ägypten einen neuen Präsident haben.“ Die Verlegung der ursprünglich für vor dem 17. April geplanten Präsidentschaftswahlen wurde im März auf den Zeitraum vor dem 17. Juli eingeengt. Eine offizielle Erklärung für diese Verschiebung wurde nicht gegeben. Mit Übergangspräsident Adli Mansur stand somit offiziell weiterhin kein gewählter Mann, sondern eine vom Militär eingesetzte Figur an der Spitze Ägyptens. Die Präsidentschaftswahl woll Ende Mai stattfinden.
Am 30. März 2014 vermeldete die Wahlkommission als Termin der ersten Runde der Präsidentschaftswahl den 26. und 27. Mai 2014. Die formale Anmeldung der Kandidaten wurde auf den Zeitraum vom 31. März bis zum 20. April festgelegt. Der dreiwöchige Wahlkampf sollte am 2. Mai mit der offiziellen Präsentation der Kandidatenliste durch die Wahlkommission und offiziell am 3. Mai beginnen. Die Ergebnisse der ersten Wahlrunde sollten spätestens am 5. Juni bekanntgegeben werden. Für den Fall einer Stichwahl folge am 16. und 17. Juni eine mögliche zweite Wahlrunde. Deren Ergebnisse beziehungsweise das Endergebnis wiederum solle bis zum 26. Juni feststehen. Die Parlamentswahlen sollen zu einem späteren Termin folgen und den, so die offizielle Lesart, „demokratischen Übergang“ abzuschließen.

#### Präsidentschaftskandidatur Sisis und Sabahis
Mit Ausnahme des vom Militär gestürzten, ersten demokratisch gewählten Präsidenten Ägyptens, Mohammed Mursi, kamen Ägyptens Staatschefs seit dem Militärputsch gegen die Monarchie im Jahr 1952 aus den Reihen des Militärs oder wurden von ihm installiert.
Die Beteuerung des Putschistenführers Abd al-Fattah as-Sisi, nachdem er Mursi am 3. Juli 2013 stürzte, „Ich habe keine Ambitionen auf die Präsidentschaft“, stieß bei vielen Beobachtern von Anfang an auf Zweifel. Lange vor der offiziellen Ankündigung der Präsidentschaftsbewerbung Sisis am 26. März 2014 war diese bereits erwartet worden, nachdem Sisi mehrfach seine Bereitschaft dazu signalisiert hatte. Der Militärchef, der unter Mubarak zum Leiter des Militärgeheimdienstes geworden war, galt als klarer Favorit bei den noch nicht genau zeitlich bestimmten Wahlen. Sisi hatte im Juli 2013 den ersten frei gewählten Präsidenten des Landes, Mohammed Mursi, gestürzt. Auch bei der anschließenden Installierung einer Übergangsregierung und der Verfolgung von Mursi-Anhängern spielte er eine entscheidende Rolle und gilt als treibende Kraft des Militärputsches.
Sisi war bereits seit dem Sturz des Präsidenten Mursi im Sommer 2013 der inoffizielle oder „heimliche Machthaber“ und wurde zum Zeitpunkt der Kandidatur als der ´„eigentliche starke Mann“ Ägyptens angesehen. Als wichtiger Test für ihn galt das Referendum über die überarbeitete Verfassung im Januar 2014, bei dem die Verfassung mit enorm hoher Mehrheit, allerdings bei einer Wahlbeteiligung von lediglich 39 Prozent der Wahlberechtigten, angenommen wurde.
Während sich bei der Präsidentschaftswahl um die Nachfolge des gestürzten Husni Mubarak 2012 noch 23 Bewerber beworben und die Wahlkommission 13 dieser Bewerber als Kandidaten aller politischen Richtungen zur Wahl zugelassen hatte, trat 2014 gegen Sisi lediglich der linksgerichtete Politiker Hamdin Sabahi an, der bei den Präsidentschaftswahlen 2012 den dritten Platz belegt hatte, dem aber 2014 gegen den eindeutigen Favoriten Sisi keine reellen Chancen eingeräumt wurden. Beobachter werteten die geringe Zahl der Kandidaten bei der Wahl von 2014 als weiteres Zeichen zunehmender Demokratiedefizite in Ägypten, Eine Präsidentschaft Sisis wurde als gleichbedeutend mit einer Rückkehr zu alten Zeiten in Ägypten gewertet, in der das Militär starken Einfluss hatte. zumal die Justiz nach dem Sturz Mursis durch den Militärchef Sisi massiv gegen die Muslimbruderschaft und auch gegen andere Dissidenten vorgegangen war und sich gleichzeitig ein regelrechter Personenkult um Sisi entwickelt hatte, der in staatlichen und privaten Medien als „Retter der Nation“ gefeiert wurde.

##### Spekulationen und widersprüchliche Angaben über Sisis Kandidatur im Vorfeld

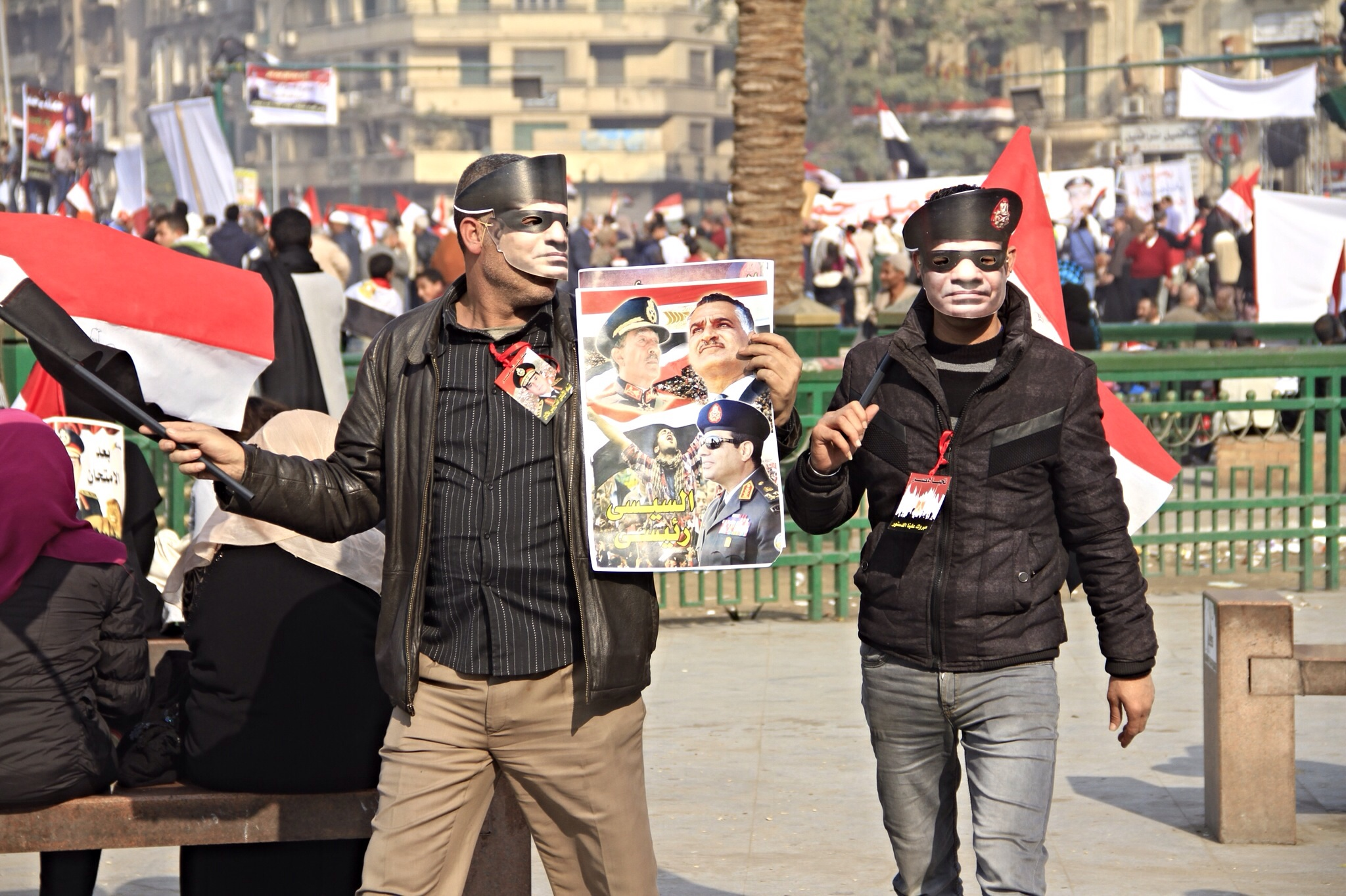
Auf der von der militärgestützten Übergangsregierung geleiteten Pro-Militär-Kundgebung am 25. Januar 2014 am Tahrir-Platz präsentieren viele Teilnehmer Bilder des Militärchefs Sisi, dessen Präsidentschaftskandidatur weithin erwartet wurde.

Bereits kurz nach dem Rücktritt des Kabinetts Beblawi hatten einige Medien Ende Januar 2014 berichtet, Sisi werde als Präsidentschaftskandidat antreten. Nachdem Medienangaben von Anfang Februar 2014, Armeechef Sisi habe seine Absicht zur Kandidatur für die Präsidentschaftswahlen erklärt, vom Militär am 6. Februar dementiert worden waren und dies für Verwirrung gesorgt hatte, erklärte Sisi am 4. März, er werde für das Amt des Staatspräsidenten kandidieren. Dennoch blieb nach Medienberichten weiterhin unklar, ob der seit dem Sturz Mursis durch das Militär de facto als Machthaber in Ägypten agierende Militärchef Sisi kandidieren werde. Medien berichteten weiterhin, Sisi habe sich selbst dazu nicht geäußert. Doch wurde ein Austausch mehrerer Generäle Mitte März in Medien als Maßnahme Sisis gedeutet, vor seinem gemutmaßten Ausscheiden aus dem Militär zum Zwecke einer Präsidentschaftskandidatur ihm loyale Befehlshaber in den Schlüsselpositionen der Streitkräfte zu installieren.
Die Spekulationen um Sisi Kandidatur hatten sich intensiviert, nachdem der Oberste Militärrat (SCAF) im Januar eine Stellungnahme herausgegeben hatte, die Sisi ermächtigte, als Kandidat für die Präsidentschaftswahl anzutreten.
Nachdem Sisi die Öffentlichkeit monatelang im Ungewissen gelassen hatte, bestätigte er die monatelangen Spekulationen um seine Präsidentschaftsaspirationen schließlich am 26. März mit einer Ansprache im staatlichen Fernsehen.

##### Offizielle Ankündigung von Sisis Kandidatur
Am Abend des 26. März 2014 verkündete Sisi in einer vorab aufgezeichneten Ansprache im staatlichen Fernsehen seine Kandidatur bei den anstehenden Präsidentschaftswahlen für das der Verfassung nach nur Zivilisten erlaubte Amt des Staatsoberhaupts und erklärte, dafür aus dem aktiven Armeedienst auszuscheiden, seinen Posten als Armeechef niederzulegen und als Verteidigungsminister und Vize-Ministerpräsident zurückzutreten.
Sisi schränkte er in seiner TV-Rede die Hoffnungen in seine Person ein und sagte, er werde als Präsident „keine Wunder“ bewirken können, aber alles tun, um dem Land Sicherheit, Stabilität und Hoffnung zu bringen. Er sagte: „Ich gebe die Uniform auf, um die Nation zu verteidigen.“ Das Land werde von Terroristen bedroht und stehe vor „einer sehr schweren Aufgabe“. Er kündigte an, seinen Kampf „für ein Ägypten ohne Terrorismus“ fortzusetzen. Die wirtschaftlichen, politischen und sozialen Probleme des Landes müssten mit „Kraft und Mut“ angegangen werden.
Am 27. März 2014 trat Generalstabschef Sidki Sobhi die Nachfolge Sisis an der Armeespitze und als Verteidigungsminister an und wurde für beide Ämter vereidigt.

###### Inländische Reaktionen und Standpunkte
- Die Muslimbruderschaft und mit ihr verbundene Gruppen in Ägypten lehnten eine Präsidentschaft Sisis strikt ab und sahen weiterhin den vom Militär unter Sisi gestürzten Präsidenten Mursi als legitimes Staatsoberhaupt Ägyptens an.[110] Die Muslimbruderschaft äußerte scharfe Kritik an der Kandidatur Sisis.[24] Das Führungsmitglied Ibrahim Munir sagte, unter Sisi werde es in Ägypten „keine Stabilität oder Sicherheit“ geben.[24][90] Mit Blick auf die hunderten Toten, die beim harten Vorgehen der Sicherheitskräfte seit dem Sturz Mursis getötet wurden, sagte Munir: „Er führte einen Putsch, um Präsident zu werden. Er ist ein Mann, der täglich seit dem Putsch getötet hat“.[24]
- Mehrere Gruppen der sogenannten „revolutionäre Jugend“ hatten bereits bei der Abstimmung zum Verfassungsentwurf im Januar 2014, für den sich Sisi öffentlich starkmachte, die Zustimmung versagt.[111]

Die Jugendbewegung des 6. April hatte sich am 5. März deutlich von Sisi distanziert. Sie erklärte ihre Gegnerschaft zur Kandidatur Sisis und argumentierte, diese würde lediglich einer Vertiefung der Spaltung Ägyptens dienen.
- Mit der Ankündigung seiner Präsidentschaftskandidatur löste Sisi landesweite Proteste aus, bei denen am 28. März nach offiziellen Angaben mindestens fünf Menschen ums Leben kamen,[90][113] nachdem schon am 26. März nach der offiziellen Kandidatur Sisis bei gewaltsamen Zusammenstöße mindestens ein Mensch getötet wurde.[90] Die Muslimbrüder hatten mit dem Appell „An den Händen Sisis klebt Blut“ zu Massenprotesten aufgerufen.[90] In mehreren Städten Ägyptens kam es am 28. März zu Protestkundgebungen gegen die Kandidatur des bisherigen Armeechefs Sisi. Dabei kam es teils zu gewalttätigen Zusammenstößen, bei denen nach offiziellen Angaben vier Menschen ums Leben kamen.[114]
- Die Tageszeitung Al-Shorouk meldete, die Familie des 1981 ermordeten Präsidenten Anwar as-Sadat habe für die Kandidatur des Feldmarschalls Sisi ihre Unterschriften gegeben, von denen jeder Bewerber um die Kandidatur 25.000 vorlegen musste.[115][79]

###### Internationale Reaktionen und Standpunkte
Beobachter bezweifelten nach Bekanntgabe der Wahltermine, dass in Ägypten die Bedingungen für freie und faire Wahlen gewährleistet sind.
- Afrikanische Union – Die Charta der Afrikanischen Union (AU) verbietet eine Präsidentschaft Sisis. Nach Artikel 25, Absatz 4 der Charta darf Tätern, die einen verfassungswidrigen Wechsel der Regierung durchführten, nicht die Teilnahme an zur Wiederherstellung der demokratischen Ordnung stattfindenden Wahlen gestattet werden, noch dürfen sie eine verantwortungsvolle Position in politischen Institutionen ihres Staates einnehmen. Ägypten war bereits im Juli 2013 von der Mitgliedschaft zur AU wegen des Militärputsches im Sommer 2013 suspendiert worden.[117] Die AU hatte die Suspension nochmals im Januar 2014 bekräftigt.[118]

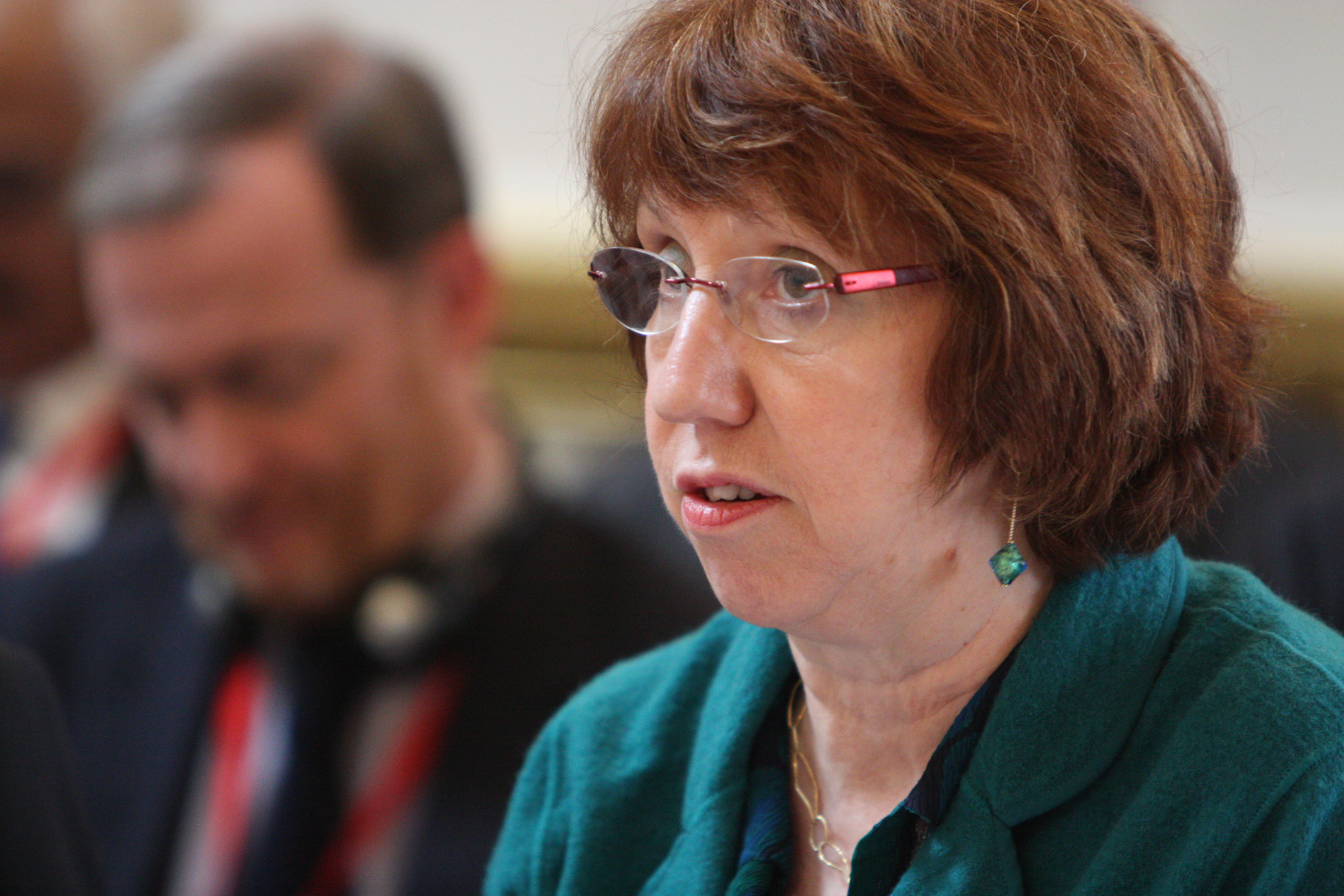
Die Hohe Vertreterin der EU für Außen- und Sicherheitspolitik und Vizepräsidentin der Europäischen Kommission, Catherine Ashton

- Am 10. April 2014 erklärten die sich zu einem Besuch in Kairo aufhaltende EU-Chefdiplomatin Catherine Ashton und der ägyptische Interims-Außenminister Nabil Fahmi, dass sich die Europäische Union und Ägypten auf ein Grundsatzabkommen für die Beobachtung der Präsidentschaftswahl am 26. und 27. Mai geeignet haben. Damit beabsichtigte die EU, erstmals Beobachter zu einer Wahl in Ägypten zu entsenden. Die EU-Mission werde sich „auf Einladung der ägyptischen Regierung“ im Land aufhalten.[119][120] Weiter hieß es in der gemeinsamen Erklärung der Diplomaten, beide Seiten würden erwartet, dass die Wahlen „transparent und glaubwürdig“ ablaufen würden. Die konkrete Ausgestaltung der Beobachtermission werde in Kürze festgelegt.[120] Die Beobachter müssten sich, so die gemeinsame Erklärung weiterhin, „ungehindert im ganzen Land bewegen können“ und Zugang zu allen wichtigen Gesprächspartnern erhalten.[120][121]

Zum Zeitpunkt von Ashtons Besuch in Kairo galt der bisherige Armeechef und Verteidigungsminister Sisi als einzig ernstzunehmender Präsidentschaftskandidat.
Der Nahostexperte der Deutschen Welle Loay Mudhoon kritisierte zu Beginn des Wahlganges am 26. Mai, die EU hätte auf die Entsendung von Wahlbeobachtern verzichten müssen, da die demokratische Transformation Ägyptens in weite Ferne gerückt sei, die Aussichten auf eine Verbesserung der Situation im Lande schlecht erschienen und die EU den Militärputsch vom Juli 2013 in keinem Fall legitimieren sollte.

###### Einzelstimmen
- Maha Azzam, Ägyptenexpertin des britischen Forschungsinstituts Chatham House, rechnete mit keinen tatsächlich demokratisch durchgeführten Wahlen: „Es gibt keine wirkliche Opposition. Die Anführer der Muslimbruderschaft sind im Gefängnis. Die Medien sind gleichgeschaltet, sowohl die staatlichen als auch die privaten unterstützen Al-Sisi.“ Bereits das Ergebnis des Verfassungsreferendum von Ende Januar 2014 mit einem offiziellen Endergebnis von 98 Prozent der Stimmen für die Verfassung ordnete sie unter die „typischen Ergebnisse aus Diktaturen“ ein. In Hinblick auf die zukünftige Stabilität Ägyptens unter Sisi sei sie skeptisch: „Es gibt keine Garantie, dass das Militär für Stabilität in Ägypten sorgen kann. In den vergangenen neun Monaten haben wir eher einen Mangel an Stabilität gesehen.“ Die militärgestützte Übergangsregierung habe nicht bewiesen, dass ein „starker Mann“ die Situation im Land kontrollieren kann. Die Sicherheitslage sei kritisch und die wirtschaftliche Situation mit einer hohen Inflation schlecht. Gleichzeitig wachse auch der Unmut über die Menschenrechtsverletzungen von Militär und Polizei. Angesichts von Tausenden Toten und politischen Gefangenen schätzte Azzam das Regime unter Sisi als „schlimmer“ ein als unter Mubarak: „Was wir bisher von Al-Sisi gesehen haben, ist schlimmer als alles, was wir unter dem Mubarak-Regime erlebt haben.“[1]
- Andrew Hammond, Nahost-Experte des European Council on Foreign Relations, betonte, es gebe durchaus nicht nur Anhänger Sisis in der Bevölkerung: „Al-Sisi hat nicht diese große Popularität, wie es immer dargestellt wird, das ist eine Manipulation der ägyptischen Medien.“ Nach seiner Einschätzung sei ein Sieg Sisis in tatsächlich freien Wahlen keineswegs sicher. Sisi verfüge über keine politische Vision, letztlich sei Sisi ein Wiedergänger Mubaraks: „Er hat niemals wirklich gesagt, wofür er steht, außer für Ordnung und ein hartes Vorgehen gegen die Muslimbrüder. Ich denke, es läuft auf eine Rückkehr zur Politik des 2011 gestürzten Diktators Husni Mubarak hinaus. Das bedeutet eine neoliberale Vision für Ägypten, gekoppelt mit einer faschistoiden Vorgehensweise in der Sicherheitspolitik.“[1]

##### Diskussionen zu weiteren möglichen Kandidaten
- Als Anzeichen dafür, dass Sisi innerhalb der Armee nicht unumstritten sei, wurde im März 2014 eine Kampagne gedeutet, mit der der frühere Generalstabschef Sami Enan sich selbst als möglichen Präsidentschaftskandidaten ins Spiel brachte, indem bereits monatelang Poster verbreitet wurden, die ihn in Zivil und mit dem Schriftzug „Präsident 2014“ zeigten. Enan war im August 2012 vom damaligen Präsidenten Muhammad Mursi in den Ruhestand geschickt worden und genoss bei vielen Ägyptern Beliebtheit, da er in den Wochen des Volksaufstands von Anfang 2011 dafür gesorgt haben soll, dass die Armee nicht auf die Demonstranten schoss.[123]

- Mitte März 2014 wurden Gesprächsmitschnitte bekannt, in denen der frühere General, frühere Ministerpräsident und Unterstützer der Machtübernahme durch das Militär, Ahmad Schafiq, zu hören ist, wie er das Versprechen freier Wahlen durch die Militärregierung eine „Farce“ und „Comedy show“ nennt und erklärt, er werde nicht zur Wahl antreten, da er wisse, dass die Wahl zugunsten des Feldmarschalls Sisi festgelegt sei. Die Bemerkungen Shafiks wurden als Hinweise auf Dissens innerhalb der Geschäfts- und Militärelite Ägyptens aufgefasst.[124][125] Sie führten zu Erstaunen in Ägypten, da Shafiq der gleichen Militärelite wie Militärchef Sisi angehörte und das Infragestellen der Präsidentschaftskandidatur Sisis in pro-Militär- und anti-islamistischen Kreisen, die sowohl von Shafiq wie von Sisi vertreten wurden, nahezu als „häretisch“ (New York Times) betrachtet wurde. In einer Stellungnahme vom 13. März 2014 bestätigte Shafiq, dass die aufgezeichneten Bemerkungen von ihm stammten. Während er in dem aufgenommenen Gespräch gesagt hatte, dass er bereit wäre, erneut für die Präsidentschaft zu kandidieren, wenn Sisi es nicht tue, erklärte der seit seiner 2012 gegen Mursi verlorenen Wahl in den Vereinigten Arabischen Emiraten lebende Shafiq in seiner Stellungnahme am 13. März, dass er zur Vermeidung einer Splittung der Wahl voll und ganz „den mächtigsten und dem Präsidentschaftswahlgewinn nahestehendsten der Kandidaten, seine Exzellenz, den Feldmarschall Abdel Fatah Sisi“, unterstütze.[124]
- Der frühere islamistische Präsidentschaftskandidat Abdel Moneim Abul Futuh entschied sich mit der Begründung gegen eine Kandidatur, dass das von Mansur vorgelegte Wahlgesetz keine Anfechtungen des Ergebnisses erlaubt.[86] Er betonte beim Ausscheiden, es sei unmöglich in einer Umgebung zu kandidieren, in der Opposition als Landesverrat dargestellt wird.[126]
- Neben Ahmad Schafiq und Abdel Moneim Abul Futuh brach auch der Arbeitsrechtler Khaled Ali vorzeitig seine Bewerbung zur Kandidatur ab.[126]
- Hamdin Sabahi, ein nasseristischer Linkspolitiker, der bei den Präsidentschaftswahlen im Jahr 2012 den dritten Platz hinter dem Islamisten Mohammed Morsi und dem Ex-Minister des alten Regimes von Hosni Mubarak, Ahmed Shafik, erlangt hatte,[127] war zum Zeitpunkt der offiziellen Verkündung von Sisis Kandidatur Ende März 2014 der einzige Kandidat, der seine Absicht zur Kandidatur mitgeteilt hatte.[104][111][1][7] Sabahi sagte, er werde ungeachtet der Kandidatur Sisis zur Kandidatur antreten.[104]

Sabahi war vor dem Volksaufstand von 2011 einer der Anführer der Opposition und gilt als Ikone der Revolutionsjugend. Er wurde auch als dem linksrevolutionären Lager angehörender Menschenrechtler beschrieben. Später hatte der linksgerichtete Politiker den Sturz Mursis und das harte Vorgehen gegen die Muslimbrüder unterstützt. Die von Sabahi geführte, linksgerichtete nasseristische Bewegung Egyptian Popular Current hatte für die anstehenden Parlamentswahlen eine Koalition mit der Tamarod-Gruppe angekündigt. Während die Kandidatur des ehemaligen Militärchefs Sisi mit den Themen Sicherheit und Stabilität verbunden wurde, und der Inhalt seiner Reden vermuten ließ, dass Sisi als Präsident sowohl die Wiederherstellung der Wirtschaft, die nach den politischen Wirren nach dem Sturz Mubaraks auf neue Impulse und ausländische Investitionen hoffte, als auch das Ansehen der staatlichen Institutionen über die Erfüllung von Menschenrechten stellen würde, warb Sabahi mit zentralen Themen wie Freiheit, Korruptionsbekämpfung und sozialer Gerechtigkeit um Stimmen. Vor der Präsidentschaftswahl von 2014 präsentierte sich Sabahi als ein Mann der Revolution, die Anfang 2011 den früheren Machthaber Husni Mubarak zu Fall brachte. Im März 2014 sagte Sabahi in einem Interview mit der Nachrichtenagentur Reuters, er bezweifele, dass mit Sisi Demokratie in Ägypten einziehe.
In Umfrageergebnissen lag Sabahi gegenüber Sisi deutlich zurück. Ihm wurden angesichts der Popularität Sisis keine ernsthaften Chancen zugestanden, in die Stichwahl zu kommen. Die Ägyptenexpertin Maha Azzam schätzte ihn als „symbolischen“ Gegenkandidaten ohne wirkliche Siegchancen ein. Die meisten säkularen Parteien hatten sich bereits seit langem ungeachtet aller Bedenken vor einer Rückkehr der Militärdiktatur der Politik Sisis angeschlossen. Am 1. April wurde bekannt, dass der Kairoer Generalstaatsanwalt Hisham Barakat Ermittlungen gegen Sabahi forderte, gegen den ein Rechtsanwalt zuvor eine Klage eingereicht hatte, weil Sabahi Spenden von ägyptischen Geschäftsleuten erhalten haben soll. Von einigen Seiten wurde Sabahi dafür kritisiert, den Präsidentschaftswahlen, deren freier und fairer Charakter bezweifelt wurde, durch seine Kandidatur Glaubwürdigkeit verliehen zu haben.
- Am 3. April 2014 meldete die Nachrichtenagentur Fides, der als Berater für internationale Angelegenheiten tätige 34-jährige Seif el-Amir wolle für das Amt des ägyptischen Staatspräsidenten kandidieren. El-Amir, der bis dahin nicht für sein politisches Engagement bekannt war, wäre der erste christliche Kopte gewesen, der sich für das Amt des Staatspräsidenten bewirbt, was durch die ägyptische Verfassung unter Hosni Mubarak nur Muslimen gestattet war. Um bei der Wahl kandidieren zu können, benötigte el-Amir bis zum 20. April 25.000 Unterschriften aus allen 27 Provinzen des Landes.[133]

- Die einzige weibliche Bewerberin,[92] die Fernsehmoderatorin und frühere Präsidentschaftskandidatin Bothaina Kamel, scheiterte ägyptischen Medien zufolge an den Auflagen der Wahlkommission,[20] indem sie die notwendigen 25.000 Unterschriften nicht fristgerecht vorlegen konnte.[92]

- Der im Zusammenhang mit Skandalen und als extravaganter Fußballvereinsvorstand des Zamalek Sporting Club bekannte Jurist Mortada Mansur begründete seine Entscheidung für einen kurzfristigen Rückzug seiner Kandidatur nach einem kurzen und bizarren Wahlkampf[134] mit einem „Eingreifen Gottes“, der ihm in einer nächtlichen Vision mitgeteilt habe, dass Sisi zum Präsidenten auserkoren sei.[92][126][135]

##### Proteste gegen die Kandidatur Sisis am 28. März
In Kairo protestierten am 28. März 2014 Hunderte islamistische Demonstranten gegen die zwei Tage zuvor verkündete Präsidentschaftskandidatur Sisis und die vom Militär gestützte Regierung. Dabei wurden mindestens vier Menschen von unbekannten Tätern getötet. Unter den Toten befand sich auch die 22- oder 23-jährige ägyptische Fotojournalistin Majada Aschraf (auch: Mayada Ashraf) der Zeitung Al-Dustur, die über die Proteste im Kairoer Stadtteil Ain Schams berichten wollte und fotografiert haben soll, wie Unterstützer Mursis und Sicherheitsbeamte aufeinandertrafen. Laut dem Nachrichtenportal Ahram Online wurde sie durch einen Kopfschuss getötet, als sie Aufnahmen von schweren Zusammenstößen zwischen Demonstranten, Sicherheitskräften und bewaffneten Zivilisten gemacht habe. Berichte vom Tatort ließen vermuten, dass Aschraf von Sicherheitskräften erschossen wurde, obwohl ihre letzte Meldung lautete, dass der Protest der Muslimbruderschaft mit den Sicherheitskräften „scharfe Schüsse und Schrotschüsse austauschte“. Ein Augenzeuge sagte, ein Sicherheitsbeamter habe der Journalistin in den Kopf geschossen. Ein Demonstrant sagte der Nachrichtenagentur AFP, die Polizei habe mit scharfer Munition auf die Menschenmenge geschossen. Nach forensischen Ergebnissen wurde sie aus kurzer Distanz erschossen. Der Umstand, dass islamistische Demonstranten nach Augenzeugenberichten den Leichnam der erschossenen Journalistin bargen, was auch auf einem vom Nachrichtensende Masr Alarabia gezeigten Video gezeigt werden soll, wurde als mögliches Indiz darauf gedeutet, dass die tödlichen Schüsse von der Polizei oder anderen Bewaffneten gekommen seien, zumal sich häufig Kleinkriminelle und Geheimdienstmitarbeiter in Zivil mit Schusswaffen an der Niederschlagung von Protesten gegen die militärgestützte Übergangsregierung beteiligten und dabei mit der Polizei kooperierten. Ein Sprecher des Innenministeriums machte die Muslimbruderschaft für alle vier Toten verantwortlich. Sicherheitskräfte nahmen fünf Personen fest, die mutmaßlich an der Schießerei oder am Tod von Mayada Ashraf beteiligt gewesen sein sollen. Anhänger der Muslimbrüder beschuldigen hingegen die Regierung, die Journalistin sowie vier weitere Demonstranten ermordet zu haben. Ab dem 28. März wurde ein Foto auf verschiedenen Social-Media-Seiten immer wieder geteilt, das die getötete Mayada Ashraf Mitte Dezember 2013 auf Facebook gepostet hatte und sie als junge Journalistin zeigt, die mit einer Hand ihren Fotoapparat hochhält und mit der anderen ein Banner mit der Aufschrift „Die Kamera ist noch in unseren Händen, Hosseini. Wir machen weiter!“. Mit dem Foto hatte Mayada Ashraf an den ägyptischen Journalisten Al-Hosseini Abu Deif erinnert, der ebenfalls zu Tode gekommen war, als er eine Demonstration der Muslimbrüder begleitet hatte. In den sozialen Medien und insbesondere aus Mayadas Freundeskreis wurde die Polizei und deren Scharfschützen für ihren Tod verantwortlich gemacht. Nach Angaben der Organisation Reporter ohne Grenzen (ROG) wurden Journalisten in Ägypten seit dem Sturz des Präsidenten Mohammed Mursi am 3. Juli 2013, insbesondere bei der Berichterstattung über Versammlungen oder Demonstrationen, systematisch anvisiert. Aschraf war laut ROG der sechste Journalist, der in Zusammenhang mit seiner Arbeit seit dem 3. Juli getötet worden war. Auf der ROG-Rangliste der Pressefreiheit nahm Ägypten Platz 159 von 180 Ländern ein.
Unter den Toten im Zuge der Demonstrationen in Reaktion auf das Ausscheiden Sisis aus dem Militär, das Sisi zur Kandidatur an den Präsidentschaftswahlen befähigte, befand sich auch als weitere Frau die koptisch-christliche Mary Sameh George, die in Ain Shams erstochen wurde.
Die Polizei nahm in verschiedenen Städten Dutzende Anhänger des gestürzten islamistischen Präsidenten Mohammed Mursi fest. Laut der staatlichen Nachrichtenagentur Mena hätten Demonstranten im Kairoer Arbeiterviertel Helwan und in Fajum Schrotmunition abgefeuert und die Sicherheitskräfte Tränengas eingesetzt. Die Sicherheitskräfte gaben an, von Demonstranten mit Molotow-Cocktails und Steinen beworfen worden zu sein. In Fajum soll die Polizei Krawallen zwischen den verfeindeten politischen Lagern beendet haben.
In Alexandria und Kairo haben Sicherheitskräfte laut Mena Tränengas eingesetzt und die Proteste aufgelöst.
In Alexandria und Kairo feierten währenddessen Dutzende Anhänger Sisis die Präsidentschaftskandidatur des Feldmarschalls Sisi und schwenkten die ägyptische Flagge und Poster mit seinem Konterfei. Die Kampagne Tamarod hatte die Anhänger Sisis zu einer Loyalitätskundgebung auf dem Tahrir-Platz in Kairo aufgerufen, um „dem Bürger Abdel Fattah al-Sisi dafür zu danken, dass er dem Wunsch des Volkes entsprochen hat“.
In der Hafenstadt Port Said zündete die aufgebrachte Menge ein Porträt Sisis an. In der Provinz Beheira bildeten Anhänger Mursis eine mehrere Kilometer lange Menschenkette.

Galerie: Pro-Mursi-Freitags-Protestmarsch in Kairo nach Sisis Verkündung seiner Präsidentschaftskandidatur (28. März 2014):
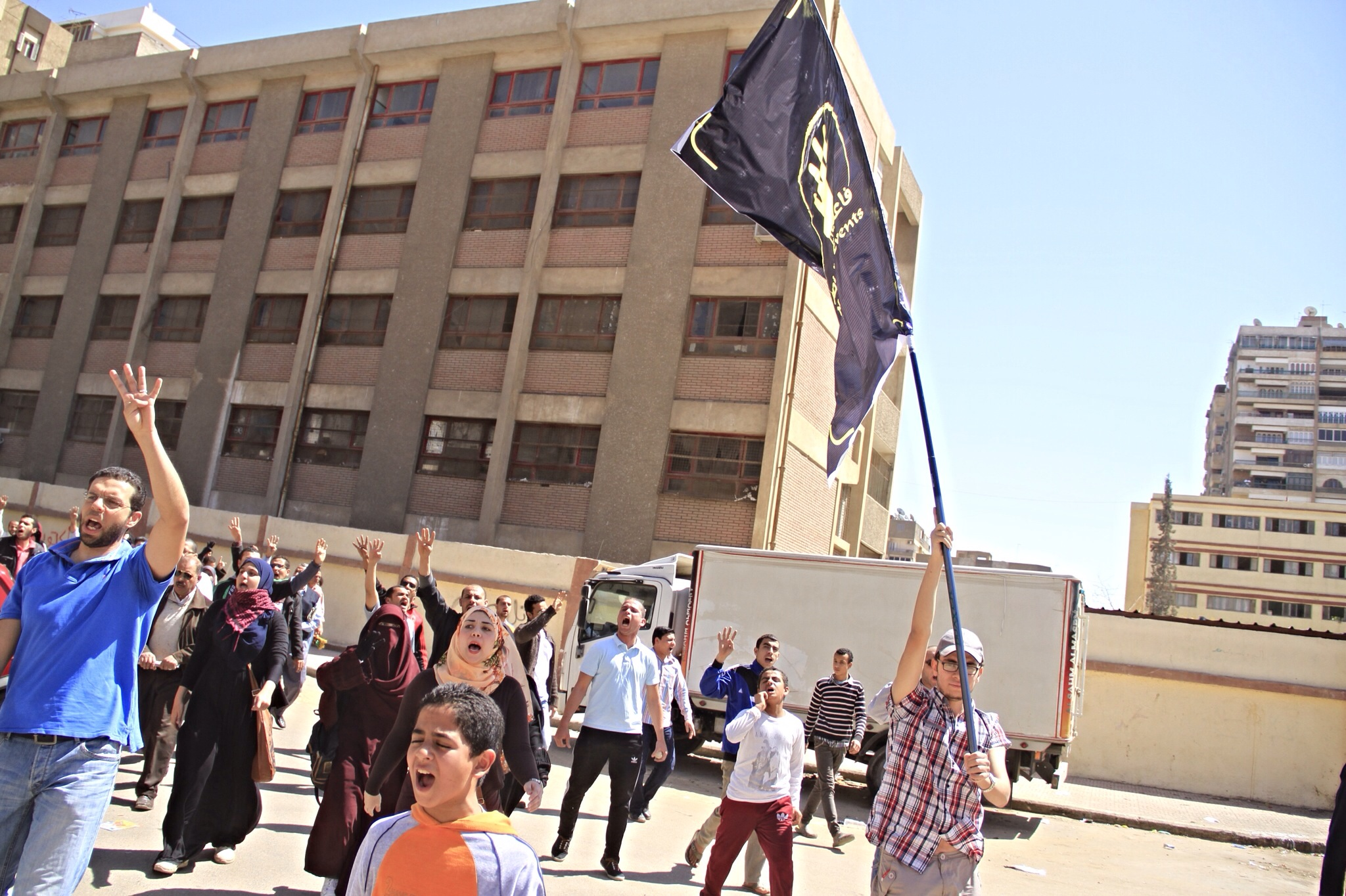
Auch Frauen und Kinder neben verbotener R4bia-Flagge
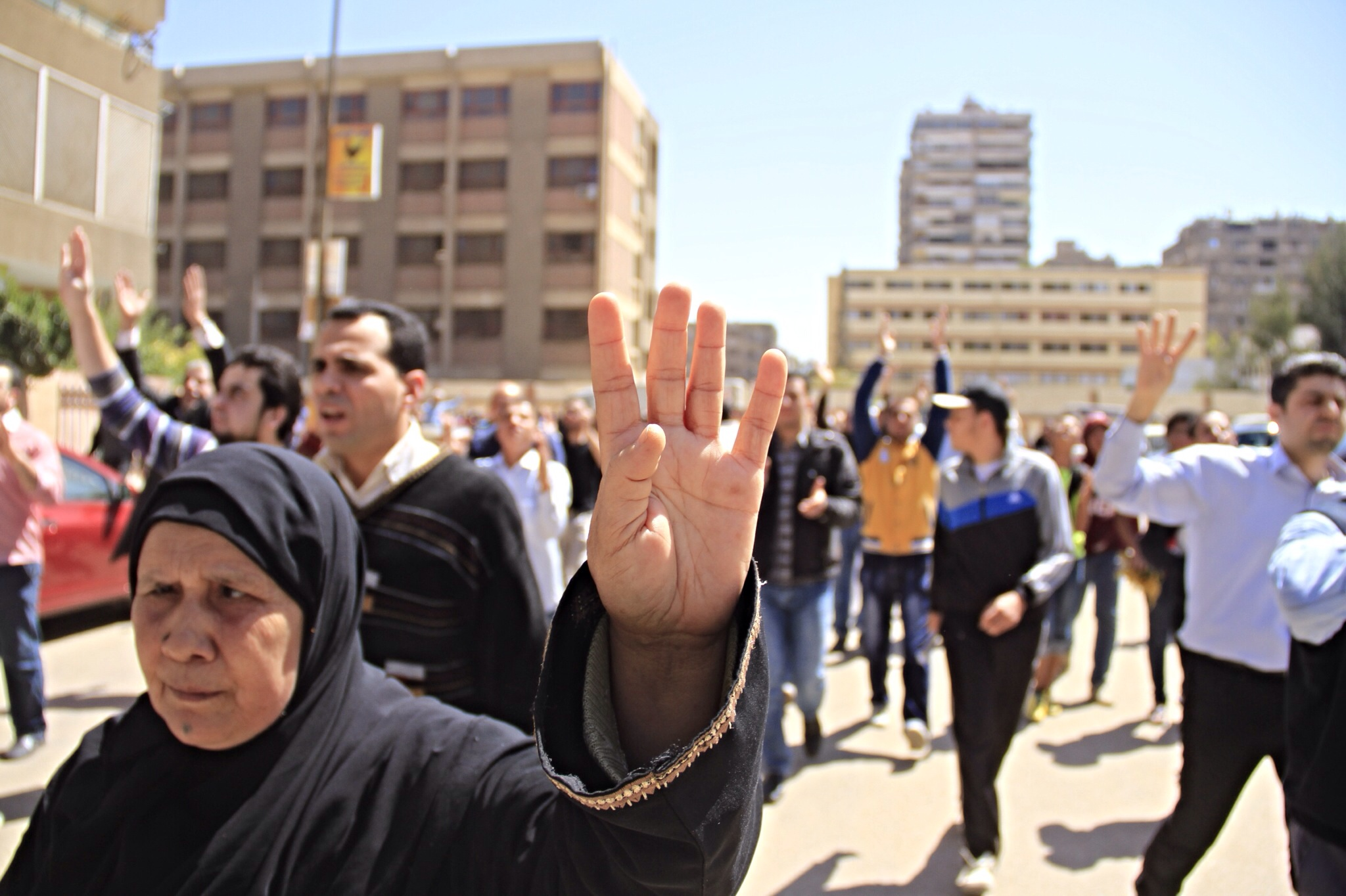
Alte Frau mit R4bia-Gruß
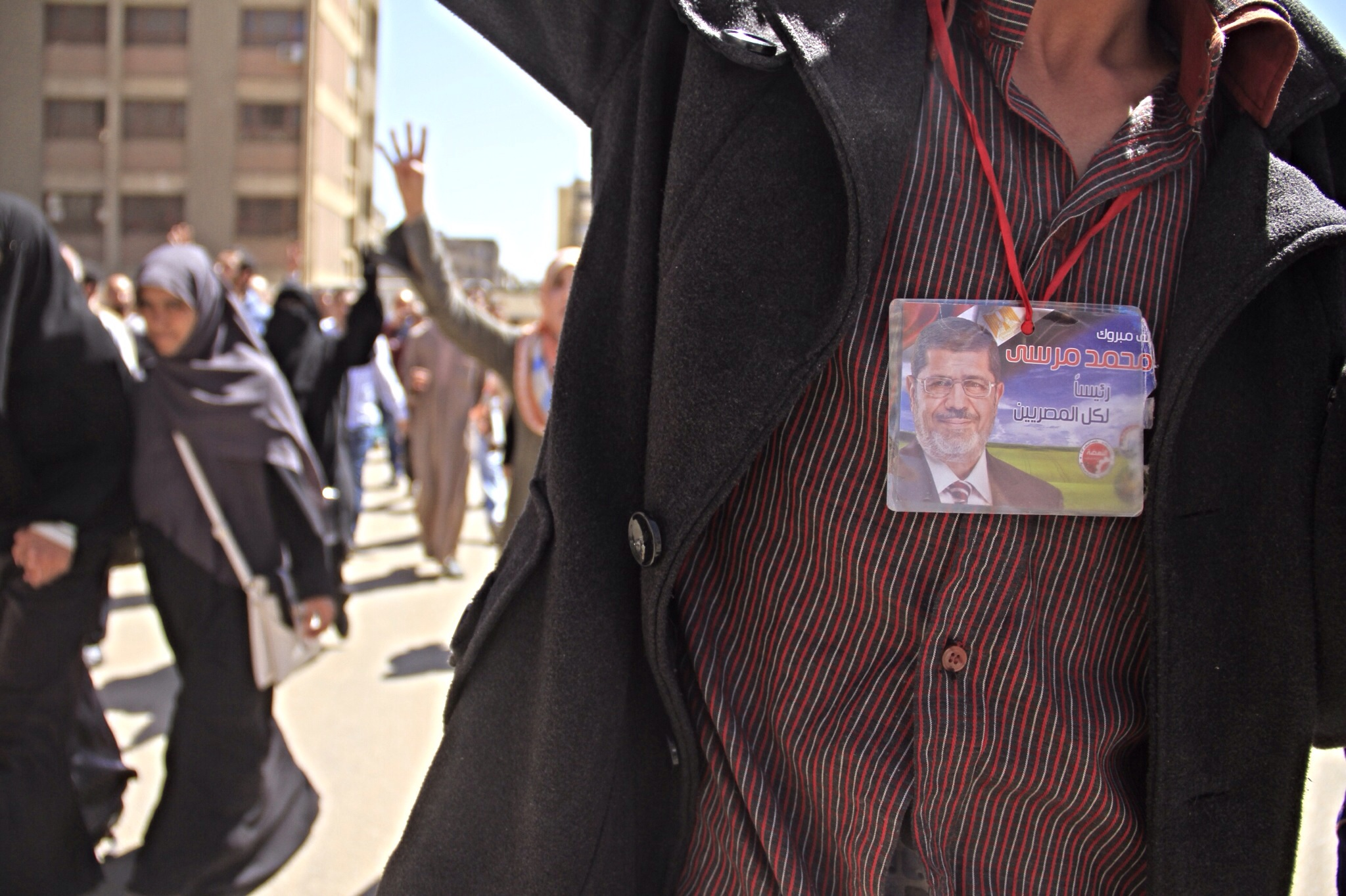
Mursi-Bild am Hals eines Demonstranten
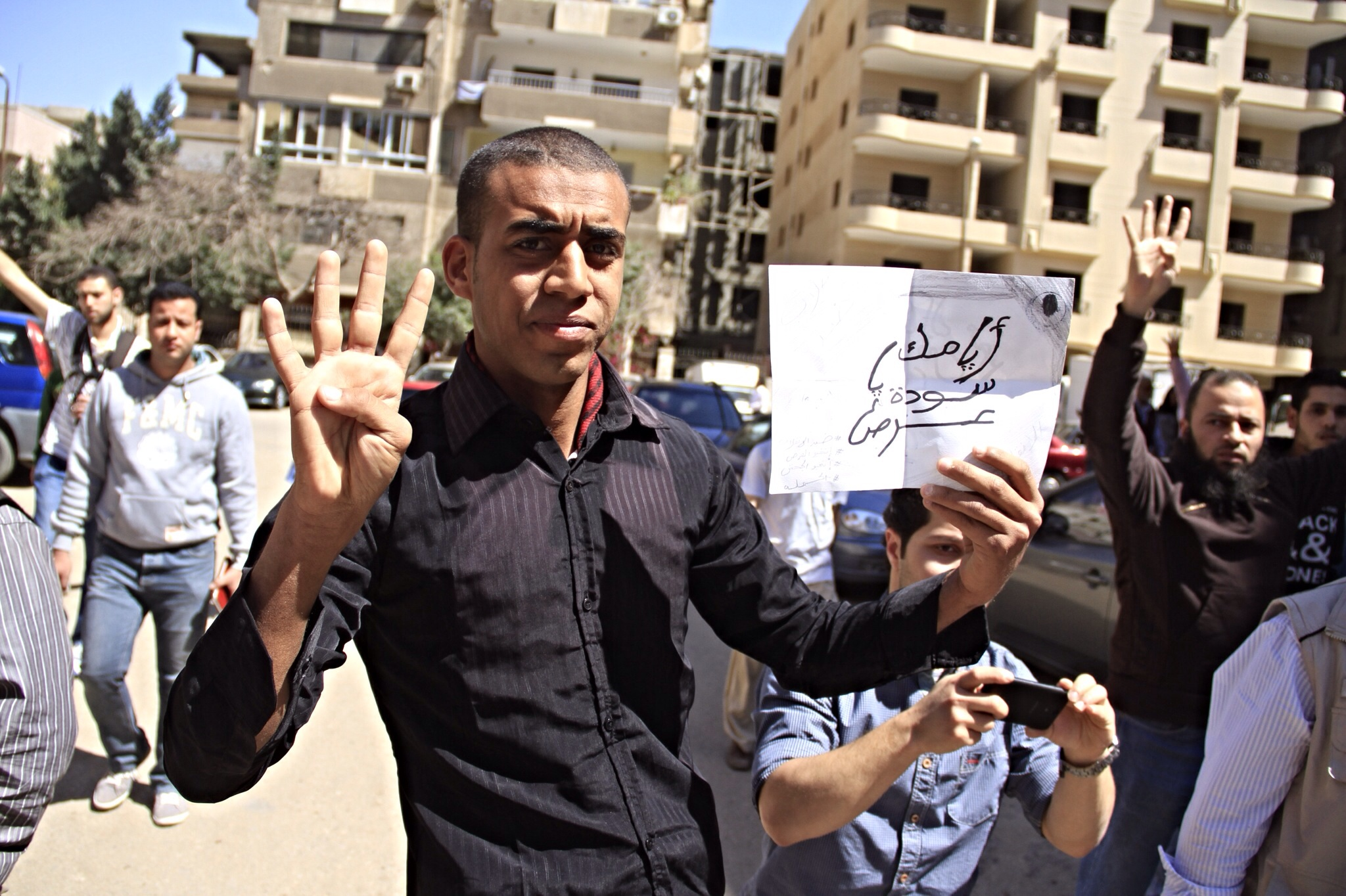
Junge Männer mit R4bia-Gruß
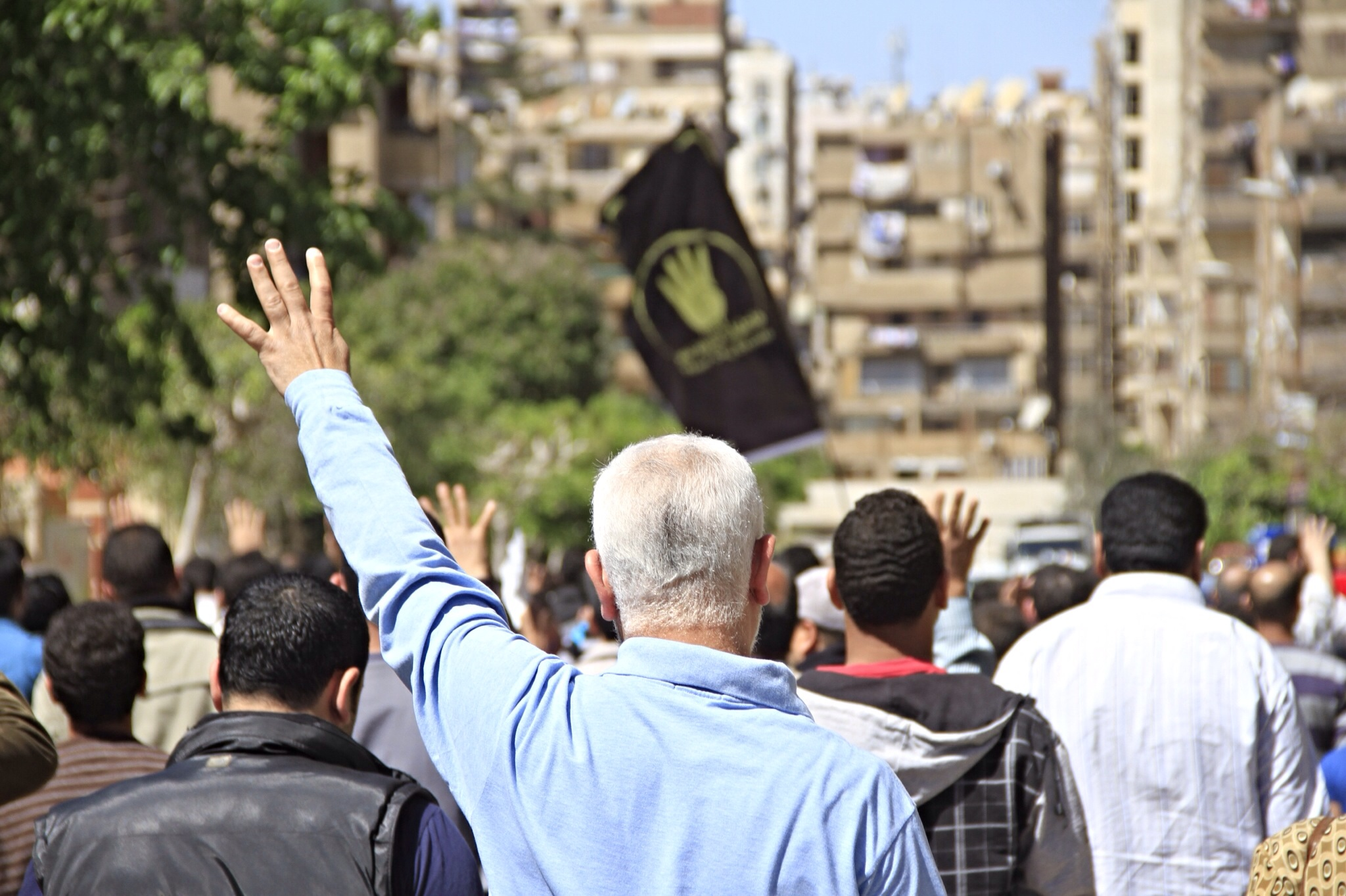
R4bia-Handzeichen und -Flagge

##### Anti-Sisi-Kampagnen in sozialen Medien
Seit dem Sturz des Präsidenten Morsi hatte der Militär Sisi Einfluss auf die ägyptische Politik genommen und die öffentliche Meinung scharf gespalten. Seine Anhänger betrachteten ihn als „Erlöser“ und „Held“, der den seit 2011 bestehenden Aufruhr im Land beenden und für Stabilität sorgen kann, während seine Gegner auf ausgedehnten Menschenrechtsverletzungen und das rücksichtslose Vorgehen gegen die Muslimbruderschaft verwiesen.
Beobachter werteten die Verspottung Sisi als eine der letzten wirkungsvollen Möglichkeit für die von dem militärgestützten Regime kriminalisierte Muslimbruderschaft, die Autorität Sisis trotz der gleichgeschalteten Medien anzugreifen. Es wurde auch die Meinung vertreten, dass Gegner Sisis auf Kampagnen in sozialen Medien auswichen, da diese angesichts des scharfen Vorgehens der militärgestützten Regimes gegen Demonstrationen als einziger Bereich der Meinungsäußerung verblieben. Menschenrechtsgruppen hatten gewarnt, dass das scharfe Vorgehen des militärgestützten Regimes gegen von der Regierungslinie abweichende Meinungen politische Aktivisten, Menschenrechtsschützer und eine unabhängige Presse gleichermaßen bedrohte.
Gegner Sisis riefen eine Internetkampagne gegen seine Präsidentschaftskandidatur ins Leben, die zu Forderungen aus dem Pro-Sisi-Lager führte, die sozialen Medien in Ägypten zu verbieten.

###### Vorfeld: Pro-Sisi-Massenkampagnen
Bereits Wochen und Monate bevor Ende März 2014 die Kandidatur Sisis feststand, bewarb eine von Beobachtern als bemerkenswert eingeschätzte Kampagne Sisi als Staatsführer. In ganz Kairo wurden Bilder und Plakate von Sisi angebracht mit Schriftzügen wie: „Ägypten braucht dich“ oder „Setze deine Arbeit fort“. Schon lange bevor Sisi Ende März 2014 sein Ausscheiden aus der Armee und seine Kandidatur für das Staatspräsidentenamt verkündete, wurde kaum ein anderer ernsthafter Präsidentschaftskandidat für möglich gehalten. Auf Facebook wurde eine Kampagne gestartet, um Unterschriften für eine Kandidatur Sisis zu sammeln, bei der angeblich 20 Millionen Unterschriften zusammengekommen sein sollen. Auch existierten in den Monaten vor der offiziellen Verkündung Sisis Kandidatur Pro-Sisi-Hashtags wie „Ich werde für Sisis stimmen“ und „Führe deine gute Tat zu Ende“, die die rapide steigende Popularität Sisi unter vielen Ägyptern widerspiegelte.

###### Anti-Sisi-KampagneIntikhbo al-ars
Während der führende Präsidentschaftskandidat Sisi von Millionen Ägyptern gestützt zu werden schien, erschien in den sozialen Medien wie Twitter und Facebook Ägyptens und der arabischen Welt ein den früheren Militärchef verspottendes Hashtag #انتخبوا_العرص („Intikhbo al-ars“), das grob aus dem Arabischen als „Stimmt für den Zuhälter“ übersetzt werden kann. Der Begriff „Zuhälter, Lude, Verleiter zum Laster“ wird in der ägyptischen Kultur als extrem vulgäre und eine der schlimmsten Beleidigungen betrachtet, transportiert aber auch die Bedeutungen „angeberisch“ und „Gang-Boss“. Englischsprachige Nutzer verwenden auch die wörtliche Übersetzung des Hashtags #elect_the_pimp, die wiederum ins Deutsche, Französische und andere Sprachen übersetzt wurde.
Der Slogan „Stimmt für den Luden“ wurde Hunderttausende Mal in den sozialen Medien getweetet und auf Anti-Sisi-Versammlungen sowie unter Sisi-Porträts als Graffiti auf ägyptischen Straßen wiedergegeben. Der Hashtag wurde zu einer der wichtigsten Parolen der anhaltenden Antiputsch-Demonstrationen in Ägypten und wurde auf Wände, Geldscheine und öffentliche Transportmittel geschrieben. Von Aktivisten aufgenommenes Videomaterial von den Freitag-Protesten des 28. März in Ägypten zeigte Demonstranten, die „Stimmt für den Luden, ein Präsident für Ägypten!“ skandieren. Auch aus Deutschland wurde er von einer großen öffentlichen Werbefläche gemeldet.
Innerhalb weniger Stunden soll der Hashtag „Intikhbo al-ars“ angeblich mehrere Millionen Mal geteilt worden sein. Ein Screenshot vom Hashtag-Anaylyse-Tool Keyhole wurde verbreitet, das belegen sollte, dass bereits über 100 Millionen Seitenaufrufe erfolgt und innerhalb einer Woche eine Milliarde Seitenaufrufe des Hashtags möglich seien. Der Zugang zu Keyhole schien darauf nicht verfügbar zu sein, während in sozialen Medien berichtet wurde, dass er von Behörden blockiert worden sein soll. Laut Keyhole seien innerhalb von einigen Tagen nach seiner Schaffung Zehntausende Twitternachrichten zum Hashtag entstanden. 23 Prozent der Seitenaufrufe seien aus dem Ausland gekommen.
Angebliche Erschaffer des Hashtags erklärten auf ihrer Facebook-Seite, dass der Hashtag als Angriff gegen den Putschführer gemeint sei, der die Tötung Tausender Zivilisten und den Sturz eines demokratisch gewählten Präsidenten zu verantworten habe, um dann entgegen seinen zahlreichen Versprechungen selbst die Macht durch Kandidatur bei den Präsidentschaftswahlen anzustreben. Der beleidigende Hashtag spiele nach ihrer Ansicht auf den Betrug Sisis gegenüber dem Präsidenten, der ihn ernannt hatte und gegen die Verletzung seines Amtseides an.
Die „Intikhbo al-ars“-Kampagne löste schnell eine Auseinandersetzung in den sozialen Medien aus, bei der sich Unterstützer Sisis mit einer Reihe von Gegenhashtags wie „Ich werde für Sisi stimmen“ oder „Ich werde Sisi wählen“ hinter Sisis Kandidatur stellten, jedoch nicht die gleiche Verbreitung erreichten wie der Anti-Sisi-Hashtag. Einflussreiche TV-Moderatoren auf Pro-Regierungs-Nachrichtenkanälen riefen die militärgestützte Übergangsregierung auf, auf den Hashtag Twitter „Stimmt-für-den-Luden“-Hashtag mit dem Verbot von Twitter in Ägypten zu reagieren und verwiesen auf eine ähnliche Entscheidung des türkischen Ministerpräsidenten Recep Tayyip Erdoğan. Der ägyptische Journalist und populäre CBC-TV-Moderator Khairy Ramadan bezeichnete den „Intikhbo al-ars“-Hashtag als eine Art „Rufmord“ der Muslimbruderschaft-Unterstützer gegen Sisi. Ramadan behauptete, der Hashtag „Intikhbo al-ars“ sei nach dem Hashtag „Ich werde für Sisi stimmen“ in Umlauf gekommen und deshalb zur Nummer eins der Hashtags geworden, weil er von der „terroristischen Muslimbruderschaft“ unterstützt werde. Die Muslimbruderschaft-„Terroristen“, so Ramadan, würden damit eine ähnliche Rufmordtaktik verwenden wie sie zuvor gegen den von Sisi gestürzten Präsidenten Mursi gebraucht worden sei, nun aber in einer „professionelleren und dreckigeren Weise“. Ramadan forderte die Wahlkampagnen Sisis und Hamdin Sabahis auf, Experten der sozialen Medien zu engagieren, um der seiner Ansicht nach von Ismalisten geführten Rufmordkampagne zu begegnen.
Eine erste Meldung von BBC Arabic vom 30. März 2014, nach der ein Sprecher des ägyptischen Innenministeriums gesagt hatte, dass die Nutzung des für den Präsidentschaftskandidat Sisi beleidigenden Hashtags aufmerksam vom Innenministerium in den sozialen Netzen verfolgt und die Personen, die es intensiv nutzen, verhaftet werden, wurde in einer am 1. April aktualisierten Fassung von BBC als nicht korrekt zurückgenommen.

##### Verbot der Kandidatur von Mitgliedern und ehemaligen Mitgliedern der Muslimbruderschaft
Am 15. April 2014 wies ein Gericht in Alexandria die Behörden an, alle Kandidaturen von Mitgliedern und ehemaligen Mitgliedern der Muslimbruderschaft bei den anstehenden Parlaments- und Präsidentschaftswahlen zurückzuweisen.
Damit wurde der Bewegung, deren politischer Arm die Parlaments- und Präsidentenwahlen nach dem Sturz Mubaraks im Februar 2011 mit hoher Mehrheit gewonnen hatte und die im Dezember 2013 vom militärgestützten Regime als „Terrororganisation“ eingestuft worden war, die Kandidatur bei den anstehenden Parlamentswahlen untersagt. Zu diesem Zeitpunkt war bereits die gesamte Führung der Muslimbrüder nach mit großer Härte durchgeführten Verfolgungswelle des Regimes tot oder im Gefängnis. Während die meisten säkularen Parteien ungeachtet allen Bedenken vor einer Rückkehr der Militärdiktatur bereits seit längerem der Linie Sisis folgten, wurde die Muslimbruderschaft trotz ihrer Zurückdrängung in den Untergrund durch das Regime als einzige ernste Herausforderung für die Wahl Sisis zum Staatspräsidenten angesehen.
Das Gerichtsurteil folgte mit der Entscheidung einer Petition, die den Ausschluss aller Muslimbrüder von den Wahlen gefordert hatte. Der Anwalt Tarek Mahmud, der die Initiatoren der Petition vertrat, argumentierte, es sei „unlogisch, solche Kandidaturen anzunehmen, nachdem die Muslimbruderschaft von der Regierung als Terrororganisation eingestuft worden ist“. Er behauptete weiter: „Wir haben Videos, Fotos und Dokumente vorgelegt, die Terrorakte der Muslimbruderschaft zeigen, weshalb es unlogisch ist, dass sie das Land führen oder sein Volk bei den Wahlen vertreten.“

##### Offizielle Kandidaturen Sisis und Sabahis
Am 14. April 2014 reichte Sisi offiziell seine Präsidentschaftskandidatur ein. Ein Kampagnensprecher Sisis erklärte, Sisis Anwalt Bahaa Abu Schuka habe der Wahlkommission die erforderlichen Unterschriften sowie Ergebnisse medizinischer Untersuchungen vorgelegt. Dem Sprecher zufolge habe Sisi zu diesem Zeitpunkt bereits mehr als 460.000 Unterschriften vorzuweisen, womit die gesetzlich vorgeschriebene Anzahl von 25.000 beglaubigten Unterschriften erfüllt sei.
Zum gleichen Zeitpunkt und somit Sechs Wochen vor der Präsidentenwahl sowie sechs Tage vor Fristende zur Abgabe der Unterschriften hatte Sisis einziger Herausforderer Hamdin Sabahi seine Unterschriften noch nicht vorgelegt. Einen Tag vor Ende der Anmeldefrist machte Sabahi am 19. April 2014 seine Kandidatur offiziell und reichte die notwendigen Dokumente bei der Wahlkommission ein. Nach offiziellen Angaben legte Sabahi 31.555 Unterschriften vor.
Die Wahlkommission teilte nach Ablauf der Bewerbungsfrist mit, dass neben Sisi und Sabahi keine weiteren Bewerber die nötigen Unterlagen eingereicht hätten.

##### Vorwürfe unfairer Bewerbungs- und Wahlbedingungen
Die von Sisi im Juli 2013 installierte Übergangsregierung stellte die Präsidentschaftswahlen als Zeugnis dafür dar, dass sich Ägypten auf dem Weg zur Demokratie befinde. Interimsaußenminister Nabil Fahmi sprach von einem „sehr wichtigen Schritt“ und nannte das Wahlverfahren „äußerst frei und fair“. Unter Menschenrechtsaktivisten und Oppositionspolitikern hingegen bestanden Bedenken über die there are concerns about the integrity of the poll. By the most conservative estimate at least 16,000 mainly Islamist dissidents have been arrested in an ongoing crackdown on dissent. At least three high-profile candidates from the 2012 presidential campaign have boycotted the race, complaining about the absence of free expression in Egypt, while the ousted president Mohamed Morsi's Muslim Brotherhood was banned by court order this week from taking part.
Während in ägyptischen Medien für die geringe Zahl der Präsidentschaftsbewerber die stark zunehmend desaströse wirtschaftliche und politische Lage Ägyptens seit der Revolution von 2011 verantwortlich gemacht wurde, da das künftige Staatsoberhaupt zur Anregung der schwachen Wirtschaft unpopuläre Reformen angehen müsse, die unweigerlich zu einem Popularitätsverlust führten, nannten Oppositionelle überwiegend das Fehlen der Voraussetzungen für eine faire Wahl als wichtigste Ursache für den Verzicht auf eine Kandidatur. Für ihre Kritik, dass keine fairen Voraussetzungen gegeben sind, wurde angeführt, dass Ägyptens einflussreichste staatliche Institutionen, insbesondere die Armee, offen ihre Unterstützung für Sisi kundgetan haben. Auch ein Großteil der Wirtschaftselite stützte Sisi, genauso wie die als Propagandawerkzeuge fungierenden staatlichen Medien. So durfte Sisi seine Kandidatur in einer Ansprache über das Staatsfernsehen zur besten Sendezeit verkünden, während Sabahi nur ein kurzer Kommentar in einer vom Staat erstellten Dokumentation über seine Karriere gestattet wurde, was Analysten als Hinweis auf die kommenden Bedingungen des Wahlkampfs werteten. Auch die wöchentliche Sendung des beliebten Satirikers und Sisi-Kritikers Bassem Jussef für die Wahlkampfperiode wurde unter der Begründung mit einem Sendeverbot belegt, man wolle die Wähler nicht beeinflussen. Dutzende Aktivisten, die gegen die neue Verfassung im Januar geworben hatten, waren festgenommen worden, als sie Wahlkampf-Plakate anbrachten, während sich weitere Kollegen darüber bescherten, von den meisten Mediennetzwerken ignoriert zu werden. Sich von der Kandidatur zurückziehende Bewerber gaben an, sie fürchteten ein ähnliches Szenario bei den Präsidentschaftswahlen.
Mindestens drei prominente Kandidaten vom Präsidentschaftswahlkampf 2012 boykottierten die Präsidentschaftswahl 2014 mit der Beschwerde über das Nichtbestehen von freier Meinjungsäußerung in Ägypten, während die Muslimbruderschaft als die dem vom Militär gestürzten Präsidenten Mursi nahestehende Organisation, von der Teilnahme an den Präsidentschaftswahlen gerichtlich ausgeschlossen wurde.
Sabahi und sein Team beklagten sich über Einschüchterungsversuche während der Sammlung der Unterschriften und warfen den Behörden vor, für die Seite des ehemaligen Militärchefs Sisi Partei zu nehmen.

#### Präsidentschaftswahlkampf
Am 3. Mai 2014 begann offiziell der etwa dreiwöchige Wahlkampf für die bereits auf den 26. und 27. Mai 2014 angesetzten Präsidentschaftswahlen. Es handelte sich um die erste Wahl eines Staatsoberhaupts, seit das Militär im Juli 2013 den 2012 in den ersten freien Wahlen Ägyptens gewählten Präsidenten Mohammed Mursi gestürzt hatte.
Im Vorfeld des Wahlkampfes demonstrierte die vom Militärregime verbotene Muslimbruderschaft regelmäßig gegen die aus ihrer Sicht von Präsidentschaftskandidat Abd al-Fattah as-Sisi errichtete „Republik der Angst“. Eine Welle von Massenprozessen und scharfen Pauschalgerichtsurteilen vor Beginn des Wahlkampfes, die teilweise international für Empörung sorgten, wurde als Willensbekundung des ehemaligen Militärchefs Sisis aufgefasst, vor den Wahlen Härte zu zeigen.
Zu Beginn des Wahlkampfs wurde angesichts der angespannten Sicherheitslage erwartet, dass sich die Zahl der öffentlichen Auftritte Sisis während des Wahlkampfs in Grenzen halten würden. Während des Wahlkampfs trat Sisi dann kein einziges Mal öffentlich auf, sondern beschränkte sich auf von seinen PR-Leuten sorgfältig edierte TV-Interviews und lud ausgewähltes Publikum in ein militäreigenes Luxushotel in Kairo ein. Im Gegensatz dazu führte Sabahi eine Wahlkampftour durch die ägyptischen Städte und Dörfer durch.
Trotz des fehlenden Straßenwahlkampfs galt Sisi von Beginn an als klarer Favorit gegenüber seinem einzigen Herausforderer, dem linksgerichteten Hamdin Sabahi, sein Wahlsieg praktisch als „ausgemacht“. Bei Umfragen lag Sabahi zu Beginn des Wahlkampfes weit gegenüber dem längst als heimlicher Herrscher des Landes geltenden Sisi zurück. Die staatlichen Medien ignorierten die Wahlkampf-Kampagne Sabahis. Auch die privaten Medien unterstützten großteils Sisi.
Sisi war zum Zeitpunkt des Putsches und bis kurz vor Beginn des Präsidentschaftswahlkampfes von 2014 Oberbefehlshaber der Armee gewesen, die seit dem Putsch 2013 hart gegen die Muslimbruderschaft vorging, aus deren Bewegung auch der vom Militär gestürzte Präsident Mursi stammte, dem zur Zeit des Wahlkampfes vom ägyptischen Machtapparat der Prozess wegen Hochverrats und Gewaltaufrufs gemacht wurde. Für den Wahlkampf trat Sisi wie gesetzlich vorgeschrieben als Zivilist an, trug aber weiterhin den Titel Feldmarschall, den er sich Ende Januar 2014 als Chef der Militärjunta selbst verliehen hatte.
Da die Muslimbrüder, die nach dem Sturz Mubaraks und bis zum Militärputsch im Sommer 2013 sämtliche Wahlen gewonnen hatten und deren Anhängerschaft auch nach Angaben hoher Offiziere in Polizei und Militär weiterhin mehrere Millionen Ägypter umfasste, von den Wahlen für 2014 ausgeschlossen wurden, gelten die Präsidentschaftswahlen 2014 Vielen bereits vor Beginn der Stimmabgabe nicht als „wirkliche Wahlen“.
Die ultrareligiösen Salafisten sagten Sisi am Wochenende vor dem Wahlkampfauftakt ihre Unterstützung zu.
| Unterstützung von Abd al-Fattah as-Sisi | Unterstützung von Hamdin Sabahi | Teilnahme ohne Unterstützung eines speziellen Kandidaten | Boykott der Wahlen | Durch Verbot von Teilnahme ausgeschlossen                      |
| --- | --- | -------------------------------------------------------- | --- | -------------------------------------------------------------- |
| - Partei des Lichts („Nur“) - Neue Wafd-Partei - Partei der Freien Ägypter - National-Progressive Unionistische Sammlungspartei („Tagamo“) - Ägyptische Arabische Sozialistische Partei - Ägyptische Konferenzpartei - Nasseristische Arabisch-Demokratische Partei - Tamarod (Partei) | - Sozialistische Volksallianz - Partei der Würde („Karama“) - Partei der Gerechtigkeit („Adl“) - Partei Freiheitliches Ägypten („Miṣr al-Ḥurrīya“) - Verfassungspartei („Dostour“) - The Popular Current - Revolutionäre Sozialisten | - Sozialdemokratische Partei                             | - Freiheits- und Gerechtigkeitspartei - Aufbau- und Entwicklungspartei - al-Wasat-Partei - Al Asalah - al-Watan-Partei - Misr-al-Qawia-Partei - Jugendbewegung des 6. April | - Ägyptische Muslimbruderschaft - Nationaldemokratische Partei |

##### Sisi im Wahlkampf
Bei der offiziellen Bekanntgabe seiner Kandidatur hatte Abd al-Fattah as-Sisi erklärt, er werde keinen „normalen Wahlkampf“ führen. Öffentliche Massenauftritte waren offenbar aus Sicherheitsgründen nicht geplant.
In seinen Wahlkampf warb Sisis unter dem Motto „Lang lebe Ägypten“ für wirtschaftlichen Aufschwung und den „Kampf gegen Terror“. Zum Wahlkampfauftakt hatte Sisi kein Wahlprogramm vorgelegt. Stattdessen stellte sich Sisi am 5. und 6. Mai in insgesamt vierstündigen Interviews den Fragen von Reportern, in dem er von einem „mit Wissenschaftlern“ erarbeiteten Wahlprogramm sprach.
Am 5. Mai 2014 präsentierte sich Sisi zum Auftakt seines Wahlkampfs in seinem ersten Fernsehinterview seit dem Sturz Mohammed Mursis. Gegenüber den beiden Moderatoren der äußerst „Sisi-nahen Privatsender CBC und ONTV“ kündigte er an, er werde für Sicherheit und Stabilität, für Arbeitsplätze, Gesundheitsversorgung und Nahrungssicherheit sorgen und lehnte eine Aussöhnung mit der Muslimbruderschaft kategorisch ab.
Seine Äußerungen zur Muslimbruderschaft sorgten international für Aufsehen, als er ankündigte, dass es unter seiner Regierung keine Muslimbruderschaft mehr geben werde und auch andere Gruppen sich zurückhalten sollten.
Als Begründung dafür, dass Sisi bis zum Beginn der Präsidentschaftswahl kein Wahlprogramm vorlegte, hieß es aus seiner Umgebung, es „würde nur Diskussionen auslösen und die Menschen entzweien“.
- Begründung der Kandidatur

Nachdem Sisi im Sommer 2013 gegen die gewählte Regierung unter Staatspräsident Mursi peputscht hatte, hatte er noch betont, keine Ambitionen auf ein politisches Amt zu haben. In einem Interview, das von zwei privaten TV-Sendern ausgestrahlt wurde, bekräftigte Sisi: „Ich könnte mich selbst nicht respektieren, wenn ich so denken würde – dass ich einen Plan fassen würde, um die Macht in Ägypten zu übernehmen“. In seinem ersten Fernsehinterview im Wahlkampf am 5. Mai 2014 dementierte Sisi, dass er von vornherein die Absicht gehabt habe, Nachfolger des von ihm gestürzten Mursi als Staatsoberhaupt zu werden. Stattdessen begründete er sein Antreten bei der Präsidentschaftswahl mit der unsicheren Lage in Ägypten. Das Land stehe „Bedrohungen von innen und außen“ gegenüber. Dies sei der Grund, warum er seine Meinung geändert habe und doch für das höchste Staatsamt kandidiere.
Sisi beteuerte, sich erst Ende Februar 2014 zur Kandidatur entschlossen zu haben, weil das Volk ihn dazu gedrängt habe.
Sisi behauptete weiter, das Chaos nach der Zerschlagung der zwei Pro-Mursi-Protestlager am 14. August 2013 und die Reaktionen aus dem Ausland hätten die Bedrohungen gezeigt, denen Ägypten gegenüberstehe: „Erinnern Sie sich wie Ägypten aussah, wie die Sicherheitslage war und die Furcht, wie weit sie reichte?“, sagte Sisi. „Sie sahen, wie die Außenwelt mit uns umging“, so Sisi weiter, „Es war unmöglich für mich, das Volk im Stich zu lassen“.
Er gab im Interview an, dass seit Juli 2013 bereits zwei Attentatskomplotte zu seiner Ermordung aufgedeckt worden seien, nannte jedoch keine weiteren Details der angeblichen Mordanschläge.
- Künftige Rolle des Militärs

Für den Fall, dass er gewählt werde, versicherte er in dem TV-Interview vom 5. Mai, dass die Armee „keine Rolle dabei spielen wird, Ägypten zu regieren“, ihre Unterstützung für die Polizei im „Kampf gegen den Terrorismus“ aber verstärken werde. Das Militär werde sich nicht in die Politik des Staates einmischen. Die Streitkräfte hätten sich in den vorangegangenen 30 Jahren nie in die Politik eingemischt und würden das auch in Zukunft nicht tun. Er sei kein Kandidat des Militärs. Die Armee werde jedoch bei der „wirtschaftlichen Entwicklung“ helfen.
Sisi machte klar, dass die Sicherheitskräfte während seiner Staatspräsidentschaft noch härter gegen „Terroristen“ vorgehen würden, ein Begriff, den die militärgestützte Übergangsregierung vermehrt auch auf unbewaffnete islamistische Demonstranten, säkulare Aktivisten und kritische Journalisten anwendete.
- Künftige Rolle der Muslimbruderschaft

Weiter kündigte Sisi in seinem TV-Interview vom 5. Mai 2014 an, es werde unter seiner Präsidentschaft „nichts geben, das sich Muslimbruderschaft nennt“. Als Staatsoberhaupt werde er die Organisation „auslöschen“.

„Wenn ich zum Präsidenten Ägyptens gewählt werden sollte, wird es keine Muslimbruderschaft mehr geben.“

Er schloss eine Aussöhnung mit der Muslimbruderschaft aus unterstütze keine Hoffnungen auf eine Annäherung von Muslimbrüdern und künftiger Regierung in Ägypten, erteilte einer politischen Lösung des seit Monaten anhaltenden Konflikts eine Absage und verkündete: „Wir können nicht zusammen leben“.
Stattdessen ließ Sisi keinen Zweifel daran, dass er die Muslimbruderschaft als Präsident weiter bekämpfen und dafür sorgen wolle, dass die Muslimbrüder keine Rolle mehr in Ägypten spielen werden. Die Muslimbruderschaft sei „am Ende“, und er werde bei einer Übernahme der Präsidentschaft nicht zulassen, dass sie wiederkehre. Sie werde niemals zurückkehren. Das Volk habe die Organisation abgelehnt und die Ideologie der Gruppe zurückgewiesen. Eine Aussöhnung mit der Muslimbruderschaft würden die Ägypter ablehnen.
Wörtlich sagte Sisi über die im Dezember 2013 unter seinem Militärregime als terroristische Organisation eingestufte Muslimbruderschaft:

„Nicht ich habe mit der Muslimbruderschaft gebrochen, sondern die Ägypter. Das ägyptische Volk hat die Bruderschaft bereits zweimal abgelehnt. Einmal im Sommer vergangenen Jahres mit den Massenprotesten, die das Ende für Präsident Mursi einleiteten. Und jetzt richtet sich die Stimmung wieder deutlich gegen sie.“

Die „Muslimbrüder“ hätten den Vertrag gebrochen, entsprechend dem sie von den Ägyptern gewählt worden seien. Die Organisation der Muslimbruderschaft mit ihrer Ideologie dürfe nicht länger existieren und die Ägypter hätten ihr Urteil gefällt. Sisi behauptete, alle Ägypter lehnten eine Versöhnung mit den Muslimbrüdern ab, und die Menschen würden ihn auf der Grundlage wählen, dass er die Muslimbruderschaft vernichte.
Als ein Moderator in dem Interview vom 5. Mai den Begriff „Militärherrschaft“ verwendete, wies ihn Sisi zurück und erklärte, er wolle wie „wie Gamal Abdel Nasser sein“, womit er auf den im ägyptischen Volk populärsten ägyptischen Präsidenten anspielte, der ebenfalls als erbitterter Gegner der Muslimbruderschaft gilt.
- Haltung zu Demonstrationsrecht und Antiputsch-/Antiregierungsprotesten

Sisi erklärte, er werde sich nicht scheuen, ein neues Anti-Terror-Gesetz zu schaffen. Mit den von der Opposition kritisierten Demonstrationsgesetzen habe er kein Problem: „Ich werde nicht zulassen, dass das Land durch Chaos zerstört wird.“ Er verteidigte das umstrittene Demonstrationsgesetz, das bereits zur Verhaftung tausender Menschen geführt hatte, als Mittel gegen „verantwortungslose Proteste und Chaos, die den Staat zerstören könnten“. Die anhaltenden Kampagnen gegen die militärgestützte Übergangsregierung bezeichnete er als „politische und religiöse Dummheit“. Neben Anhängern der Muslimbruderschaft sollten sich auch andere Gruppen künftig zurückhalten. Ägypten habe auf seinem Weg aus der Krise keine Zeit zu verlieren. Proteste und Streiks seien daher in nächster Zeit nicht akzeptabel.
In den dem Wahlkampfbeginn vorangegangenen zehn Monaten hatte die ägyptische Führung das Demonstrationsgesetz häufig angewandt, um Aktivisten und führende Persönlichkeiten des Aufstandes gegen den ehemaligen Präsidenten Husni Mubarak im Jahr 2011 zu verhaften. Das Gesetz verbietet alle politischen Treffen und Demonstrationen ohne vorherige polizeiliche Erlaubnis. Zuwiderhandelnden drohen drakonische Strafen.
- Wirtschaftliche und soziale Fragen

Sisis sprach im Fernsehinterview von Infrastrukturprojekten wie dem Ausbau des Suezkanals oder der Besiedlung eines zweiten, künstlichen Niltals. Bei dem Großprojekt der Urbarmachung von Wüstenland sollten demnach 26 neue Städte sowie sieben Flughäfen gebaut werden und jeder Bundesstaat Zugang zum Wasser bekommen. Das Grundproblem, dass sich 90 Millionen Ägypter auf nur sechs Prozent der Staatsfläche drängen, weil der Rest des Landes aus Wüste besteht, solle so überwunden werden. Finanzieren wolle Sisi dieses Projekt durch Zuwendungen aus dem Ausland. Zudem Sprach er von Investitionen in „Erziehung, Gesundheit, Nahrungssicherheit“.
- Religiöse Fragen

In Bezug auf die Religion des Islam beteuerte Sisi im Fernsehinterview: „Meine Ansichten bedeuten jedoch nicht, dass ich gegen die islamische Religion bin“.
Sisi beschwor im Fernsehinterview stattdessen ein Ägypten, in dem eine politisierte Religion keinen Platz habe und Muslime wie Christen trotz „kultureller Eigenheiten“ zusammenleben. Er sei nahe dem jüdischen Viertel in der Kairoer Altstadt aufgewachsen, habe in die Synagoge geschaut und sonntags „die Kirchenglocken schlagen hören“.
- Bildung eines Palästinenserstaates

Am 6. Mai 2014 erklärte Sisi auf die Frage eines Reporters, ob er im Falle seines Sieges bei den Präsidentschaftswahlen den israelischen Ministerpräsidenten Benjamin Netanjahu treffen werde, zuerst müsse es seitens der Israelis Zugeständnissen an die Palästinenser geben. Dazu gehöre, dass Israel die Bildung eines Palästinenserstaates mit Ostjerusalem als Hauptstadt akzeptiere.

##### Sabahi im Wahlkampf
Sabahi hatte sich vor dem Wahlkampf unter anderem mit einer linken Politik sowie als Vorsitzender der sozialistisch-nationalistischen Partei der Würde einen Namen gemacht und für Freiheit und soziale Gerechtigkeit geworben.
Bei seinem Wahlkampfauftakt am 3. Mai 2014 in Asyut im Süden Ägyptens, sagte Sabahi, er wolle „das Vertrauen des Volkes gewinnen, um die Politik der Korruption und der Tyrannei und der Armut zu ändern“. Der militärgestützten Übergangsregierung warf er am 3. Mai eine Fortführung der „Politik unter Mubarak“ vor. Medien beschrieben ihn als stellvertretend für die Ideale der Protestbewegung von 2011.
Sabahis Wahlkampfteam klagte bereits zum Wahlkampfauftakt über wiederholte tätliche Angriffe auf Mitarbeiter. Die für Pressearbeit zuständige Wahlkampfhelferin, Hoda Kherbaoui, gab gegenüber Medien an, dass Sabahi die Kandidatur zurückziehen werde, „falls der Staat weiterhin versuchen sollte, sich einzumischen“ wie es bei dem Sammeln der erforderlichen Unterschriften für die Kandidatur gewesen sei, als das Wahlkampfteam angegriffen worden sei.

#### Wahlgang
Der Wahlgang für die Präsidentschaftswahlen 2014 war zunächst für den 26. und 27. Mai festgelegt worden. Wahlberechtigt waren mehr als 53,9 Millionen Ägypter. Während vor der Verlängerung des Wahlganges erste Ergebnisse bereits für den 28. Mai veröffentlicht erwartet wurden, wurde die Verkündung des offiziellen Ergebnisses für den 5. Juni vorgesehen. Am 27. Mai wurde der Wahlgang um einen Tag verlängert.
Die Muslimbruderschaft, die als Demokratiebewegung eingestufte sogenannte Jugendbewegung 6. April sowie einige kleinere Linksparteien riefen im Vorfeld zum Boykott der Abstimmung auf. Auch die als islamistisch geltende Partei Starkes Ägypten und mehrere sogenannte Revolutionsgruppen verkündeten einen Wahlboykott.
Die Europäische Union begleitete die Abstimmung mit mehr als 150 Wahlbeobachtern, die laut EU-Sprecher Eberhard Laue mit Ausnahme des Nord-Sinai, wo sie aus Sicherheitsgründen nicht vertreten waren, über ganz Ägypten verteilt wurden. Eine 140 Mann starke Beobachtermission der EU hatte erst unmittelbar vor Beginn der Wahlen die behördliche Erlaubnis der ägyptischen Interims-Behörden erhalten. Der Wahlgang wurde von einem Großaufgebot von Polizei und Armee begleitet. Hunderttausende Soldaten sicherten die Präsidentschaftswahl ab. Am ersten Tag gab wohl nur jeder zehnte Ägypter seine Stimme ab, jetzt soll bis Mittwoch gewählt werden. Soldaten mit Sturmgewehren bewachten die Wahllokale.
Am 26. Mai 2014, dem ersten der zwei Tage der Präsidentschaftswahl, blieb es in Ägypten verhältnismäßig ruhig. Nach Angaben örtlicher Wahlbeobachter kam es lediglich an wenigen Orten in Kairo, Alexandria und mehreren Provinzstädten zu Protestaktionen Muslimbruderschaft. Die Demonstranten bezeichneten die Wahl als „Theater“. Vor einigen Wahllokalen detonierten kleine, selbstgefertigte Sprengsätze, die nach Angaben aus Sicherheitskreisen niemanden verletzten. Mehrere Demonstrationen und Straßenblockaden wurden von der Polizei aufgelöst. In Alexandria ging die Polizei bei zwei Kundgebungen nach Augenzeugenberichten gewaltsam gegen Demonstranten vor. In Al-Sagasig schoss die Polizei in die Luft, um Pro-Mursi-Demonstranten zu vertreiben. Mehrere Studenten wurden laut Medienberichten festgenommen. Größere Gewaltausbrüche wurden nicht gemeldet. Damit blieb die Abstimmung am 26. Mai friedlicher als frühere Wahlen in Ägypten.
Analphabeten wurde die Stimmabgabe im Vergleich zu früheren Wahlen erleichtert, indem neben den Namen der Kandidaten erstmals auch Fotos der beiden Bewerber auf die Stimmzettel gedruckt wurden.
Während die Wahlbeteiligung nach Angaben von Al-Jazeera und anderen Berichten am ersten und zweiten Wahltag niedrig gewesen sein soll, gab das Innenministerium der militärgestützten Übergangsregierung an, es seien mit rund 16 Millionen der rund 53 Millionen bereits rund 30 Prozent der Stimmen abgegeben worden.
Am Abend des 27. Mai wurden die Präsidentschaftswahlen auf Beschluss des nationalen Wahlkomitees aufgrund der geringen Wahlbeteiligung um einen dritten Tag verlängert. Die ägyptische Wahlkommission führte als Grund für die Verlängerung des Wahlganges eine Hitzewelle am 27. Mai an, die Millionen Wähler mit Temperaturen um 42 °C daran gehindert habe, ihre Stimme abzugeben. Offiziell verurteilte Sisis Wahlkampagne öffentlich die Verlängerung des Wahlgangs. Es handelte sich bei der Maßnahme um einen weiteren einer Reihe von Versuchen, mehr Menschen zur Stimmabgabe zu bewegen. Die Ankündigung folgte einer äußerst kurzfristig erfolgten Entscheidung der militärgestützten Übergangsregierung um Adli Mansur, den 27. Mai 2014 zu einem improvisierten gesetzlichen Feiertag zu erklären, was als erstes Anzeichen für die Sorge der offiziellen Stellen um eine zu geringe Wahlbeteiligung gewertet wurde. Funktionäre der Wahl erklärten zudem, dass ein Bußgeld für Nichtwähler von 500 Ägyptischen Pfund (rund 72 US-Dollar) erhoben wird.
Das Wahlkampagnenteam Sabahis berichtete am Nachmittag des 26. Mai von „schweren Verletzungen“ gegen das Wahlrecht. Unter anderem sollten demnach mehrere Mitarbeiter festgenommen und anderen der Eintritt zu Wahllokalen verwehrt worden sein.

Galerie: Zweiter Tag des Urnengangs zu den Präsidentschaftswahlen (Kairo, 27. Mai 2014):
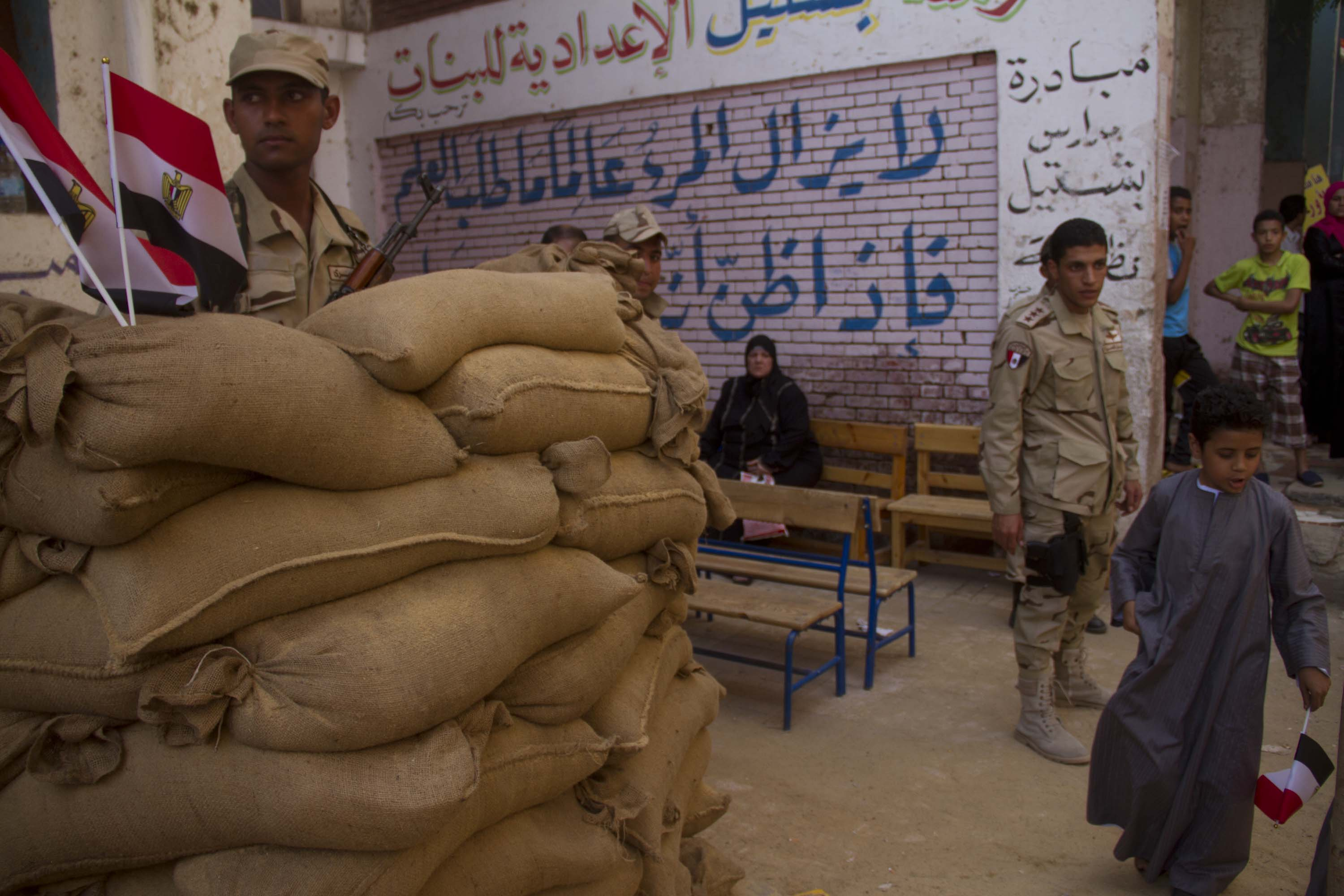
Sicherheitskräfte vor einem Wahllokal
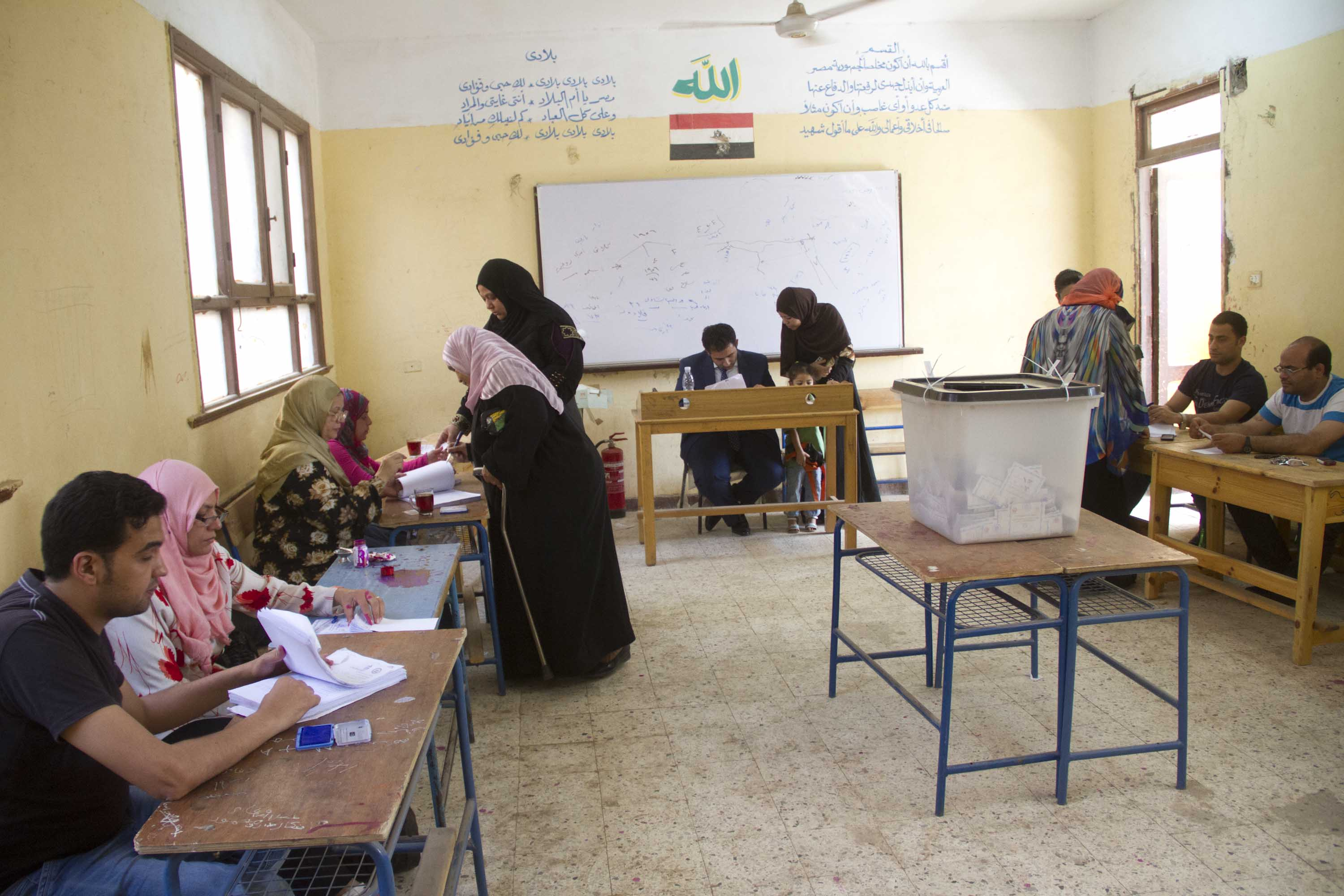
Wahllokal
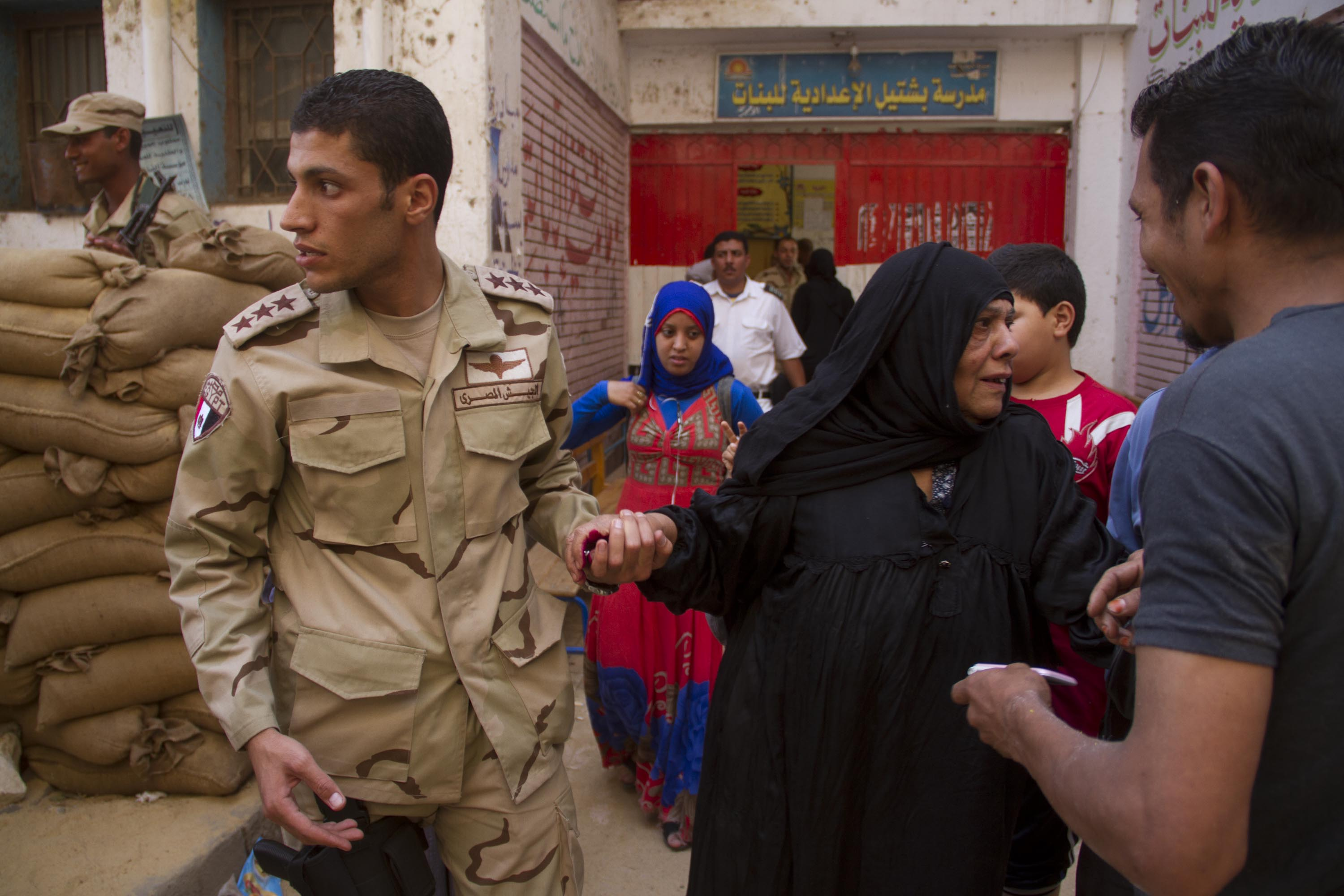
Ein Soldat hilft im Wahllokal
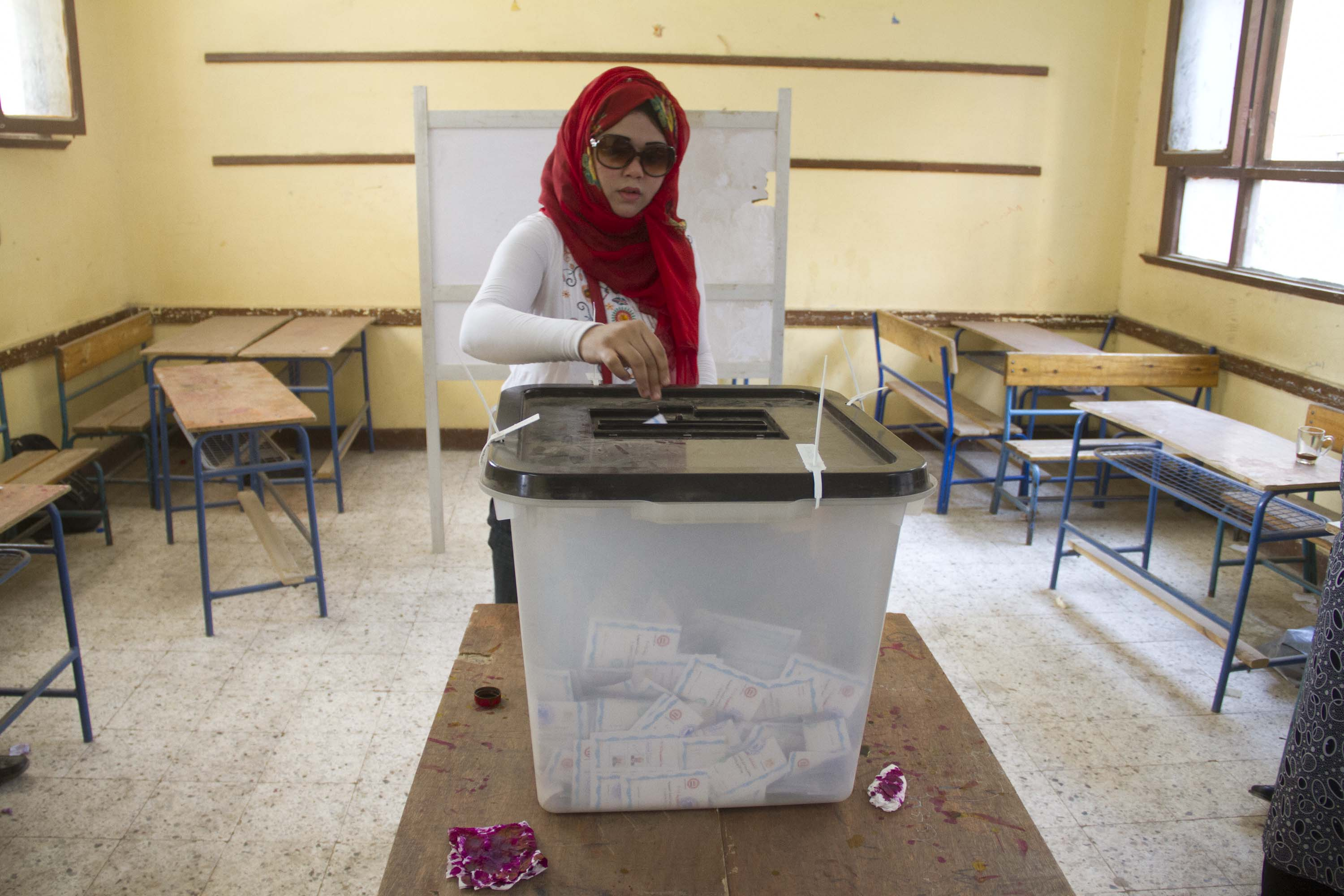
Eine Frau bei der Stimmabgabe
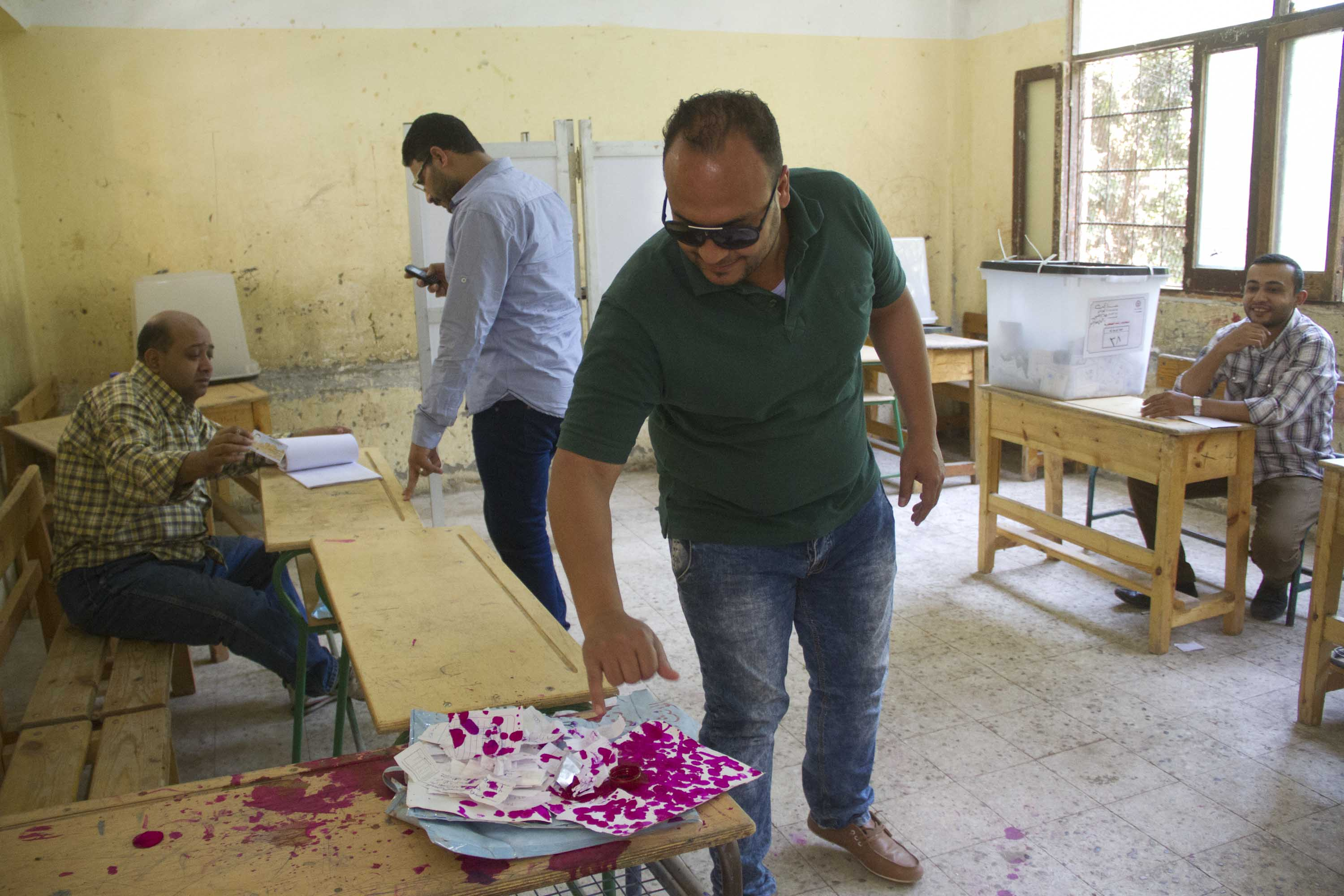
Ein Mann bei der Stimmabgabe
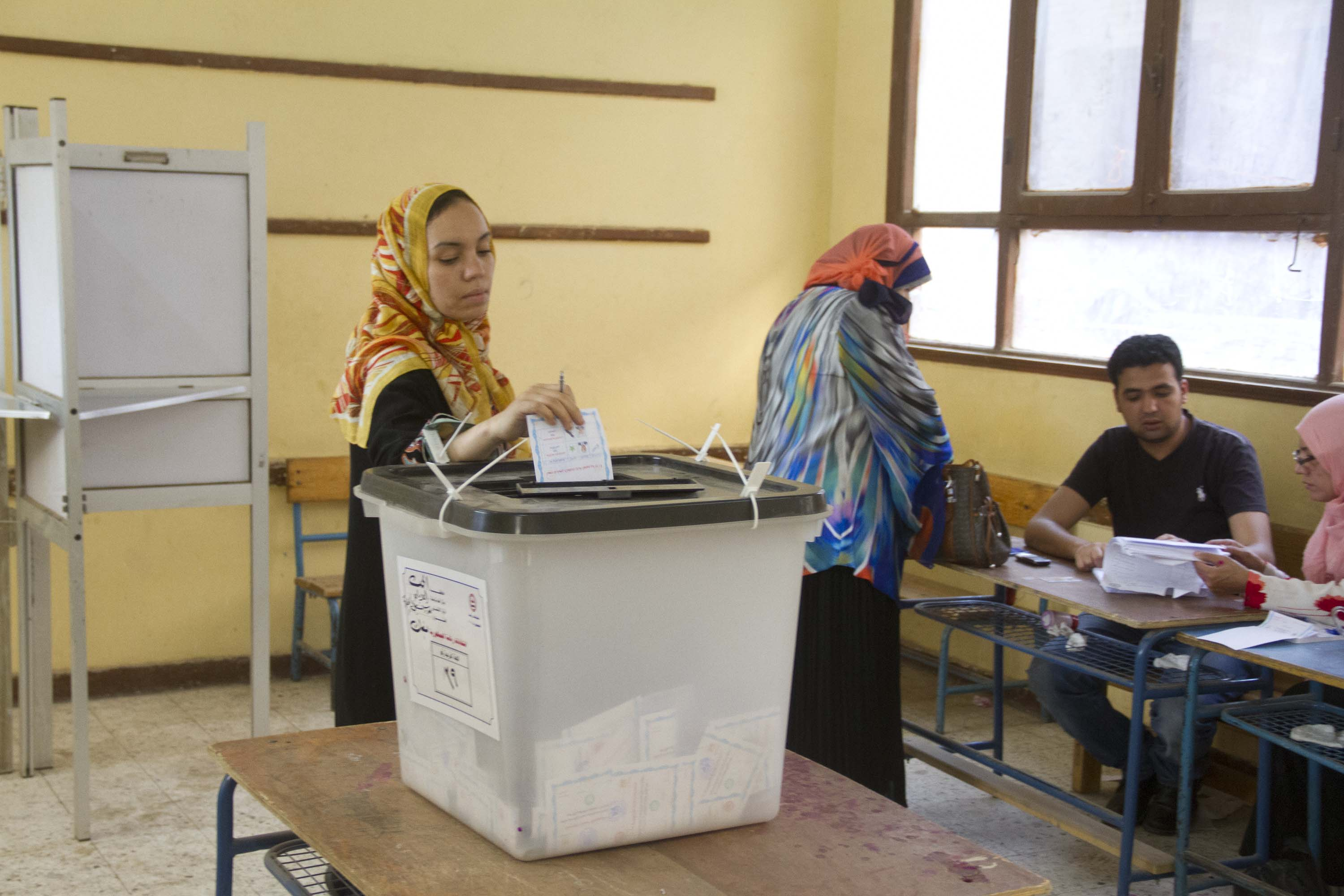
Wahlurne

#### Wahlausgang

##### Vorläufige Wahlergebnisse: Wahlsieg Sisis
Nach inoffiziellen und vorläufigen Ergebnissen, die die staatliche ägyptische Zeitung Ahram in ihrer englischsprachigen Online-Version am 29. Mai veröffentlichte, hatte Sisi bei den Wahlen mit über 95 Prozent eine „überwältigende Mehrheit“ der abgegebenen Stimmen erhalten. Demnach habe Sisi 23,9 Millionen Stimmen für sich gewinnen können, während lediglich rund 750.000 der Wähler für Sabahai gestimmt hätten. Den Schätzungen nach hatten 25,6 Millionen Wähler der fast 54 Millionen gemeldeten Wähler ihre Stimme abgegeben. Offizielle Ergebnisse wurden für die nachfolgende Woche erwartet.

##### Reaktionen und Wertungen
Die Afrikanische Union, die Arabische Liga, die Europäische Union und mehrere Nichtregierungsorganisationen hatten die Wahl beobachtet.
- Democracy International, eine Organisation mit Sitz in den USA, die zur Zeit der Präsidentschaftswahlen mit 86 Beobachtern zur Beobachtung des Urnengangs in Ägypten vertreten war, erklärte, die Entscheidung zur Verlängerung der Stimmabgabe um einen dritten Tag habe die Glaubwürdigkeit der Stimmabgabe schwer beschädigt. Die Verlängerung „werfe weitere Fragen über die Unabhängigkeit der Wahlkommission, die Unparteilichkeit der Regierung und die Integrität des Wahlverfahrens in Ägypten auf“. Democracy International erklärte, es habe seine kurzfristigen Beobachter abgezogen, obwohl andere internationale Monitore einschließlich der EU angaben, sie würden ihre Tätigkeit unverändert fortführen.[201]
- Die Wahlbeobachtermission der Europäischen Union (European Union's Election Observation Mission, Abkürzung: EOM) verkündete am 29. Mai 2014 auf einer Pressekonferenz, die ägyptischen Präsidentschaftswahlen 2014 hätten in einer „demokratischen und freien“ Umgebung stattgefunden. Mario David, der Leiter der EOM und Repräsentant Portugals im Europaparlament, sagte, die Wahlbeteiligung habe 46 Prozent erreicht. Journalisten gegenüber gab David an, die Verlängerung des Wahlgangs um einen Tag sei nicht ungesetzlich, auch wenn die EOM noch nie eine Verlängerung der Stimmabgabe um einen Tag erlebt habe. David betonte für die EOM, dass „unsere Arbeit nur darin besteht zu beobachten, nicht eine Beurteilung abzugeben.“ David sagte weiter, dass die Wahlbeobachtermission keine geringe Wahlbeteiligung verzeichnet und eine nach seiner Einschätzung gute Repräsentation durch Frauen festgestellt habe. David fügte hinzu, die Medien hätten einen „fairen“ Raum für Berichterstattung für beide Präsidentschaftskandidaten zur Verfügung gestellt. Die von Sabahis offiziellem Wahlkampfteam berichteten Verstöße, die Wahlkampf während der Stimmabgabe einschlossen, kommentierte David als illegal, aber als nicht von Auswirkung auf die Stimmabgabe. Die Herausgabe eines abschließenden Berichts über die Ergebnisse der Wahlbeobachtermission innerhalb von sechs Wochen geplant.[206]
- Robert Goebbels, der Leiter einer neben der EOM als getrennter Wahlbeobachtergruppe Gruppe fungierenden Delegation von sechs Mitgliedern des Europäischen Parlaments, sagte, die Wahl sei „frei und demokratisch“ verlaufen, fügte jedoch hinzu, dass sie nicht notwendigerweise fair gewesen sei. Goebbels führte weiter aus, dass unter anderem die von vielen Pressekanälen praktizierte Selbstzensur zur Unterstützung eines bestimmten Kandidaten geführt habe.[206]
- Der Nahost-Experte der Deutschen Welle Loay Mudhoon bemängelte, dass der Wahlgang keine Erwartungen eines fairen politischen Wettbewerbs nach demokratischen Spielregeln erfüllte, sondern „stark an Referenden, wie sie zu Mubaraks Zeiten üblich waren“, erinnerte und der frühere Feldmarschall und seit Juli 2013 „faktische Machthaber“ Sisi vor der Wahl als Sieger „praktisch schon fest“ gestanden habe. Das Anfang der Wahlwoche bereits bei den im Ausland lebenden Ägyptern mit 94 Prozent der Stimmen für Sisi bestrittene Wahlergebnis wertete Loay Mudhoon angesichts der Entwicklung in den vorangegangenen zehn Monaten als nicht überraschendes Resultat der Dämonisierung und Ausschaltung der Opposition durch die Militärführung. Das Regime habe dabei entgegen der „freiheitlich-demokratischen Hoffnungen der Revolution vom 25. Januar 2011“ die Muslimbrüder „durch eine hysterische Medienkampagne der Regime-Medien systematisch kriminalisiert, dämonisiert und als dunkle Gefahr für das Vaterland dargestellt“. „Auch die liberale und säkulare Opposition, vor allem die Demokratieaktivisten und Revolutionäre der ersten Stunde,“ so Mudhoon, seien „brutal verfolgt“ worden. Die Militärführung um Sisi habe nach der gewaltsamen Entmachtung Mursis im Juli 2013, dem Sturz der Führung des Landes, der Außerkraftsetzung der von den Muslimbrüdern durchgesetzten Verfassung und der Einsetzung einer von der Militärführung ausgesuchte Kommission zur Ausarbeitung einer neuen Verfassung „in einem wenig repräsentativen Verfahren und ohne Beteiligung der Öffentlichkeit“ eine „auf die Bedürfnisse des Militärs maßgeschneiderte Grundlage für eine militärisch gelenkte ‚Demokratie‘ am Nil geschaffen“. Mudhoon verwies zudem auf die „erschreckend hohe Zahl an Menschenrechtsverstößen und zunehmenden Fällen von systematischer Folter in den Gefängnissen des Landes“, die von Menschenrechtsorganisationen verzeichnet wurden, sowie auf die „Ad-hoc-Todesurteile der Willkürjustiz gegen vermeintliche Anhänger der Muslimbruderschaft“. Aus dieser Entwicklung ergebe sich, so Mudhoon weiter, dass das ägyptische Wahlvolk bei dem Wahlgang „keine ernsthafte Wahl“ habe, da „die wirkliche Opposition entweder verboten oder eingeschüchtert wurde“.[122]

Der „chancenlose Hamdeen Sabahi“ habe einen „hoffnungslosen Straßen-Wahlkampf gegen die Propagandamaschinerie der Staatsmedien“ geführt und – so Mudhoon – „fungiert ungewollt als eine Art Feigenblatt, um den Schein von demokratischen Wahlen zu wahren“.
Bei Sisi handle es sich aber entgegen seiner Selbstdarstellung um keinen „selbstlosen Diener der Volksmassen“, sondern um einen „Kandidaten der Armee“, den „fast alle Institutionen des Staates, allen voran die politisierte Justiz, das berüchtigte Innenministerium, die gigantische Bürokratie und die aggressiv-propagandistisch auftretenden Massenmedien“ unterstützten. Zu den wichtigsten Unterstützergruppen Sisis zähle paradoxerweise „auch die puritanisch-islamistisch und eigentlich politikunfähige, salafistische »Nur-Partei«“, wobei es unklar sei, ob sie „aus reinem Opportunismus oder auf Druck Saudi-Arabiens“ so agiere. „Die neue politische Ordnung im Nach-Mursi-Ägypten“ werde „finanziert und getragen von antidemokratischen Kräften im arabischen Raum“. Vor allem Saudi-Arabien und die konservativen Golfmonarchien würden das neue Regime in Ägypten, das ohne diese Finanzhilfen der arabischen Halbinsel längst bankrott wäre, unterstützen, „weil sie Angst vor einer möglichen revolutionären Dynamik haben, die ihre zunehmend unzufriedene Jugend zu mehr Freiheitsforderungen inspirieren könnte“. Hinzu komme die Furcht dieser Geldgeberstaaten vor einem Legitimitätsverlust durch den Aufstieg der Muslimbrüder, da diese sich „islamisch und zugleich demokratisch legitimieren“ ließen.
Als Anzeichen dafür, dass von Sisi keine umfassenden Strukturreformen zu erwarten seien, wertete Mudhoon die „vollständige Wiederherstellung des Repressionsstaates, der Mubaraks Polizeiapparat in den Schatten stellt“, das Fehlen politischer Erfahrung, einer Zukunftsvision für Ägypten und eines politischen Programms „zur Lösung der gigantischen Wirtschaftsprobleme des Landes“.
Die Entsendung von Wahlbeobachtern als internationale Mission betrachtete Mudhoon als Fehler, da diese „nur den neuen Machthabern aus Militär und Oligarchie“ nütze. Da „die demokratische Transformation Ägyptens in weite Ferne gerückt“ sei und „die Aussichten auf eine Verbesserung der Situation im Lande zurzeit schlecht erscheinen“, solle die Europäische Union den Putsch vom Juli 2013 keinesfalls legitimieren.
- Während der vom Militär eingesetzte ägyptische Interimspräsident Adli Mansur erklärt hatte, der Staat sei bei den Präsidentschaftswahlen neutral, stellten Kritiker die kurzfristige Erklärung des 27. Mai 2014 als gesetzlichen Feiertag und die kurzfristig erfolgte Verlängerung des Wahlganges um einen dritten Tag zur Steigerung der Wahlbeteiligung als Versuch dar, die Glaubwürdigkeit des erwarteten Wahlsiegers Sisis zu erhöhen, da eine geringe Wahlbeteiligung das oft von Sisis Unterstützern verwendete Argument untergraben würde, dass er den Rückhalt einer überwältigen Mehrheit der Ägypter genieße.[197]

Ahmad Abdallah, ein Sprecher der Bewegung 6. April, argumentierte, die Verlängerung der Abstimmungsperiode zeige, dass die meisten Wähler gegenüber Sisi gleichgültig seien: „Das ägyptische Volk hat realisiert,“ so Abdallah, „dass wer auch immer durch Panzer an die Macht kommt, nicht durch Wahlen gehen wird – deshalb boykottieren sie es.“ Die Maßnahmen zur Steigerung der Wahlbeteiligung schienen so, als ob man die Menschen zwingen wolle zu wählen.
Die Entscheidung zur Verlängerung des Urnengangs hatte administrative und politische Konsequenzen für internationale Wahlbeobachter. Die EU und das Global Network for Rights and Development erklärten, die Wahlbeobachtung in normaler Weise fortzusetzen, während andere Wahlbeobachter-Gruppen angaben, dass sie darüber noch beraten würden.
- Während staatliche ägyptische Medien aufgrund der vorläufigen Wahlergebnissen, nach denen Sisi mit rund 96 Prozent die Präsidentschaftskandidatur klar für sich entschieden hatte, von einem „erdrutschartigen“ (Ahram Online) Sieg Sisis sprachen, rief die Pro-Mursi-Koalition National Alliance to Support Legitimacy (NASL) in einer Pressemitteilung zu einer „dritten revolutionären Welle“ auf, mit der die Ägypter landesweit gegen den Militärputsch demonstrieren sollten. Die Allianz behauptete, die „niedrige Beteiligung“ an den Präsidentschaftswahlen habe den Willen des ägyptischen Volkes bewiesen, den „Militärcoup“, der zum Sturz Mursis geführt habe, abzulehnen. In der vorangegangenen Woche hatte die Pro-Mursi-Allianz die Stimmabgabe der Auslandsägypter, die vom 15. bis zum 18. Mai stattgefunden hatte, aufgrund „geringer Beteiligung“ für gegenstandslos erklärt. Den durch den Militärputsch gestürzten und seitdem vom Militärregime gefangen gehaltenen und unter zahlreiche Anklagen – darunter Mord und Spionage – gestellten Mohammed Mursi betrachtete die Allianz weiterhin als den legitimen Präsidenten Ägyptens und beschrieb ihn als „entführten Präsidenten“.[207]
- Lars Brozus und Stephan Roll von der Stiftung Wissenschaft und Politik (SWP) beurteilten die Bewertung der ägyptischen Präsidentschaftswahlen durch EU-Beobachter als „mehr als fragwürdig“. „Vor allem aber hat sich die EU mit deren Entsendung auf die Seite der Repression in Ägypten geschlagen und verliert damit an Einfluss“, kritisieren die beiden Experten. Die EU legitimiere das repressive Regime Sisis und stelle durch die EU-Wahlbeobachter die fragwürdige Behauptung auf, der neu gewählte Präsident habe die Bevölkerung hinter sich.[205][208]

Brozus und Roll erklärten, die EU-Mission sei von Anfang an auf Hindernisse gestoßen, habe kurz vor dem Abbruch gestanden und letztlich nur in reduziertem Umfang durchgeführt werden können. Auch dadurch seien die EU-Vertreter außerstande gewesen, ein umfassendes Bild der Lage zu gewinnen. Umso mehr erstaune der positive Tenor der ersten Stellungnahme der EU-Mission nach der Wahl. Der ägyptischen Führung werde damit eine „Durchführung im Rahmen der Gesetze“ bescheinigt. Die EU-Vertreter hätten betont, dass es in der ägyptischen Bevölkerung „eine breite Unterstützung“ für die sogenannte Roadmap der Übergangsführung in Kairo gebe, obwohl sie dafür keine Belege lieferten und der politische Kontext der Wahl als repressiv beschrieben wurde. Die spontane Verlängerung der Wahl um einen Tag werde von den EU-Vertretern als rechtmäßig eingestuft, obwohl diese Entscheidung der Wahlkommission selbst unter ägyptischen Juristen umstritten sei. Noch problematischer sei die Angabe der Wahlbeteiligung durch die EU-Beobachter anhand einer bloßen Wiedergabe der offiziellen Wahlkommissionsangabe von 47,3 Prozent statt Nennung einer eigenen Bewertung der Wahlbeteiligung. Es hätte, so die Experten der SWP, von den EU-Vertretern thematisiert werden müssen, dass diese offizielle Angabe der Wahlbeteiligung angesichts leerer Wahllokale verdächtig hoch erscheint. Zudem hätten die EU-Vertreter keinen Hinweis darauf gegeben, dass die Bevölkerung unter Strafandrohung aufgefordert worden war, zur Wahl zu gehen. Zwar existiere im ägyptischen Gesetz eine Bestimmung zur Wahlpflicht, doch sei diese zuvor nie angewendet worden, wodurch die Situation zu dieser Wahl „das verzweifelte Bemühen der ägyptischen Behörden“ verdeutliche, „die Wahlbeteiligung zu erhöhen, um den neuen Präsidenten mit möglichst viel Legitimität auszustatten“. Die zusammenfassende Aussage eines Mitglieds der EU-Mission gegenüber der Presse, die Wahl sei „demokratisch, friedlich, frei aber nicht notwendigerweise fair“ verlaufen, bezeichneten Brozus und Roll angesichts des politischen Klimas als „blanken Hohn“. Aus der Perspektive ihrer ägyptischen Kritiker habe sich die Mission damit „vollständig diskreditiert“. Selbst wenn der Abschlussbericht der EU-Mission deutlichere Worte über die Unzulänglichkeit der Wahlen finden sollte, werde der Eindruck bleiben, „dass die EU sich auf die Seite der Repression in Ägypten stellt, indem sie einen durch und durch undemokratischen Prozess politisch nicht nur nicht boykottiert, sondern geradezu unterstützt“.
Das eigentliche Problem der EU-Beobachtungsmission liege jedoch nicht in ihrer „fragwürdigen Bewertung“, sondern in der politischen Entscheidung zur Durchführung der Mission, mit der „diesem unfairen und unfreien Wahlprozess ein erhebliches Maß an externer Legitimität verliehen“ worden sei. Aus Sicht des Regimes sei die externe Legitimierung durch die EU von besonderer Bedeutung, da somit „die mangelnde interne Legitimierung wenigstens zum Teil aufgewogen“ werde. „Die Legitimationszufuhr für das ägyptische Regime“ sei dadurch gesteigert worden, dass „die Mission eine explizit politische Komponente“ gehabt habe, indem nicht nur technische Wahlbeobachtungsspezialisten teilgenommen hatten, sondern auch eine Delegation von Europaabgeordneten. Daher hätten die ägyptischen Staatsmedien die EU-Mission entsprechend als „Unterstützung für den politischen Prozess“ werten können.
Lars Brozus und Stephan Roll kommen in ihrer Analyse zu dem Schluss, die EU strebe offenbar eher „eine kurzfristige Stabilisierung der Situation“ als eine langfristige Stabilität an. An eine erfolgreiche demokratische Transformation Ägyptens scheine die EU „nicht zu glauben“, sondern sende „ein Signal an die herrschenden Eliten, dass der von diesen gelenkte politische Prozess akzeptiert wird“. Damit stoße sie Regimegegner zurück, „etwa die Aktivisten, die vor drei Jahren Mubarak zu Fall brachten und anschließend von der EU – zu Recht – als Protagonisten des zivilgesellschaftlichen Anspruchs auf Selbstbestimmung gefeiert wurden“. Zudem schädige sie ihre langfristigen Einflussmöglichkeiten für den Fall, dass Sisi mangels gesellschaftlicher Unterstützung nicht erfolgreich regieren kann und daher entweder die staatliche Repression weiter vorangetrieben werde, so dass sie auch von der EU nicht mehr langfristig ignoriert werden könne, oder aber die Unzufriedenheit in der ägyptischen Bevölkerung zu neuen Massenprotesten und einem neuerlichen Umsturz führe, so dass die EU erhebliche Schwierigkeiten haben werde, ihre Unterstützung für den gelenkten politischen Prozess unter Sisi zu rechtfertigen.

### Vorgehen gegen Hamas

#### Verbot der Hamas in Ägypten
Am 4. März 2014 verbot ein Schnellgericht in Kairo die im benachbarten Gazastreifen herrschende radikalislamische Palästinenser-Organisation Hamas und ordnete die Einziehung ihres Vermögens an. Die Behörden der militärgestützten ägyptischen Übergangsregierung sahen in der palästinensischen Hamas ein Sicherheitsrisiko. Sie beschuldigten die Hamas, islamistische Aufständische mit Verbindungen zum Terrornetzwerk Al Kaida auf dem Sinai zu unterstützen, die in den vergangenen Monaten Anschläge gegen ägyptische Sicherheitskräfte begangen hatten.
Die Hamas wies die Vorwürfe zurück. Der Hamas-Politiker Bassem Naim erklärte, das ägyptische Verbot ziele darauf ab, „den Widerstand zu erdrosseln“ und begünstige die „israelische Besatzungspolitik“. Der Hamas-Sprecher in Beirut, Osama Hamdan, bezeichnete das Gerichtsurteil als eine politische Aktion der Regierung in Kairo und einen Schlag für die Sache der Palästinenser. Er betonte, dass die Hamas in Kairo nur politische Beziehungen gepflegt habe und ihre Büros nach Absprache mit der ägyptischen Regierung eingerichtet worden seien.

#### Sperrung des Grenzverkehrs mit Gazastreifen
Der Verkehr an dem Grenzübergang Rafah zwischen Ägypten und dem verarmten Gazastreifen wurde seit der Machtübernahme des Militärs in Ägypten im Juli 2013 eingeschränkt, wodurch sich die Isolation des von Israel abgeriegelten Gazastreifens mit seinen rund 1,7 Millionen Bewohnern sich noch einmal verstärkt hatte. Anfang 2014 schloss die militärgestützte Übergangsregierung in Ägypten ihn komplett. Die ägyptische Armee zerstörte die meisten Schmugglertunnel, durch die zuvor nicht nur Sprengstoff und Waffen, sondern auch günstige Grundnahrungsmittel und billiger Treibstoff aus Ägypten in den Gazastreifen kamen. Die den Gazastreifen kontrollierende Hamas nannte die Vollsperrung ein „Verbrechen gegen die Menschlichkeit“. Auch die UNO kritisierte Ägypten für die Schließung des Grenzübergangs. Nachdem der scheidende UN-Generalkommissar des Hilfswerkes für Palästina-Flüchtlinge (UNRWA), Filippo Grandi die ägyptische Regierung am 25. März 2014 dazu aufrief, „ihre Pflicht zu erfüllen“ und das Überqueren des Grenzüberganges Rafah zu ermöglichen, öffnete Ägypten den Grenzübergang am 29. März für drei Tage eingeschränkt für dringende Fälle.

#### Hintergründe und Wertungen
Das juristische Verfahren für ein Hamas-Verbot war 2013 nach dem Militärputsch gegen die den Muslimbrüdern nahestehende gewählte Regierung von einer Gruppe ägyptischer Anwälte lanciert worden. Die Muslimbrüder selbst wurden von der vom Militär gestützten ägyptischen Übergangsregierung im Dezember 2013 zur Terrororganisation erklärt. Die 1987 gegründete Hamas war aus der ägyptischen Muslimbruderschaft hervorgegangen und wird von Israel, den USA, der EU und weiteren westlichen Ländern als „terroristische Organisation“ eingestuft. Eine der Hamas-Führungsfiguren, Mussa Abu Marzuk, lebt in Kairo.
Nach dem Militärputsch und dem Sturz Mursis im Juli 2013 hatte sich das Verhältnis zur Hamas rapide verschlechtert. Die von der Armee installierte ägyptische Übergangsregierung erhob schwere Vorwürfe an die militante Palästinenserorganisation. Die Hamas, die als palästinensische Widerstandsorganisation seit 2006 den Gazastreifen kontrolliert, wurde beschuldigt, Gewaltaktionen der Muslimbrüder unterstützt zu haben. In den letzten Monaten vor ihrem Verbot soll die Hamas demnach Beziehungen zu Al-Kaida-nahen Gruppen unterhalten haben, die vermehrt terroristische Anschläge gegen Sicherheitsorgane auf der Sinaihalbinsel verübten.
Die Nahostexpertin Gudrun Harrer vermutete im Standard für das Verbot der Aktivitäten der palästinensischen Hamas in Ägypten unter anderem auch ein innen- sowie ein außenpolitisches Motiv der militärgestützten ägyptischen Führung:
- innenpolitisch: die Konstruktion der Spionageanklage gegen den vom Militär gestürzten Präsidenten Mohammed Mursi stützte sich auf seine angebliche Zusammenarbeit mit der Hamas für die Zeit vor, während und nach der sogenannten Revolution von 2011.[217] So warf die militärgestützte Übergangsregierung der Hamas unter anderem vor, in angebliche „Gefängnisausbrüche“ während der sogenannten Revolution von 2011 verwickelt gewesen zu sein, bei denen viele Muslimbrüder freikamen. Gegen mehrere Hamas-Mitgliedern wurden daher Prozesse eröffnet und selbst der vom Militär gestürzte Präsident Mursi angeklagt, Spionage zugunsten der Hamas betrieben zu haben.[213]

Wenn sowohl die ägyptische Muslimbruderschaft als Ursprungsorganisation als auch die palästinensische Hamas als Ableger gleichermaßen kriminalisiert und unter anderem für die Destabilisierung des Sinai entgegen dem tatsächlichen Tatbestand allein verantwortlich gemacht werden könnten, würde dies den Vorwurf einer Muslimbrüderverschwörung, vor der Ägypten nach Lesart der militärgestützten ägyptischen Übergangsregierung im Sommer 2013 errettet worden sein soll, bekräftigen.
- außenpolitisch: Die Hamas hatte 2007 die Kontrolle über den Gazastreifen nach einem kurzen und blutigen Kampf mit der moderateren Fatah von Palästinenserpräsident Mahmud Abbas an sich gerissen. Seitdem herrschte sie in der verarmten Region, die sowohl von Israel wie von Ägypten isoliert wurde. Als nach dem Volksaufstand in Ägypten von 2011 Mubarak stürzte und Mursi zum Präsidenten gewählt wurde, profitierte die Hamas und Mursi empfing Hamas-Ministerpräsident Ismail Hanijeh im Präsidentenpalast, ohne dass die ägyptische Armee eingriff. Nach dem Sturz Mursis durch das Militär im Juli 2013 verschlechterte sich die strategische Situation für die Hamas entscheidend. Mursi wurde gefangen gesetzt, die Muslimbrüder wurden seit September 2013 verboten und die Armee traf Vorbereitungen, ein Wiedererstarken islamistischer Kräfte zu verhindern.[211]

Im Kampf um die Kontrolle des Gazastreifens formierte sich – auch mit Hilfe von außen – eine Bewegung namens „Tamarrud“ (Rebellion), die wie ihr gleichnamiges ägyptisches Vorbild (Tamarod) den Sturz der Muslimbrüder zum Ziel hat. Zur gleichen Zeit wurden die ägyptischen Aktivitäten massiv verstärkt, den Grenztransfer über Tunnelsysteme an der Gaza-Grenze zu beenden. Die ägyptische Armee zerstörte zur Schwächung der Hamas die meisten der 1200 Tunnel zwischen dem Sinai und dem Gazastreifen, über die Lebensmittel, Fahrzeuge und Waffen in den Gazastreifen geschmuggelt wurden und die in den vorangegangenen Jahren zu einer wichtigen Versorgungsader für den abgeriegelten Gazastreifen und zu einer Einnahmequelle für die Hamas geworden waren. Auch der Grenzübergang in Rafah, der in der Regierungszeit der Muslimbrüder praktisch unbeschränkt geöffnet war, wurde nur noch eingeschränkt passierbar.

### UNHRC-Deklaration zur Menschenrechtslage in Ägypten
Am 7. März 2014 erließ eine Gruppe von 27 Ländern auf der 25. Sitzung des UN-Menschenrechtsrats (UNHRC) in Genf eine Deklaration, in der sie Bedenken wegen der in großem Maßstab angewendeten Gewalt der militärgestützten ägyptischen Übergangsregierung gegen oppositionelle Demonstranten äußerte.
In der gemeinsamen Deklaration riefen die 27 Länder, darunter Deutschland, Frankreich, Großbritannien, Österreich, die Schweiz, die Türkei und die USA, dazu auf, dass die ägyptischen Behörden die für den Missbrauch Verantwortlichen zur Rechenschaft ziehen sollen. Wörtlich heißt es in der Deklaration: „Wir drücken unsere Sorge aus über die Beschränkungen des Rechts auf friedliche Versammlung, auf freie Meinungsäußerung und auf Vereinigung, sowie über die unverhältnismäßige Anwendung tödlicher Gewalt durch Sicherheitskräfte gegen Demonstranten, die zu einer großen Anzahl von Toten und Verletzten geführt hat.“ Die gemeinsame Stellungnahme betonte die Notwendigkeit von Gerechtigkeit für die Tötungen von Demonstranten und Sicherheitskräften seit dem 30. Juni 2013 und seit der Installation der militärgestützten Regierung.

#### Bedeutung und Wertungen
Es handelte sich um die erste Rüge des internationalen Gremiums UNHRC, seit die blutige Niederschlagung von abweichenden Meinungen in Ägypten 2013 begonnen und ägyptische Sicherheitskräfte bei der Auflösung des Sit-ins am Rābiʿa-al-ʿAdawiyya-Platz in Kairo am 14. August 2013 hunderte Demonstranten getötet hatten.
Die Human Rights Watch-Leiterin in Genf, Julie de Rivero, sagte: „Zum ersten Mal haben UN-Mitgliedstaaten das Forum des Menschenrechtsrats genutzt, um die Misshandlungen in den Blickpunkt zu rücken, die in Ägypten vor sich gehen.“ Die ägyptischen Behörden wüssten nun, so de Rivero, „dass die internationale Gemeinschaft ihre Niederschlagung von abweichenden Meinungen und die Ungestraftheit von wiederholten, gesetzeswidrigen Tötungen von Demonstranten nicht ignorieren“ werde.

#### Vorfeld
Die gemeinsame Stellungnahme folgte einem Aufruf der Hohen UN-Kommissarin für Menschenrechte (UNHCHR), Navanethem Pillay, vom 6. März 2014 an Ägypten, die Menschenrechte zu respektieren, insbesondere vor willkürlicher Verhaftung zu schützen und das Recht zu fairen Gerichtsverfahren sowie zur Freiheit der Meinungsäußerung und friedlichen Versammlung zu achten.
Der Deklaration ging der Aufruf einer Koalition von 15 internationalen Nichtregierungsorganisationen am 3. März 2014 voraus, die den UNHRC aufforderten, auf der 25. Sitzung eine grundsätzliche Stellung zu der ernsten und rapiden Verschlechterung der Menschenrechtssituation zu beziehen. In einem offenen Brief an UN-Mitgliedstaaten riefen die Nichtregierungsorganisationen, zu denen Amnesty International und Human Rights Watch zählten, das UN-Gremium dazu auf, die „besorgniserregende Menschenrechtslage in Ägypten“ durch die Annahme einer Ägypten betreffenden Resolution anzusprechen. Die Koalition äußerte, die Menschenrechtslage in Ägypten sei gekennzeichnet durch „wiederholte Anwendung exzessiver Gewalt, einschließlich tödlicher Gewalt, durch die Sicherheitskräfte, die zu dem Tod von Hunderten Demonstranten führt“. Zudem sprach die Koalition von „zunehmend schweren Einschränkungen des Rechts auf Vereinigungsfreiheit, der Versammlungsfreiheit und der freien Meinungsäußerung, sowie der akademischen Freiheit“ und führte „willkürliche Verhaftung[en]“ an.

### Strafverfolgung von Regimegegnern und Journalisten und politisierte Massenprozesse
Ägyptische Vertreter der Menschenrechtsorganisation Human Rights Watch (HRW) stellten Medienangaben zufolge seit dem Sturz Mursis am 3. Juli 2013 durch das Militär ein massives Ansteigen der Festnahmen fest, in dem sie „vor allem einen Angriff auf die Meinungsfreiheit“ sahen. Die gefährdetste Gruppe war demnach zur Zeit des Kabinetts Mahlab die Muslimbruderschaft. Aber auch andere Kritiker der militärgestützten Übergangsregierung wie Arbeitsrechtsgruppen oder linke Aktivisten und Journalisten gerieten in das Blickfeld der Verfolgung. Während die 42 offiziellen Gefängnisse Ägyptens überfüllt waren, deuteten Berichte freigelassener Häftlinge darauf hin, dass viele Geheimgefängnisse existieren mussten, in die täglich Personen verbracht wurden. Die Anzahl dieser Geheimgefängnisse und der dort festgehaltenen und zum Teil gefolterten Häftlinge blieb dagegen unbekannt. Auch in regulären Polizeistationen wurden Regierungsgegner irregulär festgehalten. HRW-Vertreter äußerten sich sowohl über die Haftbedingungen in regulären und als auch in irregulären ägyptischen Gefängnissen sehr besorgt.
Die Prozesse gegen Mitglieder oder Anhänger der Muslimbruderschaft, die nach dem Putsch in Form der größten Prozesswelle in der 85-jährigen Geschichte der Muslimbruderschaft während der militärgestützten Regierung des Kabinetts Beblawi begonnen worden waren, wurden von Menschenrechtsorganisationen als intransparente und politisierte Prozesse mit der Gefahr von Schauprozessen eingestuft. Die Massenprozesse während des Kabinetts Mahlab richteten sich zum großen Teil gegen Mitglieder der Muslimbruderschaft. Aber auch Oppositionelle, die während der unterschiedlichen Machtphasen der vorangegangenen drei Jahre verhaftet wurden, warten auf ihre Prozesse. Viele von ihnen wurden im Zuge von Anti-Muslimbruderschaft-Demos festgenommen, wurden nach dem Sturz Mursis durch das Militär aber als Mitglieder der inzwischen vom Militärregime verbotenen und zur Terrororganisation erklärten Muslimbruderschaft eingestuft. International wurden die Prozesse als Verstoß gegen die Grundsätze fairer Verfahren kritisiert. Die vom Militär eingesetzte Militärregierung wies die Kritik dagegen zurück und betonte, alle Urteile würden nach genauer Prüfung ergehen.

#### Massentodesurteil im Minya-Prozess vom 24. März
Am 24. März 2014 wurden in Minya bereits nach einem einzigen Verhandlungstag in dem größten Massenprozess der ägyptischen Geschichte 529 Menschen in erster Instanz zum Tod verurteilt, die das Gericht für schuldig befand, einen hochrangigen Polizeibeamten getötet zu haben.

##### Vorfeld
Nach dem Militärputsch von Anfang Juli 2013 war während der Regierungszeit des militärgestützten Kabinetts Beblawi die größte Prozesswelle gegen Unterstützer der Muslimbruderschaft in der 85-jährigen Geschichte der Organisation begonnen worden. Beobachter und Menschenrechtsgruppen werteten die Gerichtsverfahren als intransparente und politisierte Prozesse und sahen darin die Gefahr von Schauprozessen. Eine ganze Reihe von Prozessen gegen den gestürzten Präsidenten Mohammed Mursi und die gesamte Führung der Muslimbrüder wurden auch während des Kabinetts Mahlab in Kairo fortgeführt. Die Anklage lautete meist auf Aufruf zu Gewalt und Schuld am Tod von Demonstranten und beinhaltete Anklagepunkte, die die Todesstrafe nach sich ziehen können.
Anfang März 2014 erklärte ein Gericht in Kairo 77 Anhänger Mursis wegen Beteiligung an gewaltsamen Protesten für schuldig und verurteilte sie zu jeweils drei Jahren Haft. Die Verurteilten hatten nach Ansicht des Gerichts im August 2013 in Kairo an einer Demonstration teilgenommen, in deren Verlauf dutzende Menschen getötet wurden.

##### Prozess und Urteil

###### Angeklagte und Anklagegegenstand
Unter den Angeklagten befinden sich zahlreiche Führungsmitglieder der inzwischen vom Militärregime verbotenen und offiziell zur Terrororganisation erklärten Muslimbruderschaft. Ihnen wurde wegen der Teilnahme an gewaltsamen Protesten der Prozess gemacht. Die Proteste in Minya waren erfolgt, nachdem bei der blutigen Zerschlagung des Rābiʿa-al-ʿAdawiyya- und des Nahda-Protestlagers in Kairo am 14. August 2013, in denen die Putschgegner gegen den Sturz Mursis durch das Militär demonstriert hatten, durch die Sicherheitskräfte je nach Quelle über 600 Demonstranten, beziehungsweise über 700, über 1000 oder über 1400 Menschen – fast ausschließlich Demonstranten – getötet worden waren. Bei den daraus resultierenden Protesten in Minya war es zu Unruhen mit Todesopfern gekommen. Die Staatsanwaltschaft warf den Angeklagten den Mord an einem stellvertretenden Bezirks-Polizeikommandeur, Angriffe auf Regierungsgebäude und Brandschatzung von Kirchen der christlichen Kopten vorgeworfen.
Die Angeklagten in diesem Fall sollen am 14. August 2013 zwei Polizeistationen in Adwa und Matay gestürmt haben, wobei ein Polizist getötet und mehrere verletzt wurden. Zudem sollen die Angreifer Waffendepots geplündert und Gefangene befreit haben.
Die meisten der Angeklagten waren bei den Zusammenstößen in der Provinz Minya nach der Stürmung der Protestlager in Kairo am 14. August verhaftet worden. Ihnen wurde unter anderem Anstiftung zu Mord, Gewalt, die Erstürmung einer Polizeiwache sowie die Zerstörung von öffentlichem und privatem Eigentum vorgeworfen.

###### 22. März: Vertagung
Während sich Mursi-Anhänger weiterhin wöchentlich zu Protesten gegen den Militärputsch versammelten, begann am 22. März 2014 in Minya, einer Hochburg der Muslimbrüder, ein Massenprozess der militärgeführten Übergangsregierung. Bei dem Massenprozess wurden 1200 Personen gleichzeitig angeklagt, sich im Sommer 2013 an Demonstrationen in der Provinz Minya gegen den Sturz des bislang einzigen demokratisch gewählten Regierungschef Ägyptens, dem damaligen Präsidenten Mohammed Mursi, durch das Militär beteiligt oder diese angestiftet zu haben. Nach Medienberichten befanden sich zu Prozessbeginn lediglich 200 der Angeklagten in Haft, darunter auch den Vorsitzenden der Muslimbruderschaft, Mohammed Badie. Anwälte warfen schon kurz nach Prozessbeginn dem Gericht vor, Rechte der Verteidigung missachtet zu haben. Der Antrag der Verteidiger, die Richter wegen Befangenheit auszutauschen, wurde abgelehnt. Die Anwälte der Angeklagten hatten 24 Stunden Zeit, ihre Verteidigung schriftlich einzureichen. Der am 22. März begonnene Prozess war nach wenigen Minuten wieder auf den 24. März vertagt worden.

###### 24. März: Urteile für die erste Tranche
Bereits zwei Tage nach Prozessbeginn, am 24. März 2014, verurteilte das Gericht in einem 15 Minuten langen Prozess 529 Angeklagte in erster Instanz zum Tode. Laut Ahram Online verurteilte der Richter 529 Angeklagte wegen Ermordung des stellvertretenden Bezirkspolizeikommandeurs des Matay-Distrikts in Minya, Mustafa al Atar, zum Tod. Nach Angabe der NZZ sprach der Richter die 529 Todesstrafen „wegen Gewalt und Vandalismus gegen staatlichen Besitz sowie Mord an einem Polizeibeamten“ aus. Bei den Verurteilten soll es sich um Anhänger oder Unterstützer der Muslimbrüder und des im Juli 2013 durch einen Militärputsch aus dem Amt entfernten Präsidenten Mohammed Mursi handeln. 16 Personen wurden nach Angaben der Justiz freigesprochen.
Zum Zeitpunkt der Urteilsverkündung befanden sich lediglich 153 der zum Tode Verurteilten in Haft, während die übrigen 376 Angeklagten, die entweder aus dem Gefängnis entlassen, gegen Kaution auf freiem Fuß oder auf der Flucht waren, in Abwesenheit verurteilt wurden. Weniger als 70 Angeklagte waren während des Prozesses im Gerichtssaal. Laut Anwälten waren von den 529 zum Tod Verurteilten nur 22 deklarierte Mitglieder der Muslimbruderschaft.
Aufgrund der hohen Anzahl von über 1200 Angeklagten war der Prozess auf zwei Gruppen aufgeteilt worden. Der Massenprozess für den Fall von 638 weiteren Angeklagten, darunter auch Mohammed Badie, wurde für den 25. März 2014 vorgesehen. Dem üblichen Prozedere entsprechend müssen die Urteile an den Großmufti weitergeleitet werden, der die Todesurteile als höchste religiöse Instanz ratifizieren muss, bevor sie exekutiert werden können. Die abschließende Sitzung des Gerichts in Minya wurde für den 28. April 2014 angekündigt.

###### 25. März: Vertagung der zweiten Tranche auf den 28. April
Am Morgen des 25. März 2014 verhandelte das Gericht von Minya gegen weitere 683 mutmaßliche Mursi-Anhänger. Den 683 Angeklagten der zweiten Tranche drohte wie den über 500 Angeklagten des Vortages das Massenurteil der Todesstrafe. Diese zweite Tranche des Massenprozesses wurde jedoch auf den 28. April vertagt. Zugleich wurde festgelegt, dass die Urteile bereits am 28. April ergehen sollen, also nach zwei Verhandlungstagen für alle 683 Urteile, unter Missachtung jeglicher rechtsstaatlicher Prinzipien.
Unter den Angeklagten der zweiten Tranche befand sich auch der ideologische Führer der Muslimbruderschaft, Mohammed Badie sowie der frühere Vorsitzende der Freiheits- und Gerechtigkeitspartei, Saad al-Katatni. Beide sollen sich allerdings zum Zeitpunkt der Ausschreitungen nicht am Tatgeschehen, sondern in Kairo aufgehalten haben,
Der Prozess am 25. März 2014 sollte vom selben Richter geleitet, der am 24. März 529 Todesstrafen gegen mutmaßliche Sympathisanten des vom Militär gestürzten Präsidenten Muhammad Mursi verhängte. Von den Angeklagten erschienen zum Prozessauftakt am 25. März lediglich 60 vor dem Gericht. Weder Badia noch andere Angeklagte waren im Gericht anwesend, da sie aus Sicherheitsgründen im Gefängnis belassen worden waren. Der Prozess fand auch ohne Anwälte statt. Die Verteidiger boykottierten die Eröffnung des Verfahrens aus Protest gegen das als skandalös geltende Massentodesurteil von Richter Saed Jussef Mohammed (nach anderen Quellen: Saeed Elgazar) vom 24. März. Die Prozesse von Minya und Umgebung waren Saad Youssef Mohammed übertragen worden, der aufgrund seiner harten Urteile gegen Oppositionelle unter dem Beinamen „der Schlachter“ bekannt war. Adel Ali aus der Gruppe der Rechtsanwälte der Angeklagten erklärte: „Wir haben von einem Erscheinen abgesehen, weil der Richter strafrechtliche Prozeduren verletzt und den Verteidigern nicht erlaubt hat, ihre Klageeinwände darzulegen“. Er fügte hinzu, dass 77 der Angeklagten inhaftiert seien. Die übrigen seien auf Kaution freigekommen oder befänden sich auf der Flucht.

###### Weiterer Verlauf zum Urteil vom 24. März
Das Massen-Todesurteile waren zunächst noch nicht rechtskräftig und eine Berufung wurde angekündigt. Nach allgemeiner Einschätzung wurden keine baldigen Exekutionen erwartet, auch weil der Großteil der Verurteilten in Abwesenheit verurteilt worden war.

##### Reaktionen
Der Schuldspruch löste weltweit heftige Kritik und Empörung aus. Sowohl die Europäische Union als auch die USA protestierten gegen den in den westlichen Medien als „Skandalurteil“ titulierten Urteilsspruch vom 24. März.

###### Inland
- Ägyptische Menschenrechtler sprachen in ersten Reaktionen zu dem Urteil vom 24. März 2014 von einem Skandalurteil und verurteilten es scharf.[235]

Der als einer der profiliertesten Bürgerrechtler Ägyptens geltende Jurist Gamal Eid, Direktor des Arabic Network for Human Rights Information (ANHRI, deutsch: „Arabisches Netzwerk für Menschenrechtsinformationen“ oder „Arabischen Institut für Menschenrechte“), bezeichnete den Urteilsspruch vom 24. März 2014 als „juristische und politische Katastrophe“ für Ägypten und als „eine Katastrophe, ein Schmierenstück und ein Skandal, der Ägypten noch viele Jahre verfolgen wird“. und sagte: „Selbst wenn es in der Berufung abgeändert werden wird, so wird dieses Katastrophenurteil einen Schatten auf die ägyptische Justiz werfen“. Weiter sagte er: „Auch wenn sie in Abwesenheit verurteilt werden, man verurteilt nicht 529 Angeklagte nach drei Tagen zum Tod“ und: „Es gibt überhaupt keine Erklärung oder Rechtfertigung für so ein hartes Urteil, es hat uns alle schockiert.“ Noch sei nicht einmal bewiesen, dass tatsächlich alle Angeklagten an den gewaltsamen Protesten beteiligt gewesen seien: „Es gibt in Ägypten willkürliche Verhaftungen und Verfolgung von Minderheiten. Die Schuld der Angeklagten war noch gar nicht bewiesen. Viele sind zu Unrecht verhaftet und jetzt zu Unrecht zum Tode verurteilt worden.“, so Eid.
Nasser Amin, ein Mitglied des regierungsnahen und halbstaatlichen Nationalen Menschenrechtsrates, bezeichnete die Todesurteile als beispiellos. Sie würden seiner Ansicht nach keinen Bestand haben, sobald die Verurteilten in die Berufung gehen.
Der Rechtsexperte Mohammed Sari, Leiter des Kairoer Instituts für Menschenrechtsstudien (Cairo Institute for Human Rights Studies), nannte das Massentodesurteil ein „gesetzliches Massaker“ und kritisierte den Richterspruch vom 24. März als äußerst hart, „übertrieben und inakzeptabel“: „Das Urteil formt die Rechtsprechung in Ägypten von einem Werkzeug für Gerechtigkeit zu einem Instrument der Rache um.“ Sari nannte das Urteil eine Katastrophe, sprach von Schwachstellen bei dem Verfahren und hielt eine Berufung für möglicherweise erfolgversprechend. Dass es bereits in der zweiten Sitzung zu einem Urteil gekommen ist, bedeute, dass der Richter weder die Verteidigung gehört, noch die Beweise begutachtet habe. Selbst ein Anfänger des Jurastudiums hätte dieses Urteil nie so gefällt, so Sari, da es gegen die grundlegendsten Prinzipien der Kriminologie verstoße. Sari urteilte weiter: „Das ist kein Urteil, sondern ein Massaker“.
Karim Medhat Ennarah, ein auf Strafrecht spezialisierter Mitarbeiter der Menschenrechtsorganisation Egyptian Initiative for Personal Rights, sagte zum Massentodesurteil vom 24. März, seine Organisation habe – im Gegensatz zu einer Massenexekution – nie zuvor von etwas dieses Ausmaßes innerhalb eines Justizwesens gehört. Er bezeichnete das Urteil als „ziemlich lächerlich“, da es unmöglich sei zu beweisen, dass alle 500 Menschen eine bedeutende Rolle bei der Tötung eines einzelnen Polizeibeamten gespielt haben, insbesondere nach lediglich ein oder zwei kurzen Gerichtssitzungen. Er nannte das Urteil einen klar erkennbaren „Versuch, die Opposition einzuschüchtern und zu terrorisieren, insbesondere die islamistische Opposition“.
- Die Muslimbruderschaft bezeichnete den Richterspruch vom 24. März 2014 auf ihrer Internetseite als „neues Verbrechen des Militärputsches“[231] und rief dort zum „Sturz der Militärregierung“ auf.[239]
- Tarek Fouda von der Richtervereinigung Minya kritisierte das Urteil und sagte, jeder wisse, dass sie gegen die Muslimbrüder seien und die Verbrechen, die sie begangen hätten, doch müssten Rechtsstaat und Gerechtigkeit in Ägypten verteidigt werden.[261] Der Vorsitzende der Anwaltskammer von Minya erklärte, auch er fordere harte Strafen für Gewalttäter, doch die Art, wie Todesurteile in so großer Zahl und ohne richtige Verteidigung beschlossen wurden, widerspreche allen Grundsätzen des ägyptischen Rechts. Besonders bedenklich finde er, dass das Urteil nach nur einem Prozesstag fiel. „Die Justiz hat eine führende Rolle gespielt beim Aufstand gegen Mursi, weil dieser versucht hatte, die Unabhängigkeit der Justiz einzuschränken“, so Fouda weiter, weswegen es nicht angehe, dass dieselbe Justiz alle ihre Grundsätze vergisst, wenn es darum geht, die Anhänger des Mursi-Regimes zum Schweigen zu bringen.[252]
- Anwälte warfen dem Gericht vor, Rechte der Verteidigung missachtet zu haben.[239]

Der Anwalt Nabil Abdel Salam, der einige Anführer der Muslimbrüder vertritt, unter anderem auch Mohammed Mursi, sagte, „Das ist der schnellste Prozess, und die Zahl der Verurteilten ist so groß wie noch nie in der Geschichte der Justiz“.
- Mahmoud Badr, Begründer der anti-Mursi-Kampagne Tamarod, widersprach auf seiner Facebook-Seite der Kritik an dem Urteil vom 24. März 2014: „Wer auch immer das Gerichtsurteil nicht mag, muss sich vor den Spiegel stellen und sich selbst fragen: wäre das deine Reaktion, wenn das gleiche Urteil gegen Mubarak und 528 Loyalisten seines Regimes ergangen wäre?“[227]
- Die ägyptische Übergangsregierung betonte in einer Stellungnahme, dass „die ägyptische Justiz völlig unabhängig und in keiner Weise von der Exekutive beeinflusst“ sei. Das Urteil sei „von einem unabhängigen Gericht nach sorgfältiger Untersuchung des Falls“ getroffen worden und sei „nur das erste Urteil in dem Gerichtsverfahren“, das Berufung an höheren Gerichten einschließe.[260]

Das ägyptische Außenministerium bemühte sich darum, den Vorbehaltcharakter der Urteile hervorzuheben, was als Verlegenheit in Bezug auf das Massentodesurteil vom 24. März aufgefasst wurde: „Das Gesetz gestattet es, dass Berufung gegen das Urteil eingelegt wird“, teilte es das Außenministerium in einer Stellungnahme mit roter, fetter und unterstrichener Schrifttype mit. In der Stellungnahme behauptete das Außenministerium, die Entscheidung „würde aufgehoben werden, sobald die Angeklagten ein Wiederaufnahmeverfahren einfordern.“
- Medien: Nach dem Massentodesurteil vom 24. März wurde der Richter Mohammed in den privaten, der Regierung nahestehenden Satellitenkanälen Ägyptens regelrecht gefeiert,[262][249] während im staatlichen Fernsehen deutlich nachdenklichere Stimmen laut wurden.[249]

Ahmed Moussa, Moderator bei „Sadd al Balad“, sagte: „Ich gratuliere der ägyptischen Justiz, dass sie sich gegen diese Mörder durchgesetzt hat. Die ägyptische Justiz ist sauber und fair“. Er beschuldigte Menschenrechtsorganisationen die ägyptische Justiz anzugreifen, indem ihre Arbeit darin bestünde, die Menschenrechte der Muslimbruderschaft zu verteidigen und das Volk zu vergessen. Der Kritik an dem Massentodesurteil begegnete er mit den Worten: „Mögen es 10.000, 20.000 sein, nicht 500. Wir sind nicht traurig, wir sind froh.“ „Verbrennt sie, verbrennt ihre Leichen, verbrennt ihre Kleidung“, fuhr er fort, „Der Staat wird nach dem Gesetz gewinnen und nicht mit Gewalt.“
Rania Badawi, Moderatorin der Sendung „Auf dem Platz“ begrüßte das Urteil ebenfalls: „Wir haben endlich die Justiz bekommen, die wir haben wollten. Wir sind müde, dass diese Gewalttäter mit ihrem Krieg unser Land zerstören.“ Nachdem das US State Department Bedenken zum Massentodesurteil geäußert hatte, fragte Badawi rhetorisch, warum die USA auf die ägyptische Justiz fokussieren würden, während die den Rest der Welt ignorieren. Das ägyptische Außenministerium kritisierte sie als zu milde und sagte, die ägyptische Diplomatie sei ihrer Meinung nach „zu diplomatisch“.
Der Gründer der ägyptischen Menschenrechtsorganisation Hafez Abu Saeda betonte im staatlichen Fernsehen, dass man noch hoffen könne, dass die Verurteilten nicht auch tatsächlich alle hingerichtet würden und der „Mufti der Republik [...] das letzte Wort“ habe.
Auf die Aussage einer Moderatorin im staatlichen Fernsehen, dass „alle bisherigen Prozesse gegen Hosni Mubarak, Polizisten, die auf Demonstranten geschossen haben, und alle anderen, die in den vergangenen zwei Jahren vor Gericht gestellt wurden“ in der Öffentlichkeit dafür kritisiert worden seien, „dass sie sich so lange hinziehen und dann milde Strafen verhängt werden“ und das nun „ein Richter einmal nach dem Wunsch des Volkes gehandelt und schnell und hart geurteilt“ habe, antwortete eine Juraprofessor mit: „Es kommt eben darauf an, die richtige Balance zwischen Recht und Volkes Wille zu finden“.
- Soziale Medien: Kurz nach dem Massentodesurteil vom 24. März wurde auf Twitter unter dem Hashtag #Egypt529 zu einer Kampagne aufgerufen, bei der sowohl liberale wie islamistische Ägypter kritische Kommentare zu dem Massentodesurteil unter der regierenden Militärführung schrieben. Besonders „beliebt“ und häufig „geteilt“ war die Karikatur eines sich „Ternz“ nennenden Künstlers, die einen per Dampfmaschine betriebenen Galgen zur Massenhinrichtung zeigt, wobei die Leichen nach der Exekution auf einen mit „Exekutionsservice Ägypten“ beschrifteten Lastwagen abgeladen werden.[266]

In Minya kam es nach dem Massentodesurteil vom 24. März 2014 zu tumultartigen Szenen, eine Schule soll in Brand gesteckt worden sein. Aufgebrachte Menschen protestierten vor dem Gericht.
In den folgenden Wochen kam es aus Protest gegen das Massentodesurteil vom 24. März 2014 an den Universitäten zu zahlreichen Protesten von Studenten, bei denen mehrere Studenten getötet wurden.

###### Ausland
- Die Nahost-Vizedirektorin von Amnesty International, Hassiba Hadj Sahraoui, sagte zum Urteil vom 24. März 2014: „Das ist ein Massen-Todesurteil in einer Dimension, wie wir es vorher nirgends gesehen haben, weder in Ägypten noch sonstwo in der Welt“. Sie fügte hinzu: „Anstatt den Opfern von Menschenrechtsverletzung Genugtuung zu verschaffen, ist die Justiz zu einem Teil der Maschinerie geworden, um Menschen zu unterdrücken.“[271][250] An die internationale Gemeinschaft gerichtet, forderte sie: „So etwas hat es weltweit noch nicht gegeben. Die internationale Gemeinschaft muss dringend reagieren.“[256]
- Die Menschenrechtsorganisation Human Rights Watch (HRW) sah Ägypten auf dem Rückweg in längst überwunden geglaubte Verhältnisse. Der HRW-Deutschland-Direktor, Wenzel Michalski, sagte, „Menschen zum Tode zu verurteilen, weil sie eine andere politische Meinung vertreten, das ist ein Rückfall in alte Mubarak-Zeiten, vielleicht sogar noch schlimmer“.[272] Am 4. April wies HRW den US-Außenminister John Kerry in einem Brief auf das Massentodesurteil vom 24. März und den Prozess gegen drei Mitarbeiter von Al-Jazeera-International hin und forderte die US-Regierung auf, wies unter anderem auf das Verfahren gegen drei Mitarbeiter des Fernsehsenders Al-Dschasira International hin sowie auf die 529 Todesurteile, ihre Militärhilfe für Ägypten nicht wieder aufzustocken, da die Voraussetzung dafür, „Schritte, die einen demokratischen Übergang unterstützen“, nach der Inhaftierung von mehr als 16.000 Menschen und der Tötung von über 1000 Demonstranten seit der Machtübernahme des Militärs im Juli 2013 nicht gegeben seien. HRW schrieb in dem Brief weiter, die ägyptische Führung müsse den Einsatz von scharfer Munition gegen Demonstranten beenden und alle Häftlinge freilassen, „die nur festgehalten werden, weil sie ihr Recht auf Meinungs- und Versammlungsfreiheit wahrgenommen haben“.[273][274][275]
- Vereinigte Staaten – Die USA zeigten nach dem Urteil vom 24. März Unverständnis.[234]

Die Sprecherin des US-Außenministeriums, Marie Harf, sagte in Washington: „Es widerspricht jeder Logik, dass über 529 Angeklagte innerhalb von zwei Tagen nach internationalem Standard verurteilt werden können“. Politisch motivierte Inhaftierungen und Verurteilungen würden einen Übergang zur Demokratie in Ägypten nur erschweren.
- Europäische Union – Die EU-Außenbeauftragte Catherine Ashton erklärte am Abend des 24. März in Brüssel, Todesstrafen seien nicht zu rechtfertigen.[234] Die Todesstrafe sei grausam und menschenverachtend.[253] Am 25. März forderte Ashton die ägyptischen Behörden auf, die Rechte von Verteidigern zu achten. Nur so könne die „Glaubwürdigkeit Ägyptens beim Übergang zur Demokratie“ gewahrt werden.[247]

Die Vorsitzende des Menschenrechtsausschusses des Europaparlaments, Barbara Lochbihler, bezeichnete das Urteil im Massenprozess vom 24. März als „katastrophales Signal“. Sie kritisierte die Schuldsprüche „aufs Schärfste“. Unmittelbar vor den Präsidentenwahlen im Frühjahr sendeten sie die Botschaft, „dass jeder, der nicht mit dem Regime ist, mit strafrechtlicher Verfolgung zu rechnen hat“.
- Deutschland – Bundesaußenminister Frank-Walter Steinmeier (SPD) kritisierte das Massentodesurteil vom 24. März während seines Aufenthalts in Äthiopien am 25. März scharf.[276] Er bezeichnete die Nachricht über das Massentodesurteil als „äußerst beunruhigend“ und rügte es als Verstoß gegen internationale rechtsstaatliche Standards.[276][247][277] Wörtlich sagte Steinmeier: „Die Urteile und Gerichtsverfahren widersprechen internationalen rechtsstaatlichen Standards und menschenrechtlichen Grundsätzen, zu denen sich auch Ägypten verpflichtet hat.“ Er forderte die Aufhebung der Urteile durch die zuständigen ägyptischen Instanzen. Den Angeklagten müsse ein faires Verfahren ermöglicht werden. Zudem forderte er die Aussetzung weiterer Massenverfahren. Steinmeier kritisierte, die Urteile vertieften die politische Spaltung in Ägypten. Er sagte: „Um eine Destabilisierung Ägyptens zu verhindern, braucht es dringend einen inklusiven politischen Prozess und den Beginn einer Politik nationaler Verständigung und Aussöhnung“.[276][278]
- UNO – Das UNO-Kommissariat für Menschenrechte (UNHCR) kritisierte den Richterspruch vom 24. März scharf. Der Sprecher des UNO-Menschenrechtsbüros, Rupert Colville, erklärte am 25. März in Genf, die Todesurteile seien ein Bruch der internationalen Menschenrechte.[279][245][246] Todesurteile müssten den höchsten Standards eines fairen Prozesses genügen.[279] Die Rechte der Angeklagten seien dagegen grob missachtet worden[279][245] in einem „Prozess voller Verfahrensfehler“.[245][246] Was jedem einzelnen Angeklagten vorgeworfen werde, bleibe unklar, weil die Anklagepunkte vor Gericht nicht verlesen worden seien.[245][246] Außerdem sei die Todesstrafe für Delikte ausgesprochen worden, die nicht zu den besonders ernsten Verbrechen zählten.[279] Colville sagte, die Mitgliedschaft in einer politischen Gruppe oder die Beteiligung an Demonstrationen rechtfertige nach internationalem Recht keine Todesstrafe.[246] Die erstaunlich hohe Zahl von Todesurteilen bei dem Massentodesurteil sei beispiellos in der jüngeren Geschichte.[279][246]

In Deutschland kritisierten zunächst Politiker der Opposition im Bundestag, und Menschenrechtler das Massen-Todesurteil vom 24. März 2014 scharf.
- Der Obmann der Linksfraktion im Auswärtigen Ausschuss des Bundestags, Stefan Liebich, sprach von einem „Zeugnis von unglaublicher Willkür und eklatantem Mangel an Demokratie in Ägypten“. Ägypten drohe „schon jetzt ein Rückfall in alte Mubarak-Muster, in denen Rechtsstaatlichkeit und Demokratie nichts galten“. Seine Partei lehne „Militärputsche ebenso ab wie Scheinprozesse gegen unliebsame politische Gegner“. Alle Ägypter müssten „das Recht auf faire Verhandlungen“ haben. „Viele der Angeklagten“, so Liebich weiter, „gehörten der Mursi-Regierung an. Man kann diese Regierung und ihre Anhänger äußerst kritisch sehen, aber sie war demokratisch gewählt und wurde vom Militär unrechtmäßig aus dem Amt geputscht.“[280][281]
- Der außenpolitische Sprecher der Grünen, Omid Nouripour, sagte, solche willkürlichen Massenurteile seien trotz aller Antipathie gegenüber der Muslimbruderschaft nicht hinnehmbar und hätten nichts mit Rechtsstaatlichkeit zu tun. Das Urteil vom 24. März erinnere ihn „an die finsterste Militärherrschaft unter Mubarak“. Die Urteile zeigten auch, dass man auf dem Holzweg war, wenn man geglaubt hatte, nach der Absetzung von Mohammed Mursi werde alles besser. Die Bundesregierung müsse jetzt überlegen, welche Art von Kooperation mit diesem „System“ möglich ist.[282]
- Die Grünen-Bundestagsabgeordnete Franziska Brantner forderte, „sämtliche für dieses Jahr geplanten bilateralen Projekte der polizeilichen und militärischen Zusammenarbeit zwischen Deutschland und Ägypten“ auszusetzen oder auf Eis zu legen. Die Bundesregierung, so Brantner weiter, müsse nun „offenlegen, welche Strategie sie gegenüber Ägypten verfolgt. Gemeinsam mit der EU muss sie daneben der Führung in Kairo einmal mehr deutlich machen, dass finanzielle Direkthilfen und sonstige Formen der Kooperation an Voraussetzungen geknüpft sind“. Mit solchen Verfahren, erklärte Brantner, werde „es in Ägypten keinen Frieden, keine Versöhnung und auch keine Demokratie geben; es muss endlich ein Prozess der nationalen Verständigung eingeleitet werden“.[280][283]
- Der außenpolitische Sprecher der SPD, Rolf Mützenich, bezeichnete das Urteil vom 24. März als ganz klar politisch motiviert. Er kritisierte: „Die Justiz wird hier für politische Zwecke missbraucht.“ Dieses „Massenurteil“ stehe in gar keinem Verhältnis. Er vermute, dass die Richter angesichts der anstehenden Präsidentenwahlen und des möglichen Sieges von Militärchef Sisi opportunistisch gehandelt haben.[282]
- Amnesty International hielt „das Urteil für grotesk und zudem das Verfahren für krass unfair“.[282] Ruth Jüttner, Expertin für den Mittleren Osten bei Amnesty International Deutschland, sagte, „bei den Todesurteilen handelt es sich um eine ungeheuerliche Ungerechtigkeit. Sie müssen unverzüglich aufgehoben werden.“[280][284][282] Die kurze Verhandlungsdauer verstoße gegen alle internationalen Rechtsstandards. Außerdem gehe die Justiz selektiv vor. Weder die Menschenrechtsverletzungen der Mubarak-Regierung und der Militärherrschaft seien aufgeklärt, noch die Verantwortlichen für den Tod von hunderten Pro-Mursi-Demonstranten zur Rechenschaft gezogen worden.[282] Mit der Verhängung der Todesurteile in einem einzigen Verfahren und in dieser Größenordnung stelle Ägypten die meisten anderen Länder der Welt in den Schatten. „Ägyptens Gerichte sind nicht nur vorschnell darin, Mursi-Anhänger zu bestrafen“, so Jüttner weiter, „sie ignorieren gleichzeitig schwere Menschenrechtsverletzungen durch Sicherheitskräfte. Während Tausende von Mursi-Anhänger im Gefängnis sitzen, gab es bislang keine angemessene Untersuchung der Todesfälle von Hunderten von Demonstranten. Nur einem Polizeibeamten droht nach dem Tod von 37 Häftlingen eine Gefängnisstrafe.“ Ohne einen unabhängigen und unparteiischen Prozess stehe die Frage im Raum, „ob die Strafjustiz in Ägypten noch irgendwas mit Gerechtigkeit zu tun hat. Die ägyptischen Behörden sollten ein Moratorium für Hinrichtungen verhängen und sie langfristig abschaffen“, so Jüttner.[280][284]
- Der Vorsitzende der CDU/CSU-Bundestagsfraktion, Volker Kauder, der sich noch Ende Februar/Anfang März 2014 nach einem Treffen mit Militärchef Sisi optimistisch über die Zukunft Ägypten geäußert, im Westen um Vertrauen zum ägyptischen Militärchef Sisi geworben und nicht die Vergangenheit, sondern die Zukunft als zu fordernden Ausgangspunkt europäischer Außenpolitik mit Ägypten bezeichnet hatte,[285][286][287] sagte über die mit dem Massenurteil verbundenen Todesurteile: „Sie können in Ägypten eine neue Spirale der Gewalt auslösen, die die Versöhnung der Gesellschaft weiter erschwert. Jeder Staat hat das Recht, sich gegen Terror zur Wehr zu setzen. Dabei muss er aber rechtsstaatliche Prinzipien beachten und darf nicht unverhältnismäßig vorgehen.“ Das Urteil lege den Verdacht nahe, dass die Grundsätze nicht beachtet worden sind.[276]

###### Pressestimmen
- Stuttgarter Zeitung: „Aber es [das Massenurteil von Minya] offenbart eine Mentalität und Gesinnung, die einen Tiefpunkt in der ägyptischen Justizgeschichte markiert. Dem Großteil der Staatsanwälte und Richter am Nil ist mittlerweile jedes Mittel recht, wenn es gilt, die Post-Mursi-Staatsgewalt gegen Muslimbruderschaft und Andersdenkende durchzusetzen.“[288]
- Die Nordwest-Zeitung (Oldenburg) sah die Todesurteile als Symptome der ägyptischen Verhältnisse an, die durch das fast völlige Fehlen von Demokraten und die das Vorherrschen von Klientelpolitik gezeichnet seien: „Die Justiz ist nicht unabhängig, sondern traditionell ein Handlanger der jeweiligen Machthaber. Wer als ägyptischer Beamter seinen Job behalten will, der tut gut daran, sich schnell anzupassen. Die Mächtigen aber sind Militärs, reiche Grundbesitzer und religiöse Führer – und daran hat sich seit 150 Jahren nichts geändert, wer auch immer den Staat kontrollierte. Angesichts dessen ist es vollkommen naiv zu glauben, am Nil könnte sich in naher Zukunft eine westliche Demokratie etablieren.“[288]
- Südwest Presse (Ulm): „Kurzer Prozess und alle ab an den Galgen – noch ist das bizarre Massenurteil von Minia nicht rechtskräftig, und vielleicht wird es das auch nie werden. […] Dabei steht außer Zweifel, dass die Totschläger von Minia zur Verantwortung gezogen gehören. Die islamistischen Ausschreitungen in der ärmsten Provinz Ägyptens gehörten zu den übelsten zivilisatorischen Tabubrüchen, die das Land erlitten hat. Doch auch diese Untäter haben das Recht auf einen fairen Prozess – und nicht nur auf einen Fußtritt Richtung Henker.“[288]
- Neues Deutschland (Berlin): „Mit den Todesurteilen wollen Ägyptens Generäle der Welt auch ganz unverhohlen sagen: Der sogenannte Arabische Frühling war nicht das Ende, sondern höchstens ein Betriebsunfall der ägyptischen Militärherrschaft.“ Die Zeitung befürchte, dass „niemand widerspricht. Sogar die geistige Elite des Landes scheint dagegen nicht einmal mehr Worte zu finden.“[288]
- Aachener Zeitung: „Politische Umbrüche wie der Arabische Frühling verlaufen nie linear; und drei Jahre sind bei solchen Ereignisse allenfalls ein Wimpernschlag. Den Erfolg von Revolutionen kann man eigentlich nur vom Ende her bewerten. Das Problem ist, dass wir derzeit noch nicht wissen, wo dieses Ende liegt. Dazu hilft ein Blick nach Osteuropa, das seit dem Fall des Eisernen Vorhangs um mehr Demokratie ringt. […] Dennoch käme wohl kaum jemand auf die Idee, sich die alte Ost-West-Weltordnung zurückzuwünschen. Ebenso unlauter ist es, die Demokratisierungsbemühungen im arabischen Raum wegzuwischen.“[288]
- Märkische Oderzeitung (Frankfurt/Oder): „Als im Juli vergangenen Jahres das ägyptische Militär den – immerhin frei gewählten – islamistischen Staatspräsidenten Mohammed Mursi aus dem Amt putschte, da hielt sich der internationale Protest in engen Grenzen. Man war bereit, in dem Putsch eine Art Notwehrmaßnahme gegen den von Mursi eingeschlagenen Weg zu sehen, an dessen Ende die Errichtung eines islamistischen Gottesstaates stehen sollte. Zudem drohte das Land im Chaos zu versinken. Nun, ein dreiviertel Jahr später, herrschen in Ägypten Willkür und Terror, ausgeübt von Polizei und Militär sowie einer willfährigen Justiz. Ein Gericht, das im Schnellverfahren ein summarisches Todesurteil gegen 529 Angeklagte verhängt, kann wohl nicht anders als Terrorjustiz bezeichnet werden. […] Die neuen Herrscher Ägyptens – oder sind es doch nur die alten ohne den Langzeitpräsidenten Mubarak? – sind unter veränderten Vorzeichen genau den Weg gegangen, den sie den Muslimbrüdern versperrten, ohne ein Jota besser, toleranter oder politisch klüger zu sein. Das Land ist der Lösung seiner Krise kein Stück näher gekommen, nur näher an den Abgrund.“[289]

##### Bedeutung und Wertungen
Das am 22. März 2014 in Minya eröffnete summarische Verfahren stellt einen in der ägyptischen Geschichte einzigartigen Massenprozess dar. Bereits allein bei der ersten Tranche des Prozesses mit dem Urteilsspruch vom 24. März 2014 handelte es sich mit 529 Todesurteilen um den Prozess mit der bisher höchsten Zahl von Todesurteilen in der Rechtsgeschichte Ägyptens. Die Webseite „deathpenaltyworldwide“ führt für die Jahre 1981 bis 2000 in Ägypten zusammengenommen 709 Menschen Todesurteile auf, von denen 248 tatsächlich ausgeführt wurden. Im Jahr 2010 wurden nach Angaben von Menschenrechtsorganisationen 185 Menschen zum Tode verurteilt und vier davon hingerichtet. 2013 waren laut einem Amnesty-Bericht zwar noch 109 Menschen zum Tode verurteilt worden, doch waren schon seit Längerem keine Vollstreckungen mehr bekannt geworden. Eine Vollstreckung der 529 am 24. März ergangenen Todesurteile würde Ägypten in Bezug auf die Anzahl formell staatlich ausgeführte Todesurteile auf gleichen Stand mit dem Iran setzen, wo neben der Volksrepublik China die meisten staatlichen Todesurteile ausgeführt werden. Mit 1200 in der Anklageschrift aufgeführten Personen erreicht auch die Zahl der Angeklagten einen Spitzenwert.
Das Verfahren in Minia wurde ungewöhnlich zügig durchgezogen. Die Verurteilungen erfolgten bereits in der zweiten Sitzung nach einem Verhandlungstag unter Ausschluss der Öffentlichkeit. Die Verteidiger beanstandeten, sie hätten keine Gelegenheit gehabt, ihre Argumente vorzubringen und bezeichneten das Verfahren als Farce. Auch laut Ahram Online wurden die Argumente der Verteidigung nicht gehört. Beobachter sprechen dementsprechend von einem Schnellverfahren. Nach Auffassung von Rechtsexperten wurden mehrere Bestimmungen der ägyptischen Prozessordnung verletzt: es wurde weder Beweisführung noch Zeugenbefragung durchgeführt, Anwälte konnten keine Stellung beziehen und die Medien blieben ebenfalls vom Prozess ausgeschlossen.
Nach der Ansicht von Experten im In- und Ausland handelte es sich um einen reinen Schauprozess, dessen Ausgang bereits zu Prozessbeginn feststand. In den westlichen Medien wurde das Urteil vom 24. März als Beleg für die politisch motivierte Rechtsprechung in Ägypten angesehen. Kommentatoren bezeichneten das Urteil vom 24. März unter anderem als Zeichen für eine „Rachejustiz“ (Dietrich Alexander/Die Welt), ein „Klima der Hexenjagd“ (Raniah Salloum/Der Spiegel) und „rechtsstaatliche Farce“ (Matthias Beermann/RP Online). Der Massenprozess galt zudem als weiteres Zeichen dafür, dass die militärisch gestützte Übergangsregierung die Muslimbruderschaft zerschlagen und keinen Platz für eine politische Versöhnung lassen will. Mit dem Urteil verschärfte sich der Konflikt zwischen der Militärregierung und den Unterstützern der Muslimbruderschaft weiter. Auch Menschenrechtsorganisationen sahen in dem Urteil ein Anzeichen dafür, dass die Behörden ihr Vorgehen gegen die Muslimbruderschaft verschärfen. Das Massenurteil wurde als Anzeichen dafür gesehen, dass nachdem bereits rund 3000 Kader der Muslimbruderschaft im Sommer 2013 inhaftiert worden sein sollen, nun die Justiz gegen die Gegner der vom Militär eingesetzten neuen Führung, insbesondere gegen Islamisten, durchgreifen werde. Bereits in den vorangegangenen Monaten waren Dutzende Islamisten in rechtsstaatlich fragwürdigen Prozessen verurteilt worden, während im Februar in Alexandria sechs Polizisten freigesprochen wurden, denen die Tötung von 83 Demonstranten während des Volksaufstandes gegen Husni Mubarak zur Last gelegt worden war.

###### Einzelstimmen
- Der Korrespondent Martin Gehlen vermutete im Tagesspiegel, dass die Machthaber der militärgestützten Regierung mit dem Massenurteil auch ein für das Ausland erkennbares Zeichen kompromissloser Entschlossenheit setzen wollten. Ägypten wolle auf dem am 25. März 2014 beginnenden Gipfel der Arabischen Liga in Kuwait nach Saudi-Arabien und den Vereinigten Arabischen Emiraten auch die übrigen Mitgliedsstaaten der Liga überzeugen, die Muslimbruderschaft als Terrorvereinigung zu ächten und sich als Region zu einem Anti-Terror-Bündnis zusammenzuschließen.[241]
- Amr Schalaani, Juraprofessor an der Amerikanischen Universität in Kairo, ging davon aus, dass das Verfahren wegen Fehlern im Prozedere und Mängeln in der Beweisaufnahme in die Berufung gehen werde. Über das Urteil vom 24. März sagte er, es sei „ein hochpeinliches Urteil, wenn die Justiz noch einen Funken von Würde hat und seinen Ruf auch international schützen will“. Entweder sei der Richter „total inkompetent oder er hat Anweisungen von oben erhalten, ein politisches Urteil zu fällen“. Die Exekutive verfüge über feste Kontrolle über die Justiz. Die Justiz sei bereits seit den 1960er Jahren unter dem damaligen Präsidenten Gamal Abdel Nasser nicht mehr unabhängig. In den vergangenen Jahren sei niemals ernsthaft versucht worden, das Rechtswesen zu reformieren.[230]
- Der ARD-Korrespondent Thomas Aders äußerte in einem Interview Zweifel an der Ernsthaftigkeit des Massentodesurteils vom 24. März, das möglicherweise eine bloße Empfehlung an den Mufti von Minja darstelle. Aders ging davon aus, dass nur ein Teil der Todesurteile der 529 Angeklagten vollstreckt werde, möglicherweise nur bei den „wirklich Verantwortlichen des Angriffes auf die Polizeistation vom August 2013“. Seiner Ansicht nach habe es sich um einen politischen Prozess gehandelt, dessen Urteil schon vor der Beweisaufnahme feststand und der zum Ziel hatte, ein „Exempel gegen die Muslimbrüder zu statuieren“. Seit der Stürmung der Protestcamps in Kairo im August 2013 hätten die repressiven Maßnahmen gegen die Muslimbrüder und gegen alle Islamisten in Ägypten stetig zugenommen. Das Massentodesurteil vom 24. März und das kommende Urteil der zweiten Tranche seien offenbar der Höhepunkt in dieser Entwicklung und „selbst für die wenig zimperliche Justiz Ägyptens“ beispiellos. Die Stimmung in Ägypten sei „komplett geteilt“: „Auf der Straße finden die meisten das Urteil gerecht. Die Muslimbrüder sind im Volkssinne für alle negativen Entwicklungen der Gegenwart und Vergangenheit verantwortlich und haben es demnach verdient.“, so Aders.[297]
- Die Korrespondentin Anna Osius berichtete am 24. März aus Ägypten für die Tagesschau, im Gegensatz zu Menschenrechtlern würden „viele Ägypter“ das Massentodesurteil als „eine gerechten Strafe“ bezeichnen.[254] Nach Ansicht vieler Ägypter seien die Muslimbrüder Terroristen, und „der Tod die einzige gerechte Strafe“ für sie.[256]
- Auch die Korrespondentin Julia Gerlach berichtete, das Urteil entspreche „einer Logik, die in Ägypten derzeit weit verbreitet ist“. „Viele Ägypter einschließlich Politiker und natürlich Regierungsmitglieder“ sähen in der mit extremer Härte durchgeführten, sogenannten „Sicherheitslösung“ den einzigen Weg mit den anhaltenden Protesten der Putschgegner umzugehen. Um die Kontrolle über die als „Gefahr“ und „machthungrige Organisation“ (Julia Gerlach) wahrgenommenen Muslimbruderschaft zu erlangen, seien „viele bereit, ihre demokratischen Grundsätze zu vergessen und die Rechtsstaatlichkeit einzuschränken“.[282] Unabhängig von dem Ergebnis eines etwaigen Berufungsverfahren sei das Signal gesetzt, dass die Übergangsregierung bereit sei, Rechtsstaatlichkeit einzuschränken, um die islamistische Opposition und terroristische Gruppen zu bekämpfen.[252] Gerlach kommentierte in der NZZ, das mit den Massentodesurteilen angestrebte Ziel der Einschüchterung scheine erreicht worden zu sein. Der zu erwartende Proteststurm gegen die Urteile sei ausgeblieben. Ein Ziel der Einschüchterungskampagne sei es vermutlich, die einen Tag später verkündete Kandidatur Sisi „möglichst reibungslos über die Bühne zu bringen“. „Drei Jahre nach Beginn der Revolution“, so Gerlach, sei „Ägypten wieder am Ausgangspunkt angekommen“.[252]
- Der erklärte Befürworter des ägyptischen Militärputsches Hamed Abdel-Samad erklärte in einem Interview mit dem Deutschlandfunk, es sei ein Fehler, das Massentodesurteil so zu deuten, dass die Muslimbrüder Opfer des Urteils seien. Er sehe das Massentodesurteil deswegen kritisch, da die Muslimbrüder „jetzt die Gewinner von so einem Urteil“ seien, „weil sie genau wieder in die Opferrolle gedrängt werden“. Das Massentodesurteil schaffe dadurch „neue Märtyrer, neue Legenden, die Vorbilder für neue Gotteskrieger, eine neue Generation von Islamisten“ seien. Er glaube, dass das Massentodesurteil ausgesprochen wurde, „damit die Gewalt ein bisschen eingedämmt wird“, weil, so behauptete Abdel-Samad weiter, „viele Menschen auch innerhalb der Bevölkerung das gefordert haben, nachdem so viele Terroranschläge von den Muslimbrüdern verübt“ worden seien. Die Spaltung der Gesellschaft und Lähmung des Landes und der Wirtschaft sei das Werk der Muslimbrüder. Auch die Verhaftung Tausender und die angebliche Tötung von mehr als 1400 Menschen bei der gewaltsamen Niederschlagung von Protesten habe der Muslimbruderschaft nicht geschadet, sondern Auftrieb verschafft, so Abdel-Samad. Abdel-Samad behauptete weiter, bei der Muslimbruderschaft handle es sich um „eine Terrororganisation“ und bei den Muslimbrüdern um „Terroristen“ und „islamistische Faschisten“, die „mehrere Terroranschläge verübt“ hätten und bisher „für den Tod von Hunderten von Menschen“ verantwortlich seien, „für den Tod von mehreren Christen, für die Verbrennung von mehreren christlichen Kirchen und Einrichtungen“, so Abdel-Samad. Die Massentodesurteile würden dazu führen, dass „die Muslimbrüder mehr Sympathie und mehr Antrieb“ erhielten. Unter den 500 zum Tode verurteilten befänden sich, so die Behauptung von Abdel-Samad, „mindestens 200, die tatsächlich an Gewaltaktionen sich beteiligt haben“.[298]
- Einige russische Experten vertraten mit Blick auf das Massenurteil vom 24. März den Standpunkt, dass westliche Justiz-Standards für Ägypten nicht die beste Lösung seien und viele Ägypter hartes Durchgreifen der Militärführung akzeptieren würden.[299]

Boris Dolgow vom Zentrum für arabische und islamische Studien des russischen Orientalistik-Instituts bezeichnete das Massentodesurteil vom 24. März als „absolut verhältnismäßig“. Er argumentierte: „Verurteilt wurden Terroristen. Bei ihren Anschlägen wurden Zivilisten, Soldaten, Polizisten getötet. Es geht nicht um Repressalien gegen Unschuldige, sondern um gerichtliche Maßnahmen gegen Verbrecher. Soviel ich weiß, begrüßen viele Ägypter dieses Urteil.“ Weiter behauptete er, während der Präsidentschaft des durch das Militär gestürzten Mohammed Mursi habe es „beispiellose Terroranschläge“ in Kairo und auf der Sinai-Halbinsel gegeben. Militante Gruppen der Muslimbrüder, so die Behauptung Dolgows, hätten Dutzende Soldaten getötet. Die jetzt verurteilten Personen seien in jene Anschläge verwickelt gewesen, so Dolgow.
Wladimir Issajew, Professor des Instituts für Asien und Afrika an der Staatsuniversität Moskau, bezeichnete das Massentodesurteil vom 24. März als „Einschüchterungs-Maßnahme vor der Präsidentenwahl“. Ein großer Teil der ägyptischen Bevölkerung halte den Sturz von Mursi im Juli 2013 und die Machtübernahme durch den Militärchef Sisi für illegitim. Viele Menschen in Ägypten seien jedoch bereit, ein hartes Durchgreifen der Militärs zu dulden, damit sich die Lage im Land stabilisiert. „Die Menschen beobachten mit Angst islamistische Kämpfer aus Syrien und dem Irak, die selbst in zentralen Gebieten Ägyptens auftauchen. Alle begreifen, dass Ägypten nicht sehr stabil ist, und befürchten das syrische Szenario“, so Issajew weiter.
- Shadi Hamid von der Brookings Institution sagte in einem CNN-Interview mit Christiane Amanpour, das Massentodesurteil der ägyptischen Justizbehörden vom 24. März und andere Aktionen zeigten „eine Art Blutrausch auf populärer Ebene“ in Ägypten an, der von „Elementen des neuen Regimes“ benutzt werde, um „es der Muslimbruderschaft heimzuzahlen“. Diese Elemente des Regimes würden die Muslimbruderschaft als existenzielle Bedrohung ansehen und das populistische Moment der Rache ausnutzen wollen und hofften, so den entscheidenden Schlag gegen die Muslimbruderschaft führen zu können. Dabei würde nicht nur das Regime selbst agieren, sondern würde leidenschaftlich und enthusiastisch von Millionen Ägyptern unterstützt. Ein in der Breite schwer zu bestimmender, aber signifikanter Anteil der Bevölkerung wolle die Muslimbruderschaft bestraft sehen, unabhängig davon, ob es faire Prozesse gibt und ob die Betreffenden unschuldig oder schuldig sind. Es existiere eine Art neo-faschistischer, populistischer Stimmung unter der neuen politischen Ordnung in Ägypten, die Blutvergießen einfordere. In gewisser Weise befinde sich das Militär unter diesem öffentlichen Druck. Auch die US-Regierung sei in einer heiklen Situation, da sie Ägypten als engen, strategischen Alliierten betrachte und wieder unterstützen wolle, diese Argumentation aber nur schwer durchsetzen könne.[300][301]
- Nathan Brown, Professor an der George Washington University und ein Experte für ägyptisches Rechtswesen, bezeichnete es als „höchst unwahrscheinlich“, dass das Massentodesurteil unmittelbar von einer zentralen Figur wie dem ägyptischen Armeeche Sisi angeordnet worden war. „Teile des Justizapparats unterstützen die neue repressive Ordnung vollständig, zumindest vorerst“, so Brown, „Viele fühlten sich von Mursis Präsidentschaft angegriffen und sie haben sich um etwas geschart, was die 'Partei der Ordnung' genannt werden könnte, die von dem Militär, dem Sicherheitsapparat und der Spitze des religiösen Establishments vertreten wird“. Seiner Ansicht handle es sich eher um eine gemeinsame Mentalität als um direkte Koordination. Tatsächlich sei das Gericht so weit gegangen, dass es nur schwer als dem Interesse des Regimes dienend angesehen werden könne.[250]
- Die Nahost-Expertin und Publizistin Petra Ramsauer bezeichnete das Massentodesurteil vom 24. März als „weiteren massiven Rückschlag“. Die „Schnellurteile“ seien „ein grober Verstoß gegen die Menschenrechte“. Es sei, „als wäre Ägypten mit einem Schlag um Jahrzehnte zurückkatapultiert worden“. Das Massentodesurteil zeige, „dass eine der wichtigsten Forderungen der Menschen, die diese doch sehr riskante Revolution gewagt haben, bis dato nicht im Entferntesten erfüllt ist. Es geht um »Würde«“. Ramsauer stellte trotz der anstehenden Präsidentschaftswahlen angesichts der jüngsten Ereignisse mit dem Massentodesurteil vom 24. März in Frage, ob die Zeitspanne zwischen 2011 und 2014 als überhaupt als „demokratisches Intermezzo“ bezeichnet werden könne. Tatsächlich sei nur der „Kopf“ des Systems Mubaraks entfernt worden, während sich die Strukturen nicht oder nur kaum geändert hätten. Sie beschrieb die Lage als „Eskalation eines uralten Konflikts, der das Land seit Jahrzehnten unterminiert“ und der zwischen Muslimbruderschaft und Armee „als zwei Staaten im Staat“ ausgetragen werde. Dieser sich nun gefährlich zuspitzende Konflikt spiegele eine „tiefe Spaltung Ägyptens“ zwischen „nationalistischen und islamistischen Strömungen“ wider, die durch „viele arabische Staaten“ gehe. Ägypten stehe „vor dem wirtschaftlichen Zusammenbruch“. „Insbesondere jene“, so Ramsauer, „die mit brachialer Gewalt und Hunderten Todesurteilen die Gewaltspirale weiter anheizen“, müssten einsehen, dass „nur ein Dialog zwischen Islamisten und dem Militär“ dazu beitragen könne, Ägypten wieder zu stabilisieren.[302]
- Der dem Evangelikalismus zugerechnete Journalist und Theologe Johannes Gerloff schrieb für die sich selbst als „Christliches Medienmagazin“ definierende Zeitschrift pro angesichts des Massentodesurteils, die Entwicklungen in Ägypten würden in jedem Fall „weitreichende Folgen in der gesamten arabisch-islamischen Welt haben.“ „Ganz unabhängig davon, ob das Massentodesurteil vom vierten Märzmontag 2014 revidiert wird“, so Gerloff, habe es „schon jetzt dem anti-islamistischen Anliegen, weit über das Land am Nil hinaus, großen Schaden zugefügt.“ Für die christliche Gemeinschaft des Landes, „die alles auf die Karte Sisi gesetzt hat, sodass bei der Absetzung von Präsident Mursi gar der koptische Papst Tawadros II. an der Seite des Feldmarschalls stand, könnte sich das Vorgehen ihres Patrons als fatal erweisen.“ „Dass Tawadros II. immer wieder betont hat, Sisi habe eine »nationale Pflicht« bei den kommenden Wahlen Präsident zu werden“, könne sich laut Gerloff „für seine Nachfolger als furchtbarer Bumerang erweisen, sollte der Feldmarschall mit seiner Politik versagen.“[303]

#### Massentodesurteil im Minya-Prozess vom 28. April
Am 28. April 2014 wurden im damit größten Massenprozess der ägyptischen Geschichte erneut 683 Menschen von einem Gericht in Minya zum Tode verurteilt. Das Verfahren, zu dem bereits am 24. März ein Massenurteil erfolgt war, war in zwei Tranchen aufgeteilt worden, weil die Anklageschrift mehr als 1200 Personen betraf. In einem Schnellverfahren sprach der Richter die Angeklagten bereits am zweiten Verhandlungstag und nach lediglich 15 Minuten wegen der Teilnahme an gewalttätigen Protesten und wegen Mordes schuldig.
Wie schon bei dem ersten Massentodesurteil vom 24. März waren die meisten Angeklagten nicht im Gericht anwesend. Zu den Verurteilten, von denen sich lediglich rund 50 im Gerichtssaal befanden, zählten auch führende Mitglieder der Muslimbruderschaft wie ihr Vorsitzender, Mohammed Badie, der nicht nur der Chef der ägyptischen Muslimbrüder, sondern aller weltweit ist. Badie selbst war nicht bei der Urteilsverkündung in Minya, da er noch in einem anderen Prozess in Kairo wegen des Todes von Demonstranten während Mursis Amtszeit vor Gericht stand. Nur 70 der am 28. April schuldig Gesprochenen sollen sich im Gewahrsam der Justiz befunden haben.
Die Umstände der Verfahren vom 24. März und vom 28. April blieben zunächst unklar. Journalisten waren von der Sitzung am 28. April ausgeschlossen. Sie durften weder in das Gerichtsgebäude noch hatten sie Zugang zu den Verfahrensakten.
Wie schon bei dem Massentodesurteil vom 24. März wurden auch bei dem des 28. April lediglich zwei Verhandlungstage veranschlagt, ohne eine Anhörung der Verteidigung.
Nach Angabe der Staatsanwaltschaft sollte es sich sowohl bei den am 24. März als auch bei den am 28. April zum Tode verurteilten Beschuldigten um Mitglieder der Muslimbruderschaft handeln, die insgesamt zwei Polizeibeamten getötet hätten. Die 529 am 24. März zum Tode verurteilten Beschuldigten waren dabei bezichtigt worden, einen Polizisten in der Provinz Minya gelegenen Stadt Matay gelyncht zu haben, während die 638 am 28. April zum Tode verurteilten Beschuldigten, darunter auch Badie, am selben Tag einen anderen Polizeibeamten in der nahegelegenen Stadt Adwa getötet haben sollen.
Das endgültige Urteil wurde auf den 21. Juni 2014 angesetzt, nachdem der Großmufti seine Empfehlung abzugeben hatte. Dem Gesetz ist eine Berufung gegen alle am 24. März und am 28. April ergangenen Urteile möglich.
Wenige Stunden nach dem Massentodesurteil in Minya wurde das gerichtliche Verbot der Bewegung des 6. April aus Kairo bekannt.

##### Anklagegegenstand
Nachdem am 14. August 2013 bei der Niederschlagung von Antiputschprotestlagern an dem Rābiʿa-al-ʿAdawiyya- und am Nahda-Platz in Kairo durch Sicherheitskräfte Hunderte Mursi-Anhänger getötet worden waren, sollen die am 28. April Verurteilten am selben Tag in der Provinz Minya gegen den Sturz Mursis durch das Militär demonstriert haben. Die Angeklagten sollen dann noch am 14. August eine Polizeistation in Minya überfallen und dabei einen Polizisten getötet haben, während zwei weitere Polizisten schwer verletzt worden seien. Konkret wurden die am 28. April Verurteilten für schuldig befunden, am 14. August 2013 die Polizeistation in der Ortschaft Adawa (oder: Al-Idwa beziehungsweise Adwa) angegriffen und den Polizeibeamten Mamdouh Kotb Mohamed Kotb getötet zu haben. Zudem wurden sie für schuldig befunden, Gewalttaten verübt zu haben, randaliert zu haben, öffentliches und Privateigentum zerstört zu haben, Polizeibeamte angegriffen zu haben und zu Gewalt angestiftet zu haben.

##### Abweichende Medienangaben
Nach Angabe der NZZ soll das Massentodesurteil vom 28. April das gleiche Ereignis wie das Massentodesurteil vom 24. März betroffen haben, den Sturm auf den Polizeiposten von Matay in der Provinz Minya im August 2013, bei dem ein Polizeioffizier getötet worden war. Tatsächlich waren die am 529 am 24. März zum Tode Verurteilten vom selben Richter für schuldig befunden worden, den stellvertretenden Bezirkspolizeikommandeurs des Matay-Distrikts in Minya, Mustafa al Atar, ermordet zu haben. Die ARD-Tagesschau gab an, die am 28. April zum Tode Verurteilten seien der Tötung eines ranghohen Polizeioffiziers in der Provinz Minya für schuldig befunden worden. Das Handelsblatt berichtete auf Grundlage von Nachrichtenagentur-Meldungen, die Staatsanwaltschaft habe den Angeklagten den Mord an einem stellvertretenden Bezirks-Polizeikommandeur, Angriffe auf Regierungsgebäude und Brandschatzung von Kirchen der christlichen Kopten vorgeworfen. Die NZZ berichtete, laut Augenzeugen hatte die gegen die blutige Repression gegen Mursi-Anhänger demonstrierende Menge den Polizeiposten erst gestürmt, nachdem einige Demonstranten von Polizisten erschossen worden waren.
Außerdem hätten die Angeklagten laut Gericht in der Polizeiwache Waffen gestohlen und Gefangene gewaltsam befreit. Ihnen sei Mord, Waffenbesitz und Anstiftung zur Gewalt vorgeworfen worden.

##### Revision des Massenurteils vom 24. März
Ebenfalls am 28. April befasste sich das gleiche Gericht noch einmal mit dem Massenurteil vom 24. März. 37 der am 24. März verhängten Todesurteile wurden am 28. April bestätigt. Die restlichen 492 der 529 im Schnellverfahren vom 24. März, der ersten Tranche des Prozesses, verhängten Todesurteile wurden dagegen am 28. April revidiert und in lebenslange Haftstrafen umgewandelt. Ausschlaggebend für das neue Strafmaß war die im Falle von Todesstrafen rechtlich vorgeschriebene Überprüfung des Urteils vom 24. März durch den Großmufti von Ägypten, dem obersten muslimischen Geistlichen Ägyptens von der Al-Azhar-Universität, Schawki Ibrahim Allam. Dessen Einschätzung als oberste religiöse Autorität des Landes ist allerdings nur beratend und für die Gerichte nicht bindend. Laut Saaid Medien von der Gewerkschaft der Rechtsanwälte in Ägypten hatte der Mufti „sogar empfohlen, 82 Angeklagte zum Tode zu verurteilen“, doch sei der Richter mit 37 Todesurteilen „noch unter der Empfehlung des Mufti geblieben“.

##### Richter Said Yussuf
Der gleiche Richter, Said Yussuf (Sabri), hatte bereits bei der ersten Tranche des Prozesses im März 2014 mit der pauschalen Verhängung der Todesstrafe gegen 529 Anhänger Mursis weltweit Entsetzen ausgelöst und bei Menschenrechtlern für Empörung gesorgt. Beobachter erklärten die Urteile mit der Struktur der Justiz. In den Urteilen wurde der Versuch des Staates gesehen, die Justiz dazu zu verwenden, politische Gegner auszuschalten.
Der Richter ist in Ägypten umstritten, unter der Bezeichnung „Schlächter“ bekannt und berüchtigt für seine harschen Urteile gegen Islamisten und Aktivisten. Polizisten dagegen hat er häufiger freigesprochen, wie 2013, als er einen Polizeichef und 10 Polizisten von der Anklage freisprach, für den Tod von 17 Demonstranten während des Aufstands gegen Mubarak verantwortlich zu sein. Yussuf wird nachgesagt, er sei verbittert, weil sein eigener Sohn als Polizist ums Leben gekommen ist. An den zwei vorangegangenen Tagen hatte der gleiche Richter Dutzende Angeklagte zu Strafen mehrjährigen Haftstrafen verurteilt.
Für manche Beobachter gilt Richter Yussuf symptomatisch für das Messen mit zweierlei Maß durch die ägyptische Justiz, bei dem Muslimbrüder und Putschgegner stets mit Höchststrafen rechnen können, der Sicherheitsapparat aber meist straffrei bleibe und sich die Prozesse gegen Leute aus Mubaraks Regime hinziehen.
Die Urteile Yussufs wurden in Ägypten teilweise als so absurd empfunden, dass unter Ägyptern bereits die These auftrat, der Richter sei ein Kryptomuslimbruder, der der militärgestützten ägyptischen Führung schaden wolle. Andererseits hieß es, viele Ägypter gingen davon aus, dass man bewusst Richter Yussuf das Urteil vom 24. März und vom 28. April fällen ließ, damit die Angeklagten die Höchststrafe erhalten.

##### Reaktionen und Bewertungen
Die Urteile erfolgten trotz einer internationalen Kampagne, mit der über 1,5 Millionen Menschen eine von der Online-Aktivisten-Organisation Avaaz veranstaltete Petition unterzeichnet hatten, die dazu aufrief, die Urteile abzuändern.
Rechtsexperten diskutierten, ob das Urteil in Absprache mit den derzeitigen Machthabern erfolgte, zumal Justiz und Armeeherrscher teilweise übereinstimmende Ziele besitzen und die völlige Zerschlagung der Muslimbruderschaft als ihren gefährlichsten Gegner anstreben könnten.
Mit Hinblick auf die Zeiten der Staatsführer und Autokraten, Nasser, Sadat und Mubarak, die die Muslimbruderschaft als politischen Faktor mit juristischen Mitteln bekämpfen wollten, dafür aber noch Sondergerichte einsetzen mussten, bewerteten es westliche Kommentatoren schon vor dem Massentodesurteil des 28. April als Novum, dass nach dem Militärputsch von 2013 nun auch gewöhnliche Gerichte mit harten Urteilen gegen die Muslimbruderschaft vorgingen und sich auf die Linie der Machthaber begaben.
Das Todesurteil gegen Mohammed Badie als Vorsitzender der ägyptischen Muslimbruderschaft und weltweiter Chef der Muslimbrüder wurde als besondere Eskalation verstanden. Im Falle der Vollstreckung wäre es das erste Mal in einer Periode von über sechs Jahrzehnten der oftmals blutigen Versuche des ägyptischen Staats die Muslimbruderschaft zu unterdrücken, dass ein Oberster Führer der Muslimbruderschaft hingerichtet wird. 1954 hatte die Regierung unter Nasser den Obersten Führer Hassan el-Houdaibi zum Tode verurteilt, doch war das Uerteil später abgeändert und er freigelassen worden. Das letzte Todesurteil gegen einen hochrangigen Vertreter der Muslimbruderschaft war 1966 gefällt worden, als ein Chefideologe der Organisation hingerichtet wurde. Badie war zur Zeit der Tötung des Polizisten, der er für schuldig befunden wurde, bekanntermaßen in Kairo und nicht am Tatort der Attacke auf die Polizeistation in Adawa in der Provinz Minya. Zudem hatten alle seine öffentlichen Stellungnahmen aus der zu dem Angriff führenden Periode betont zum Gewaltverzicht aufgerufen, Sein Ausspruch „Unsere Friedfertigkeit ist stärker als Kugeln“, den er in einer im Fernsehen ausgestrahlten Rede geprägt hatte, war zu einem Slogan auf Versammlungen der Muslimbruderschaft geworden.

###### Inland
Vor dem Gerichtsgebäude, das zusammen mit den Seitenstraßen von rund 1200 Polizisten abgesichert wurde, protestierten Angehörige gegen den Richterspruch oder zeigten sich bestürzt. Einige beschimpften Militärmachthaber Sisi und warfen ihm vor, wie ein König zu herrschen. Bereits kurz nach Verkündung des Urteils vom 28. April kam es zu von Muslimbrüdern initiierten Protestzügen in Kairo, Minya, Asyut und anderen Städten. An den Universitäten in Alexandria und in Minya kam es bei Protesten zu Ausschreitungen. Hunderte demonstrierten gegen die Verfahren. Die Polizei setzte Tränengas ein und feuerte Warnschüsse in die Luft ab.
- Noch vor Verkündung des Urteils vom 28. April kritisierte Ahmed Mekky, Richter und Justizminister unter Mursi, den Prozess. Er sah die Mächtigen in Ägypten als Drahtzieher im Hintergrund an: „Die Regierung handelt alles andere als rational oder klug. Die Justiz begeht doch mit solchen Urteilen Selbstmord und schadet ihrem Ruf in aller Welt“, so Mekky, „Die ägyptische Justiz wird von den Machthabern benutzt, um die politischen Gegner zu bekämpfen.“[342][324]
- Die ägyptische Anwaltskammer erklärte, von den einzelnen Verteidigern zusammen getragene Entlastungsbeweise gesammelt zu haben, mit denen sich belegen lasse, dass eine erhebliche Zahl der am 24. März und am 28. April verurteilten Angeklagten nicht einmal der Muslimbruderschaft nahestünden. Viele hätten sich zum Zeitpunkt des Geschehens nicht einmal in der Nähe der Stadt Minya befunden.[313] So sei beispielsweise Angaben von Angehörigen zufolge ein Anwalt erst nach Anklageerhebung auf die Liste der Angeklagten gesetzt worden, nachdem er einen Streit mit einem Polizisten hatte.[313][314][320] Die Beweise hätten die Verteidiger vor Gericht jedoch nicht einbringen dürfen.[313][314]

Laut den Verteidigern waren viele der Angeklagten am besagten Sturm auf den Polizeiposten nicht beteiligt, zwei von ihnen sollen sich im Ausland befunden haben, und bei dreien handelte es sich angeblich um Tote.
Viele der Beschuldigten in den am 24. März und am 28. April in Minya verhandelten Prozessen gaben an, sie seien weder bei den Angriffen anwesend gewesen, noch Unterstützer der Muslimbruderschaft. In einigen Fällen gaben sie an, sich nicht einmal in der Provinz Minya befunden zu haben und dass sie der Polizei von Informanten gemeldet wurden, die wegen privater Angelegenheiten gehandelt hätten.
- Der Präsidentschaftsgegenkandidat von Sisi, Hamdin Sabahi, verurteilte den Richterspruch acharf. Solche Urteile würden das Ansehen von Ägypten und der ägyptischen Justiz stark schädigen.[332] Fahmi sagte, die Kritik von Kerry gelte nicht gegen die ägyptische Regierung. Er betonte, er werde sich nicht über die Todesurteile äußern. Er sei jedoch sicher, dass das Rechtssystem das richtige Urteil in jedem Prozess beschließen wird.[343]
- Der ägyptische Interims-Außenminister Nabil Fahmi, der sich in den USA im Center for Strategic and International Studies in Washington aufhielt, warnte vor „voreiligen Schlüssen“.[310]
- In den sozialen Netzwerken brach bereits Minuten nach der Urteilsverkündung vom 28. April ein Sturm der Entrüstung gegen das Urteil los.[319][332]
- Hafis Abu Saada, Menschenrechtsanwalt beim Ägyptischen Rat für Menschenrechte, bezeichnete den Urteilsspruch als illegal. Das Gericht habe eine echte Verteidigung für die Angeklagten unmöglich gemacht und damit gegen grundlegende Verfassungsartikel verstoßen. Todesurteile nach nur wenigen Verhandlungstagen seien darüber hinaus ein Skandal.[344]
- Ashraf Omran von der Nationalen Allianz gegen den Putsch bezeichnete das Massentodesurteil vom 28. April als politisches Urteil, das einzig das Ziel verfolge, die ägyptischen Muslimbrüder komplett von der politischen Landkarte Ägyptens zu streichen.[344]
- Während das Urteil in der Stadt Minya Unruhe auslöste, fand der Prozess andernorts wenig Beachtung. Die staatlich gelenkten Medien maßen dem Umstand, dass nach Angaben von Menschenrechtlern noch nie zuvor in der modernen Geschichte so viele Todesurteile auf einen Schlag verhängt wurden, kaum Bedeutung bei. Einige für ihren anti-islamistischen Kurs bekannte Moderatoren forderten dagegen noch härtere Urteile.[337] Eine Online-Ausgabe der staatlich geführten Tageszeitung Al-Ahram brachte bereits Mitte April 2014 den Beitrag einer Kommentatorin, die schrieb, der eigentliche Skandal sei „der Aufschrei über das Urteil einer unabhängigen Justiz“.[337][345]
- Einige Aktivisten hatten bereits zuvor die Initiative „Ägypter gegen die Todesstrafe“ gestartet. Unter den Mitwirkenden waren vor allem liberale und linke Aktivisten, die vor dem Militärputsch im Juni 2013 massiv gegen die gewählte Regierung unter Mursi protestiert hatten. Aber auch sie hatten wenig Vertrauen in die ägyptische Justiz, zumal die Bewegung des 6. April – so wie zuvor die Muslimbruderschaft – am 28. April verboten wurde.[318]
- Die Muslimbrüder riefen nach den Massen-Todesurteilen vom 28. April gegen Angehörige und Sympathisanten ihrer Bewegung zu einer neuen „Revolution“ in Ägypten auf. An den Protestmärschen der Islamisten hatten kurz zuvor nur wenige Hundert Demonstranten teilgenommen. Die von ihnen 2013 gegründete „Nationale Koalition für die Unterstützung der Legitimität“ kündigte Protestaktionen für den 30. April an. In einer Erklärung, die in der Nacht zum 29. April verbreitet wurde, hieß es, die Schreie der zu Unrecht Verurteilten seien „bis in die Paläste der Plünderer zu hören“.[346]

###### International
International wurde der Richterspruch scharf verurteilt. Vor allem in den westlichen Hauptstädten löste er Entsetzen aus.
- UNO – UN-Generalsekretär Ban Ki Moon reagierte beunruhigt und erklärte in New York: „Urteile, die eindeutig nicht die grundlegenden Standards eines fairen Prozesses genügen, untergraben die Aussicht auf langfristige Stabilität“. Stabilität in Ägypten sei jedoch grundlegend für die Stabilität in ganz Nordafrika und dem Nahen Osten.[317]

Die Hohe Kommissarin der Vereinten Nationen für Menschenrechte, Navi Pillay, sagte, die Urteile seien ein eindeutiger Verstoß gegen die internationalen Menschenrechte.
- Europäische Union – Die Europäische Union verurteilte die Massenurteile.[313]

Die EU-Außenbeauftragte, Catherine Ashton, verurteilte das Massentodesurteil vom 28. April und sagte, die genauen Vorwürfe gegen die einzelnen Angeklagten blieben unklar, die Verfahren würden die grundlegenden Anforderungen an einen gerechten Prozess nicht erfüllen. Auch die Urteile seien unangemessen. Die EU appellierte an ägyptische Gerichte, die Angeklagten mit klaren Vorwürfen, gerecht und unabhängig durchgeführten Ermittlungen zu verurteilen. Eine betreffende Erklärung wies darauf hin, die EU sei unter allen Umständen und Bedingungen gegen Todesurteile. Die Haltung Ägyptens im Zusammenhang mit der Anpassung an das Internationale Recht sei besorgniserregend.
- Deutschland – Die deutsche Bundesregierung lehnte am 28. April angesichts der Urteile erneut die Todesstrafe als Instrument des Strafrechts kategorisch ab. Ein Sprecher des Auswärtigen Amtes sagte, die Bundesregierung vertrete diese Position offensiv gegenüber Ländern, in denen die Todesstrafe noch gelte.[348]

Bundespräsident Joachim Gauck kritisierte den Richterspruch und die ägyptische Justiz scharf. Während seines Türkei-Besuchs sagte Gauck, die Entscheidungen bereiteten ihm große Sorge. Er sprach sich für Kontakte mit den ägyptischen Interimsbehörden aus, um eine maßvollere Justiz zu ermöglichen. Gauck sagte, dass Deutschland und die EU die Todesstrafe ablehnen. Die Justiz dürfe nicht Rache nehmen, sondern müsse die Vorgaben der Rechtsstaatlichkeit achten. Denn Ägypten befinde sich aktuell in einem Transformationsprozess.
Außenminister Frank-Walter Steinmeier verlangte die Aufhebung der Massen-Todesurteile. Er sagte: „Die heute hundertfach verhängten Todesurteile sprechen allem Hohn, was wir unter rechtsstaatlichen Prinzipien verstehen“. Die ägyptischen Behörden riskierten damit „eine weitere Destabilisierung des Landes und eine Zementierung der politischen und gesellschaftlichen Spaltung im Vorfeld der für Mai geplanten Präsidentenwahlen“. Der ägyptischen Botschafter in Berlin wurde deshalb zu einem Gespräch ins Auswärtige Amt gebeten. Steinmeier äußerte die „klare Erwartung, dass die Urteile aufgehoben und den Verurteilten ein fairer Prozess ermöglicht wird“.
- Frankreich – Frankreichs Außenminister Laurent Fabius kritisierte die Todesurteile mit ungewöhnlich harten Worten. Diese Art „Schlacht-Urteile“ seien „völlig inakzeptabel“, sagte Fabius am 30. April vor französischen Abgeordneten in Paris. Frankreich werde deshalb bei der ägyptischen Regierung vorstellig werden. „Man schafft keinen gesellschaftlichen Frieden unter den Bürgern mit Massen-Exekutionen“, fügte Fabius hinzu. Friede entstehe durch Aussöhnung.[351]
- Schweden – Der schwedische Außenminister Carl Bildt nannte die Massenprozesse eine Gräueltat und erklärte: „Die Welt muss und wird reagieren.“[330]
- Türkei – Der türkische Präsident Abdullah Gül sagte in Ankara, die Urteile seien nicht hinnehmbar.[335] „Derartige Entscheidungen sind inakzeptabel für das 21. Jahrhundert. Das ist schädlich für die Zukunft Ägyptens. Doch das Land braucht Frieden und wirtschaftlichen Aufbau“, so Gül.[349][352]
- Vereinigte Staaten – Vertreter der USA verurteilten die Massenurteile, doch Sprecher der US-Regierung machten gleichzeitig deutlich, dass es wohl derzeit keine politische Intervention geben werde. Man halte trotz des Massentodesurteils auch an der Lieferung von zehn Apache-Helikoptern an Ägypten sowie der teilweisen Wiederaufnahme der Militärhilfen fest, die erst in der vorangegangenen Woche bekannt gegeben worden war.[313]

Das Weiße Haus forderte die ägyptische Regierung auf, keine weiteren Massenprozesse abzuhalten. Das Urteil setze sich über die grundgelegensten Standards des internationalen Rechts hinweg. Die politischen Führer Ägyptens müssten erkennen, dass eine Unterdrückung friedlich geäußerter, abweichender Meinungen ein Nährboden für Instabilität und Radikalisierung sei.
Das US-Außenministerium äußerte sich ähnlich wie das Weiße Haus.
US-Außenminister John Kerry führte ein Telefonat mit dem ägyptischen Außenminister Nabil Fahmi. Kerry sagte, dass Ägypten eine kritische Übergangszeit erlebt. Kerry bezeichnete die Urteile als besorgniserregend.
- Sarah Leah Whitson, eine Sprecherin der Menschenrechtsorganisation Human Rights Watch, sagte, es handele sich „möglicherweise um die größte Zahl von Todesurteilen in der jüngeren Weltgeschichte“. Das Ziel sei offenbar, bei den Gegnern der Übergangsregierung „Angst und Terror“ zu schüren.[334][348][330]
- Die Menschenrechtsgruppe Amnesty International schrieb in einer ersten Reaktion, der Prozess habe der Glaubwürdigkeit der ägyptischen Justiz „den Todesstoß versetzt“. Die Mehrheit der Angeklagten sei dem Richter gar nicht erst vorgeführt worden.[337] Mohamed Elmessiry von Amnesty International, der die Prozesse beobachtet hatte, sprach von „fehlenden Grundlagen für eine faire Verhandlung“. Diese Prozesse hätten „jegliche Glaubwürdigkeit der ägyptischen Justiz getötet“.[315] Amnesty International erklärte zudem, die Urteile hätten erneut die Willkürlichkeit der ägyptischen Justiz dargelegt und die Todesurteile müssten annulliert werden.[347] Amnesty International warnte davor, die Justiz zu einem Teil des „Unterdrückungsapparats“ zu machen.[346]

###### Deutschland
- Stefan Liebich, Außenpolitiker der Linken sagte am 28. April, die Urteile seien „beredtes Zeugnis dafür, dass drei Jahre nach der Revolution Rechtsstaatlichkeit und Demokratie in Ägypten nichts gelten“.[317]
- Der ehemalige Menschenrechtsbeauftragte der Bundesregierung, Markus Löning (FDP) verurteilte die Todesurteile und forderte ihre Aufhebung. Er sagte am 30. April: „Die Verhängung von Todesstrafen gegen Hunderte von Ägyptern verletzt rechtsstaatliche Prinzipien und ist ein weiterer schwerer Rückschlag für die politische Entwicklung. Mit großer Sorge sehen wir Liberale das harte Vorgehen der ägyptischen Behörden gegen die Muslimbrüder und ihre Anhänger“. Die Urteile seien unter „skandalösen Umständen“ zustande gekommen und müssten aufgehoben werden. „Es drängt sich der Eindruck von Rache am politischen Gegner durch eine gelenkte Justiz auf“, so Löning weiter.[353]

###### Einzel- und Pressestimmen
- Nach Ansicht des Rechtsexperten und Leiters des arabischen Instituts für die Unabhängigkeit der Justiz, Nasser Amin, handelte der Justizapparat nach der Revolte von 2011 noch immer mit der gleichen Mentalität wie unter Mubarak: „Der Justizapparat [...] ist völlig unverändert geblieben. Es herrschen immer noch die gleichen Methoden und es sitzen immer noch dieselben Personen in Schlüsselpositionen wie in der Ära Mubarak.“ Zwar handelten viele Richter seiner Ansicht nach durchaus unabhängig, doch könnten sie erst aktiv werden, wenn Anklagen vorliegen, die gerade bei Massenverfahren oder politischen Prozessen von Staatsanwälten vorbereitet würden. Die Staatsanwaltschaften nutze der Staat aber für politisch motivierte Prozesse aus: „Die Staatsanwaltschaften unterliegen in Ägypten direkt dem Justizministerium und somit der Regierung und sind in gewisser Hinsicht weisungsgebunden“. Diese Lücke werde zur Zeit des Kabinetts Mahlab massiv ausgenutzt, um die Muslimbruderschaft als politischen Gegner auszuschalten. „In dieser Chaosphase“, so Amin weiter, „werden die Zuständigkeiten durcheinandergebracht wie nie zuvor. Richter denken, sie müssen für Sicherheit sorgen, und Polizisten denken, sie müssen Gerechtigkeit herstellen, und können Menschen auf der Straße erschießen, weil sie diese für schuldig halten.“ Zudem würden Vertreter der ägyptischen Justiz selten mit der Presse kommunizieren. Daher bleiben viele Umstände sowie Urteilsbegründungen und vor allem die Beweislage unklar. In Ägypten habe die Staatsanwaltschaft ein Monopol auf die Beweisführung, was einen großen Raum für Manipulationen zulasse.[225]
- Michelle Dunne vom Carnegie Endowment for International Peace in Washington erklärte, dass sich das Gericht in Minya frappierenderweise offenbar nicht einmal die Mühe mache, plausible Fälle zu konstruieren.[340][310]
- Guido Steinberg von der Stiftung Wissenschaft und Politik (SWP) schätzte die Massentodesurteile vom 28. April als „Drohgebärden an die Opposition“ ein. Damit werde „versucht, jegliche Proteste mundtot zu machen“. Es könne „nicht mehr von einer unabhängigen Justiz“ gesprochen werden. Die in der Vergangenheit zwar nie freie, aber doch zumindest in den Verfahren unabhängige Justiz sei nun „politisch gesteuert“. In Anbetracht der Aufstellung der ägyptische Führung sei es durchaus zu „befürchten, dass einige Oppositionelle hingerichtet werden“. Steinberg hob hervor, dass die Demokratiebewegung 6. April nicht nur an der Revolution, sondern auch an den Protesten beteiligt war, die dann zum Staatsstreich des Militärs im Juli 2013 geführt haben, weshalb ihr Verbot am 28. April sehr deutlich zeige, „dass hier jegliche Opposition beseitigt werden soll. Das Land ist jetzt schon eine Militärdiktatur, und es wird von Tag zu Tag autoritärer.“ Der Einfluss des Westens sei gering, da das Regime in Ägypten seine Unterstützung aus den Vereinigten Arabischen Emiraten, aus Kuwait und auch aus Saudi-Arabien erhalte und diese Unterstützer „keinen Wert auf eine Demokratisierung“ legen würden. Dennoch denke er, „dass es mittlerweile an der Zeit ist, sich hier doch sehr viel deutlicher zu äußern“ und auch Maßnahmen gegen das ägyptische Regime zu ergreifen, das noch immer eine „beträchtliche Unterstützung aus Deutschland und aus der EU“ erhalte. „Ein solch brutales Regime sollte tatsächlich nicht von uns unterstützt werden“, forderte Steinberg.[354]
- Stefan Roll, Ägypten-Experte der SWP, schätzte das Urteil als radikalisierend ein: „Dieses Urteil führt zu weiteren Radikalisierungen.“ Die Regierung wolle die politischen Gegner entmenschlichen, so Roll weiter. „Sie werden nur noch als ‚Terroristen‘ oder ‚Mörder‘ bezeichnet.“ Es sei, so Roll, bereits „ein Radikalisierungsprozess erkennbar“. „Die Zahl der Anschläge steigt. Oft sind es Billigsprengsätze, die in irgendwelchen Wohnzimmern zusammen geschustert werden.“ Viele Menschen seien erzürnt auf den Polizei- und Sicherheitsapparat und verschafften sich so Gehör. Für eine Beteiligung der Muslimbruderschaft als Organisation an Terrorakten gebe es hingegen keine eindeutigen Beweise, so Roll: „Außerdem ist es vollkommen ausgeschlossen, dass das Gericht in der Kürze der Zeit ein fundiertes Urteil hätte sprechen können.“[355] Roll warnte, er beobachte in Bezug auf die Massentodesurteile in Ägypten einen „Abstumpfungseffekt auch im westlichen Ausland“, den es aber nicht geben dürfe. Er kritisierte, die Reaktionen auch aus westlichen Regierungen hätten „viel massiver“ sein müssen. Die offiziellen Erklärungen aus Ägypten, dass es sich bei den Prozessen um rechtsstaatliche Verfahren handeln würde und sich die ägyptische Führung nicht in Justizangelegenheiten einmischen wolle, dürften nicht lapidar hingenommen werden.[356] Sie entbehrten jeder Grundlage,[356] da es sich bei dem gegenwärtigen ägyptischen System um keinen Rechtsstaat handle.[356][306] Das am selben Tag ergangene Verbot der Jugendbewegung des 6. April zeige zudem, dass sich die Situation auch für das liberale Lager in Ägypten verschärft habt und das Regime auch eindeutig gegen Opposition im säkularen Spektrum vorgehe.[356][306]
- Der prominente Publizist und erklärte Befürworter des ägyptischen Putsches unter Sisi, Hamed Abdel-Samad, bezeichnete dagegen die Muslimbrüder nach dem Massentodesurteil vom 28. April erneut als Terroristen und behauptete, die Muslimbrüder seien Verbrecher, die Anschläge auf Kirchen, Touristengebiete und Polizeistationen ausführen würden und lebenslange Haftstrafen verdient hätten: „Lebenslänglich wäre gerechtfertigt, denn das sind ja Verbrecher. Sie führen Terroranschläge gegen Kirchen, Polizeistationen oder auf Tourismus-Hochburgen durch.“ Das Massentodesurteil lehnte er dagegen ab und bezeichnete es als „ein Justizmassaker und kein rechtsstaatliches Urteil“. Es festige die „Opferrolle der Bruderschaft“. Für die Destabilisierung Ägyptens erklärte Abdel-Samad ebenfalls die Muslimbrüder verantwortlich. Die Armee habe zwar die Kontrolle über alle Institutionen mit Zugang zu Geheimdienst, Polizei und Ministerien, doch fehle ihr die Kontrolle über das Land. Das harte Urteil erklärte Abdel-Samad damit, dass es eine „Basis für Verhandlungen mit den Muslimbrüdern“ schaffen solle, während „die Regierung [...] die Gewaltaktionen unterbinden“ wolle.[355]
- Der Auslandskorrespondent Karim El-Gawhary kommentierte das seinen Worten nach „eiserne“ Vorgehen der ägyptischen Justiz gegen „die Islamisten“ und das Verbot der Bewegung des 6. April unter dem Vorwurf der Imageschädigung Ägyptens mit einem Hinweis auf die Einseitigkeit der Strafverfolgung in Ägypten „zugunsten der herrschenden Kaste und des Sicherheitsapparates“[357], bei der Militär und Polizei für ihre Taten unbehelligt blieben: „Eigentlich gehört die ägyptische Justiz selbst auf die Anklagebank. Denn sie ist auf dem Auge der Herrscher und des Sicherheitsapparats vollkommen blind. So hat sich bis heute kein Gericht mit der blutigen Auflösung der Protestlager beschäftigt, die die Randale in Oberägypten erst ausgelöst hatte. Dabei kamen nach offiziellen Angaben 623, nach anderen Berichten aber weit über tausend Menschen ums Leben. Auch für die 840 Toten des Aufstands gegen Mubarak wurde niemand zur Rechenschaft gezogen.“[358][307][357] „Nur drei kleine Polizeibeamte erhielten geringe Strafen,“ so El-Gawhary weiter, „183 Polizeioffiziere wurden freigesprochen. Der Prozess gegen Mubarak selbst zieht sich seit drei Jahren hin.“[307] Nach einem ursprünglichen Urteil, das Mubarak zu lebenslanger Haft verurteilt hatte, sei das Verfahren erneut aufgerollt worden.[357] Demgegenüber gehe die Justiz gegen Aktivisten der »Bewegung 6. April« und gegen Studenten vor:[307] „Die Tahrir-Aktivisten der 6.-April-Bewegung wiederum wurden wegen des Verstoßes gegen das restriktive Demonstrationsgesetz verurteilt. Selbst Journalisten wurden wegen angeblicher Kontakte zur Muslimbruderschaft vor Gericht gezerrt. Nach gewalttätigen Auseinandersetzungen an der Universität wanderten Studenten 17 Jahre ins Gefängnis. 21 junge Frauen aus Alexandria, darunter sieben Minderjährige, wurden im November letzten Jahres bis zu elf Jahren Gefängnis verurteilt, weil sie an einer Demonstration für den vom Militär gestürzten Präsidenten Mohammed Mursi teilgenommen hatten.“[357][358] Die Abmilderung der Urteile in Berufungsverfahren folge einem Prinzip, bei dem die Justiz in erster Instanz eine politische Botschaft aussende und erst in zweiter Instanz rechtsstaatliche Mechanismen aktiviere. Die ägyptische Justiz, die treibende Kraft für den Sturz Mursis durch das Militär gewesen sei und der die neue Verfassung nach dem Militärputsch das Recht gegeben habe, Schlüsselpositionen selbst zu besetzen, habe sich klar auf die Seite des Militärregimes gestellt, obwohl sie gerade in einer politisch polarisierten Lage als neutraler Rechtssprecher fungieren müsste.[357]
- Oliver Eberhardt erklärte im Neuen Deutschland die Reaktion der USA, ihre Militärhilfen für Ägypten trotz des Massentodesurteils teilweise wieder aufnehmen zu wollen, damit, dass für die USA im Verhältnis zu Ägypten geopolitische Erwägungen im Vordergrund stünden. Da Ägyptens Fluggerätschaften nahezu vollständig von US-Unternehmen gewartet würden, stehe in Ägypten nicht das notwendige Know-how zur Verfügung. Ohne Wiederaufnahme der militärischen Zusammenarbeit wäre die ägyptische Luftwaffe, die auch teilweise zur Niederschlagung von Massenprotesten eingesetzt werde, demnach in Kürze nicht mehr einsatzfähig gewesen. Ein Ausfall der ägyptischen Luftwaffe hätte aber wiederum Israel Probleme bereitet, dass die Sicherheitslage auf der Sinai-Halbinsel mit Sorge betrachte.[313]

#### Weitere Massenprozesse (Minya)
Vor der Bekanntgabe der Präsidentschaftskandidatur Sisis vom 26. März 2014 ordnete der Generalstaatsanwaltschaft von Ägypten zwei neue Massenprozesse gegen mutmaßlich islamistische Personen an. In den zwei angeblich in Minya stattfindenden Prozessen sollen mehr als 900 Anhänger der Muslimbruderschaft vor Gericht gestellt werden. Unter den Beschuldigten soll in beiden Fällen der Vorsitzende der Muslimbruderschaft, Mohammed Badie, sein. Der Termin für den Prozessbeginn wurde zunächst nicht bekannt gegeben. Mit der Ankündigung vom 26. März stieg die Zahl der Angeklagten in Minya auf mehr als 2000, verteilt auf vier Verfahren, einschließlich des Gerichtsverfahrens, in dem am 24. März das Massentodesurteil bekannt gegeben wurde. Angaben aus Justizkreisen zufolge soll den beiden neuen Prozessen derselbe Richter vorsitzen, der die Todesurteile am 24. März verhängt hatte.
- Im ersten der beiden neuen Verfahren (mit 715 Angeklagten) geht es um den Vorwurf, die Angeklagten hätten bei Angriffen auf staatliche Einrichtungen am 14. August 2013 sechs Menschen getötet. Zudem werde ihnen der versuchte Mord von 51 weiteren zur Last gelegt.[269]
- Im zweiten Verfahren (mit 204 Angeklagten) sollen sich die Beschuldigten wegen des Vorwurfs der Anstachelung zur Gewalt verantworten.[269]

#### Al-Jazeera-Prozess/„Marriott-Zelle“ (Kairo)
Der zur Zeit der Übergangsregierung des Kabinetts Beblawi Mitte Februar begonnene Prozess gegen 20 Al-Jazeera-Mitarbeiter entwickelte sich im März 2014 zunehmend zu einer Belastung für die militärgestützte Übergangsregierung. Der vieldiskutierte Fall mit den 20 Angeklagten hatte einen weltweiten Aufschrei ausgelöst und Ängste eines scharfen Vorgehens der vom Militär installierten Behörden gegen die Presse geschürt. Institutionen wie das Weiße Haus, die Europäische Union und die UNO forderten die Freilassung der Männer und die Wahrung der Pressefreiheit.

##### Weiterer Ablauf

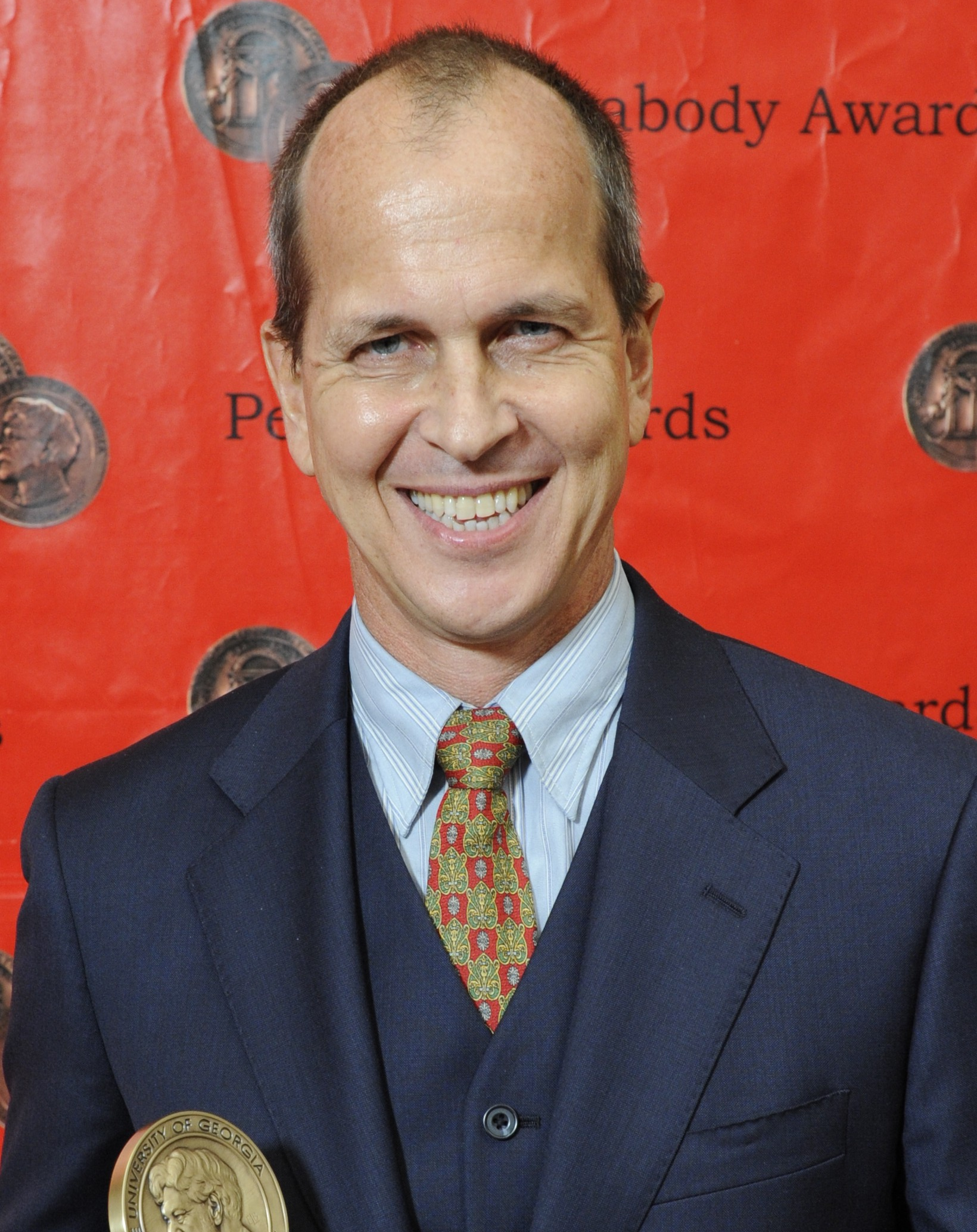
Der im Dezember 2013 inhaftierte australische Al-Jazeera-Korrespondent Peter Greste

Am 24. März 2014 wurden weltweit Bilder aus dem Al-Jazeera-Prozess (gegen die angebliche „Marriott-Zelle“) bei ihrem dritten Erscheinen vor Gericht gezeigt, auf denen die drei an diesem Prozesstag in Kairo in Handschellen in den Angeklagtenkäfig des Gerichtssaales vorgeführten Journalisten vom englischsprachigen Al-Jazeera-Kanal Jazeera International zu sehen waren (der australische Korrespondent Peter Greste, der kanadisch-ägyptische Bürochef Mohammed Fahmi und der ägyptische Produzent Baher Mohammed). Die Bilder zeigten, wie ihnen die Anklageschrift vorgetragen wurde, in der ihnen Fälschung von Nachrichten und Unterstützung und Mitgliedschaft in einer „Terrororganisation“ vorgeworfen wurde, weil sie Kontakte zur vom militärgestützten Regime als „Terrororganisation“ eingestuften Muslimbruderschaft gehabt hatten.
Kurz vor dem Prozesstag des 24. März wandte sich der ägyptische Interimspräsident Adli Mansur in einem Brief an die Familie des prominentesten Angeklagten, des Australiers Peter Greste gewandt, in dem er schrieb: „Ohne in Frage stellen zu wollen, dass ihm unter der unabhängigen Justiz seine vollen Rechte garantiert werden, möchte ich Ihnen versichern, dass ich in meiner Eigenschaft als Präsident alles tun werde, dem Prozess zu einem schnellen Ende zu verhelfen. Im Einklang mit dem Gesetz soll es zu einer baldigen Wiederzusammenführung der Familie kommen.“ Mansur unterschrieb den Brief sowohl als „Präsident“, als auch unter Verwendung der Bezeichnung „Justizchef“, was auf seine Position als Kopf des Obersten Verfassungsgerichts als höchste Justizbehörde im Land anspielte. Auch an Mohammed Fahmi schrieb Mansur persönlich einen Brief mit dem Versprechen eines freien und zügigen Verfahrens. Beobachter werteten die Aktion Mansur als Versuch der Schadensbegrenzung. Trotz des „offensichtlich politisierten Prozesses“ (Julia Gerlach/Frankfurter Rundschau) könne der Interimspräsident aufgrund der offiziell unabhängigen Justiz in Ägypten erst nach Urteilsverkündung eingreifen und die Verurteilten begnadigen. Ägyptische Journalisten kritisieren zudem, dass Mansur nur den Angehörigen des australischen Angeklagten Greste schrieb, nicht aber denen der ägyptischen Angeklagten. Sie äußerten die Sorge, dass die Übergangsregierung bereit sein könnte, eine Lösung im Fall Greste zu finden, um den internationalen Druck abzuschwächen, um sich dann jedoch nicht für die ägyptischen Journalisten einzusetzen.
Am 24. März 2014, dem gleichen Tag, an dem in Minya das Massentodesurteil über 529 Menschen ausgesprochen wurde, hörte das Gericht in Kairo im Al-Jazeera-Prozess einige Ermittler als Zeugen an, die Peter Greste, Mohammed Fahmi und Baher Mohammed Ende 2013 in Kairo verhaftet hatten. In einer Verhandlungspause wandte sich Greste aus dem Anklagekäfig an die anwesenden Journalisten und sagte, er und seine mitangeklagten Kollegen hätten in den vergangenen Tagen erstmals Zeitungen und Zeitschriften zum Lesen erhalten: „Wir glauben, dass wir das dem Druck der Öffentlichkeit zu verdanken haben.“ Im Fall eines Schuldspruchs drohten Greste bis zu sieben Jahren Haft. Eine Freilassung der Angeklagten gegen Zahlung einer Kaution lehnte das Gericht zum wiederholten Male ab. Das Verfahren gegen Peter Greste, Mohamed Fahmi und Baher Mohammed, die zu diesem Zeitpunkt seit 86 Tagen inhaftiert waren, wurde am 24. März auf den 31. März verschoben.
In vielen Städten kam es daraufhin zu Demonstrationen vor ägyptischen Botschaften. Während der internationale Druck stieg, wurde auch aus Kreisen der Übergangsregierung Kritik an dem Prozess laut. In einem Interview mit der britischen BBC nannte der Minister für Handel, Munir Fakri Abdel Nour, das Verfahren „den Fehler schlechthin“. Der für den arabischsprachigen Al-Jazeera-Kanal arbeitende Abdullah al-Shami war zu diesem Zeitpunkt bereits seit mehr als sechs Monaten in Haft, ohne angeklagt worden zu sein, und befand sich laut Al Jazeera seit dem 23. Januar im Hungerstreik. Gegen die meisten Angeklagten wurde in Abwesenheit verhandelt.
Die Verhandlung am 31. März 2014 war mit besonderer Spannung erwartet worden, nachdem Interimspräsident Mansur den Familien von Greste und Fahmiin der vorangegangenen Woche versprochen hatte, sich für eine schnelle Lösung des Falls einzusetzen und nachdem angekündigt worden war, dass die Staatsanwaltschaft endlich Beweismaterial präsentieren werde. Doch legte die Staatsanwaltschaft in Kairo auch bei der vierten Verhandlung am 31. März wiederum keine Beweis dafür vor, dass die Angeklagten Mitglieder in der Muslimbruderschaft sind, und Filmmaterial gefälscht haben, um die Situation in Ägypten als chaotisch und von Gewalt bestimmt zu zeichnen.
Ein Polizeibeamter, der das entsprechende Video als Beleg für die Fälschung von Nachrichten durch Al-Jazeera vorlegen sollte, erschien auch an diesem vierten Prozesstag in Folge nicht. Das Gericht ordnete daraufhin ein Ermittlungsverfahren gegen den Polizisten an. Auch sonst blieb die Verhandlung ergebnislos.
Peter Greste und die anderen Angeklagten nutzten den Verhandlungstag zu einem Plädoyer in eigener Sache. Greste sagte: „Ich bin ein Journalist mit 30 Jahren Berufserfahrung und erst zwei Wochen vor meiner Festnahme in Ägypten gelandet“. Die Idee, er wäre mit der Muslimbruderschaft verbunden, sei „grotesk“, sagte Greste weiter. Der Richter Mohammed Nagi Schahata lehnte die Erlassung der Angeklagten aus der Untersuchungshaft gegen Zahlung einer Kaution jedoch ab. In einem anderen Teil des Prozesses ging es um die Beschwerde dreier Journalisten des arabischen Senders von Al-Jazeera, bei der Verhaftung gefoltert worden zu sein. Anwalt Schaaban Said monierte gegenüber dem Richter, dass die gleiche Behörde, das Innenministerium, das auch die Folter an den Angeklagten angeordnet habe, bei dem laufenden Prozess mit der medizinischen Untersuchung beauftragt wurde. Der Prozess wurde am 31. März auf den 10. April vertagt. Bis zu diesem Termin sollten auch die Foltervorwürfe geklärt werden, die einige Angeklagte erhoben hatten.
Am 3. Mai 2014 lief der Prozess gegen die fünf Al-Jazeera-Journalisten und 15 weitere Angeklagte weiter. Der renommierte angeklagte Journalist Greste sprach von einer „massiven Ungerechtigkeit“. Es sei eine „klare Botschaft“, dass die Angeklagten am Welttag für die Pressefreiheit vor Gericht erscheinen müssten. Der Prozess gegen die Mitarbeiter des englischsprachigen Senders Al-Jazeera International wurde auf den 15. Mai 2014 vertagt.

##### Reaktionen und Bewertungen

###### Institutionen
- Das Committee to Protect Journalists (CPJ) stufte Ägypten auf Platz drei der Länder ein, in denen im Jahr 2013 Lebensgefahr für Journalisten herrschte.[360] Das CPJ wies in Verbindung mit dem Prozess gegen die 20 Al-Jazeera-Mitarbeiter darauf hin, dass die ägyptischen Behörden nach ihren Recherchen häufig gesetzliche Schikane und willkürliche Verhaftungen als Mittel einsetzten, um kritische Journalisten ruhig zu stellen.[141]

###### Einzelstimmen
- In einem Interview der CNN-Journalistin Christiane Amanpour mit dem Vorsitzenden des ägyptischen State Information Services Salah Abdel Sadek bezeichnete die Anklagen gegen die seit drei Monaten in Haft sitzenden AL-Jazeera-Mitarbeiter als wohlbekannt „politisch vorgeschobeene Anklagen“, ohne dass klare Anklagen vorlägen und ohne, dass auch nur der „Ansatz eines Beweises“ vor Gericht vorgelegt worden wäre. Ägypten zeige fortgesetzte Spaltungen und strebe anhaltend auf eine autoritäre Diktatur zu, wie sie seit der Ära Nassers nicht mehr existiert habe.[264][367]
- Die Korrespondentin Julia Gerlach äußerte die Vermutung, der Al-Jazeera-Prozess und die Bilder Grestes im Abgelagten-Käfig dienten dem Regime zur drohenden Einschüchterung ausländischer Journalisten, denen durch das Verfahren „unmissverständlich mitgeteilt“ werde, „dass sie mit Konsequenzen rechnen müssen, wenn sie weiterhin mit Mitgliedern der Muslimbruderschaft Interviews führen“.[359] Trotz der widrigen Umstände wertete Gerlach die Lage von Greste und Fahmi als „vergleichsweise privilegierten Position“, da ihnen zumindest ein Prozess gemacht werde und sie internationale Aufmerksamkeit erhielten. Weniger prominente ägyptischen Journalisten seien bereits weit länger in Haft, ohne dass je formell Anklage erhoben worden sei wie beispielsweise der für die türkische Nachrichtenagentur Anadolu-Press arbeitende Fotograf Mahmoud Abu Zaid, der im August 2013 bei der Räumung der Protestlager der Mursi-Anhänger verhaftet wurde. Wiederum weit schlechter sei die Situation für die dem sogenannten „Kontrollraum-Verfahren“. Seit dem Massentodesurteil vom 24. März in Minya habe sich panikartige Stimmung ausgebreitet, angesichts derer der weitaus größte Teil der Anwälte einschließlich der Journalistengewerkschaft nicht bereit seien, einen solchen Fall zu übernehmen.[362]

#### Kontrollraum-Prozess (Kairo)
In dem am 1. April 2014 vor einem Gericht in Kairo beginnenden „Kontrollraum-Verfahren“ werden zahlreiche führende Muslimbrüder der jüngeren Generation angeklagt, von denen viele Top-Kader der Muslimbruderschaft als Eltern haben. Anklagegegenstand ist ihre Rolle während der Zeit der Antiputsch-Protestcamps im Sommer 2013 und inwieweit sie an der Anstiftung ihrer Anhänger zu Gewalttaten und Versorgung mit Waffen beteiligt sind. Am Tag der Zerschlagung der Pro-Mursi-Sitins und der Tötung von Hunderten oder über 1000 Demonstranten durch die Sicherheitskräfte kam es landesweit zu heftigen Auseinandersetzungen. Polizeiwachen und über 40 Kirchen wurden ernsthaft beschädigt.
Zusammen mit den mutmaßlichen Führern werden auch mehrere junge Journalisten vor Gericht gestellt, die für islamistische Medien arbeiteten und sich im Medienzentrum des Protestcamps engagiert hatten.
Am 1. April 2014 wurde das Gerichtsverfahren gegen den Vorsitzenden der Muslimbrüder, Mohammed Badie, von Zusammenstößen zwischen Polizei und studierenden Islamisten begleitet. Medienangaben zufolge wurden in Asyut 45 Menschen verletzt. Massenproteste brachen auch in Kairo, Alexandria und Mansura aus.

#### Mögliche Massenprozesse gegen Al-Azhar-Studenten
Am 13. April 2014 überwies die Staatsanwaltschaft des Kairoer Stadtteils Nasr-City die Fälle von 300 Studenten der islamischen Al-Azhar-Universität an ein Kairoer Strafgericht, um Klagen prüfen zu lassen. Die Studenten wurden beschuldigt, sich zwischen Oktober 2013 und März 2014 an Protestaktionen von Anhängern des vom Militär gestürzten Präsidenten Mohammed Mursi beteiligt zu haben. Dabei war es mehrfach zu gewaltsamen Zusammenstößen mit der Polizei gekommen. Nach Angaben aus Justizkreisen handele es sich um 16 verschiedene Verfahren. Den Studenten werde unter anderem Widerstand gegen Angehörige der Sicherheitskräfte vorgeworfen.

#### Massenprozesse zu den Ereignissen am „3. Jahrestag der Revolution“
Im April 2014 kündigte die Staatsanwaltschaft im Abdien-Viertel die Anklage von 220 Demonstranten, die am 25. Januar bei Straßenkämpfen am „3. Jahrestag der Revolution“ festgenommen worden seien, vor einem Strafgericht an. Die Demonstranten wurden unter anderem des unerlaubten Waffenbesitzes beschuldigt. Unter ihnen befanden sich sowohl Islamisten, als auch linke Revolutionsaktivisten, die am „3. Jahrestag der Revolution“ getrennt voneinander gegen die militärgestützte Übergangsregierung protestiert hatten.

#### Mehrjährige Massenhaftstrafen zu den Ereignissen am 40. Jahrestag des Jom-Kippur-Krieges
Am 16. April verurteilte ein Kairoer Gericht etwa 140 Anhänger der Muslimbruderschaft zu mehrjährigen Haftstrafen. 120 von ihnen wurden zu jeweils drei Jahren Gefängnis verurteilt. Nach Angaben aus Justizkreisen stand das Urteil in Zusammenhang mit Protesten am 6. Oktober 2013 gegen den Sturz des Präsidenten Mohammed Morsi durch das Militär. Den Angeklagten wurde die Teilnahme an den Protestaktionen als Rowdytum und rechtswidrige Versammlung vorgeworfen. Sechs der Angeklagten wurden freigesprochen.
Schon vor dem 6. Oktober 2013 hatte die ägyptische Übergangsregierung die den Muslimbrüdern nahestehende Partei als bis zum Jahr 2013 am besten organisierte politische Partei verboten, mindestens Hunderte ihrer Anhänger getötet und die überlebenden Anhänger damit in den Untergrund gedrängt.
Zum 6. Oktober hatten die Muslimbrüder zu Kundgebungen aufgerufen, um gegen den Militärputsch vom 3. Juli 2013 zu demonstrieren. Nach den Angaben einer Gruppe von 13 internationalen und ägyptischen Menschenrechtsorganisationen, darunter Amnesty International und Human Rights Watch, hatte es sich bei der Zerschlagung der Kundgebungen am 6. Oktober um die mindestens fünfte Massentötung von Demonstranten durch Sicherheitskräfte nach dem Putsch vom 3. Juli 2013 gehandelt, wobei allein am 6. Oktober mindestens 57 Demonstranten getötet wurden. Laut Angaben der Nachrichtenagentur AFP sollen die Verurteilungen in Zusammenhang mit Straßenschlachten zwischen Islamisten, Sicherheitskräften und Gegnern Mursis stehen, bei denen im Oktober 2013 in Kairo 24 Menschen getötet worden seien.

#### Mehrjährige Haftstrafen für Mursi-Unterstützer zu Protesten vom Februar 2014
Am 20. April 2014 wurden in Kairo erneut 30 Angeklagte zu jeweils dreieinhalb Jahren Haft verurteilt. Sie wurden der Teilnahme an gewaltsamen Pro-Mursi-Protesten im Februar 2014 beschuldigt. Das Gericht befand sie gewalttätiger Krawalle, Behinderung des Verkehrs sowie Mitgliedschaft in einer terroristischen Vereinigung für schuldig.

#### Langjährige Haftstrafen für 13 Mursi-Unterstützer
Am 26. April 2014 wurden in Kairo erneut 13 angebliche Anhänger des gestürzten Präsidenten Mohammed Mursi mit mehrjährigen Freiheitsstrafen belegt. Die Angeklagten wurden der „Unruhestiftung, Sabotage und Verstöße gegen die öffentliche Ordnung“ für schuldig befunden und zu Strafen von fünf bis 88 Jahren verurteilt. Sie sollen sich gewalttätiger Proteste in den Städten Samalut und Minya schuldig gemacht haben, die sich gegen die blutige Niederschlagung der Pro-Mursi-Demonstrationen in Kairo am 14. August 2013 richteten.
Fünf von ihnen waren bei der Urteilsverkündung nicht anwesend. Gegen die Urteile war noch Berufung möglich.

#### Mehrjährige Haftstrafen für Mursi-Unterstützer zu Protesten vom August 2013 in Minya
Am 27. April 2014 belegte der umstrittene Richter Said Yussef Sabri erneut 42 angebliche Anhänger des gestürzten Präsidenten Mohammed Mursi mit langjährigen Strafen von jeweils drei bis 15 Jahren Haft. Die Urteile wurden mit Gewalttaten während der blutigen Unruhen in der südlichen Stadt Minya im Sommer 2013 begründet. Die Proteste im August 2013 hatten sich gegen die blutige Auflösung zweier Pro-Mursi-Lager in Kairo am 14. August 2013 durch die Sicherheitskräfte des Militärregimes gerichtet.

#### Langjährige Massenhaftstrafen zu Protesten vom Juli 2013
Ein Strafgericht in Kairo verurteilte Anfang Mai in einem erneuten Massenprozess gegen angebliche Anhänger des gestürzten Präsidenten Mursi 104 Angeklagte zu langjährigen Haftstrafen. Die Beschuldigten sollen sich nach dem Sturz des Präsidenten Mohammed Mursi im Juli 2013 an blutigen Krawallen beteiligt haben.
102 der Angeklagten wurden zu zehn Jahren Haft verurteilt. Ihnen waren Gewalttaten bei Protesten vorgeworfen worden. Das Gericht soll sie im Zusammenhang mit tödlichen Zusammenstößen zwischen Sicherheitskräften und Mitgliedern der Muslimbrüder im Juli 2013 schuldig gesprochen haben.
Zwei weitere Angeklagte wurden in dem Schnellverfahren zu sieben Jahren Gefängnis verurteilt.
Von den beschuldigten Mursi-Anhängern sollen nach Angaben aus Justizkreisen lediglich 35 vor Gericht erschienen sein. Die meisten seien in Abwesenheit verurteilt worden. Die Entscheidung war noch nicht rechtskräftig.

#### Verbot derBewegung des 6. April

##### Prozess und Urteilsbegründung
Ein Schnellgericht in Kairo verbot am 28. April 2014 oppositionellen Jugendbewegung 6. April, eine der führenden Protestgruppen der Revolte von 2011. Der als pro-demokratisch, säkular, liberal und progressiv geltenden Organisation wurden sämtliche Aktivitäten gerichtlich untersagt. Das Gericht entschied zudem, die Leitstellen der Bewegung zu schließen. Das Urteil aus Kairo wurde wenige Stunden nach dem Massentodesurteil in Minya bekannt.
Das Gericht befand die Organisation für schuldig, den ägyptischen Staat diffamiert und illegale Kontakte zu Ausländern unterhalten zu haben. Die Aktivisten der Gruppe sollen demnach mit ausländischen Parteien zusammengearbeitet und sich nach Angaben der Justizbehörden der Spionage und Verleumdung des ägyptischen Staates schuldig gemacht haben. Als Hauptbeweismaterial für die in der Urteilsbegründung angegebenen Vorwürfe gegen die Gruppe, das Ansehen Ägyptens im Ausland geschädigt und für fremde Mächte spioniert zu haben, dienten Mitschnitte von Telefonaten der Aktivisten, die ein Mubarak-naher TV-Moderator wenige Zeit zuvor gesendet hatte. Da er sich diese illegal beschafft hatte, wurde er für seine Sendung scharf kritisiert. Dasselbe Gericht hatte bereits im Jahr 2013 die Muslimbruderschaft für illegal erklärt.

##### Politische Positionen der Gruppe
Die aus dem linken Spektrum stammende Bewegung 6. April war im März 2008 als Unterstützungsbewegung für einen Streik von Textilarbeitern in der Industriestadt Mahalla al-Kubra entstanden, der am 6. April 2008 stattfand. Über Facebook schlossen sich Zehntausende Ägypter der Gruppe an.
Die Anführer der Gruppe mobilisierten diese Anhängerschaft dann im Januar 2011 für die Proteste gegen den damaligen Staatspräsidenten Husni Mubarak. Nach dem Sturz Mubaraks im Februar 2011, an dem die Gruppe als maßgeblich beteiligt gilt, wurde sie noch im gleichen Jahr für den Friedensnobelpreis nominiert. Die Aktivisten galten nach dem Sturz Mubaraks als Helden der Nation und die Generäle, die das Land daraufhin regierten, berieten sich mit den Aktivisten. Die gute Beziehungen zum Militär blieben jedoch nicht von Dauer. Die Aktivisten kritisierten die Militärführung, welche wiederum gegen die Aktivisten hetzte. Die Aktivisten wurden beschuldigt, Agenten des Auslands zu sein.
Als bei den ersten freien Wahlen Ägyptens 2012 Mohammed Mursi 2012 zum Präsidenten gewählt wurde, unterstützte ihn die Bewegung 6. April zunächst.
Kurz darauf spielte die Bewegung 6. April jedoch auch bei dem von ihnen als „zweiten Revolution“ genannten Militärputsch im Sommer 2013 gegen die gewählte Regierung eine wichtige Rolle. Ein Großteil der Bewegung 6. April unterstützte 2013 die Tamarod-Kampagne, die für den Sturz des Mursis propagierte. Nach dem Sturz Mursis durch das Militär am 3. Juli durch den Militärchef Sisi stand Ahmed Maher, einer der Gründer der Bewegung 6. April, hinter dem Putschistenführer. Auch die als Mitbegründerin der Jugendbewegung des 6. April 2011 unter anderem für die Förderung von Gewaltlosigkeit der Proteste für den Friedensnobelpreis nominierte Israa Abdel Fattah rechtfertigte die Tötung der von ihr als Terroristen verunglimpften Pro-Mursi-Demonstranten durch das Militär.
Später bezeichnete Maher die Proteste gegen die Regierung unter Mursi als großen Fehler. Über das Militärregime unter Sisi sagte Maher: „Das brutale Regime ist zurück“. Schließlich kam es auch zu Protesten der Gruppe gegen die nach Mursis Sturz im Juli 2013 vom Militär eingesetzte Übergangsregierung. Unter anderem kritisierte die in westlichen Medien als Demokratiebewegung bezeichnete Gruppe des 6. April die Armee inzwischen für ihr brutales Vorgehen gegen Mursi-Anhänger. Die Regierung ging in der Folge mit zunehmender Härte gegen die Aktivisten vor. Als die militärgestützte Übergangsregierung im November 2013 ein sehr restriktives Demonstrationsgesetz erließ, riefen Aktivisten des 6. April zum Widerstand dagegen auf. Viele wurden verhaftet und Maher sowie mehrere andere führende Aktivisten wie Mohamed Adel, ein weiteres Führungs- und Gründungsmitglied der Bewegung 6. April, wurden am 22. Dezember wegen nicht genehmigter Proteste gegen das Militär unter der Führung von Sisi zu drei Jahren Gefängnis verurteilt worden. Eine Begnadigung der Aktivisten hatte Übergangspräsident Adli Mansur abgelehnt. In def Folge trat die Bewegung 6. April kaum in Erscheinung. Ab und zu rief sie noch Menschen zu Demonstrationen auf. Erst am 26. April 2014 protestierten mehrere Tausend vor dem Präsidentenpalast.

##### Reaktionen und Wertungen
- Khaled Al-Masri, der Mediendirektor der Bewegung 6. April, sprach von einer „schwarzen Ära für die ägyptische Justiz“ und kündigte an, die Gruppe werde gegen das Urteil in Berufung gehen. Er erwiderte auf den Gerichtsentscheid, die Bewegung 6. April verfüge über keine Leitstellen. Es handle sich bei der Bewegung 6. April nicht um Forme, sondern um eine Idee, deren Träger nicht daran gehindert werden könnten, sich an verschiedenen Orten zu versammeln.[383] Auf Facebook erklärte die Bewegung: „Wie will der Richter uns verbieten, wenn wir gar keine Organisation sind? Wir sind eine Bewegung, eine Idee, und uns kann man nicht verbieten“. Auch bei der Umsetzung der Anordnung, die Büros der Bewegung zu schließen, werde die Polizei Probleme haben, da sich die Aktivisten vor allem in Straßen-Cafés, in Universitäten oder bei sich zu Hause treffen würden.[385]

- Malek Adly, ein Anwalt am Egyptian Centre for Economic and Social Rights, bezeichnete das Verbot der Gruppe als illegal und verfassungswidrig. Zudem sei für derartige Fälle nicht das Kairoer Schnellgericht zuständig, das vielmehr dazu bestimmt worden sei, Fälle zu behandeln, von denen eine unmittelbare Bedrohung ausgehe. Er warf den neuen Machthabern nach dem Putsch vor, das Gericht für politische Zwecke zu missbrauchen: „Das System Adli Mansurs hat das Schnellgericht in ein Bürp der Staatssicherheit verwandelt,“ so Adly, „Das Gerichtswesen hat seinen Tiefpunkt erreicht.“[383]

- In ihrer Analyse im Standard folgerte Gudrun Harrer, die Verurteilung der Bewegung 6. April „wegen staatsfeindlicher Aktivitäten mit Hilfe des Auslands“ sei nicht nur als eine „Auseinandersetzung zwischen der neuen Ordnung und ihren Opponenten“ aufzufassen, sondern auch als ein „weiteres Stück Revisionismus der Geschichte der Revolution 2011“. Am Ende werde die Revolution lediglich als „Verschwörung des Auslands gegen die Araber“ dargestellt werden, wie dies der koptische Papst Tawadros getan habe.[310]

#### Spionage-Ermittlungen gegen US-Präsident Obama
Am 5. Mai 2014 wurde bekannt, dass der ägyptische Generalstaatsanwalt ein Ermittlungsverfahren gegen US-Präsident Barack Obama und „mehrere europäische Verantwortliche“ wegen angeblicher „Spionageaktivitäten“ eingeleitet hatte. Den westlichen Politikern wurde demnach vorgeworfen, sie hätten Agenten damit beauftragt, „über die politische Lage in Ägypten vor der Präsidentenwahl zu berichten“. Angeblich sollten sie ihre Berichte an Nachrichtendienste in Deutschland, den USA, Israel und Großbritannien weiterleiten. Es blieb zunächst noch offen. ob in der Sache ein Prozess angestrengt wird.

### Gipfeltreffen der Arabischen Liga
Die vor allem im Westen anfangs gehegte Hoffnung, Militärchef Sisi könne als der neue starke Mann Ägyptens eine Politik der nationalen Versöhnung anstreben, wich seit der Erschießung Hunderter Unterstützer der Muslimbruderschaft durch Sicherheitskräfte bei Antiputsch-Demonstrationen, der Verhaftung Tausender und der Erklärung der Muslimbruderschaft als „terroristische Vereinigung“ einer Beurteilung der politischen Linie Sisis als „Politik der Konfrontation“. Doch auch innerhalb der „arabischen Welt“ herrschten erhebliche Zweifel am Vorgehen des Militärregimes in Kairo. Die tiefe Spaltung, die die Arabische Liga trotz der aus dem Golfkooperationsrat resultierenden engen politischen und wirtschaftlichen Verbundenheit der Golfstaaten in dieser Frage durchzog, wurde erneut beim Gipfeltreffen der Organisation deutlich, das am 25. März in Kuwait begann. Während Länder wie Saudi-Arabien, die Vereinigten Arabischen Emirate oder Bahrain den harten Kurs des ägyptischen Militärchefs Sisi unterstützen, wurde die Einstufung der Bruderschaft als Terrorgruppe von einer Mehrheit in der Liga abgelehnt.

#### Bezug zu Putsch und Staatskrise in Ägypten
Ägypten wurde für das Gipfeltreffen der Arabischen Liga, das 25. März 2014 in Kuweit begann, als dominierendes Thema angekündigt. Der machtpolitische Kampf um die Vorherrschaft in Ägypten rückte zunehmend in den Mittelpunkt der innerarabischen Politik. Der Ausgang des Machtkampfes in Ägypten wurde inzwischen in den meisten arabischen Ländern als wichtiger eingeschätzt als der Bürgerkrieg in Syrien. So zogen die drei Golfkooperationsrat-Staaten (GCC) Saudi-Arabien, Vereinigte Arabische Emirate und Bahrein wegen der Unterstützung Katars für die Muslimbrüder ihre Botschafter aus Katar ab, was als scharfe Warnung auch an andere Staaten der Arabischen Liga wie Kuwait, Marokko oder Tunesien angesehen wurde, in denen die Muslimbrüder traditionell einflussreich sind.
Der Putsch vom 3. Juli 2013 gegen Präsident Mohammed Mursi, der die Krise in Ägypten verschärft hatte, hatte auch weitreichende außenpolitische Folgen innerhalb der arabischen Welt. Der Sturz Mursis durch das Militär war nur mit der materiellen Unterstützung aus Saudi-Arabien und den Vereinigten Arabischen Emiraten möglich geworden, die einen Erfolg der Regierung der Muslimbruderschaft verhindern wollten, der auf ihre Länder übergreifen und die Legitimation ihrer Herrscherhäuser in Frage stellen hätte können. Auch in der Folge sorgten Saudi-Arabien und die Emirate mittels finanzieller Unterstützung mehrerer Dutzend Milliarden Dollar an den ägyptischen Apparat dafür, dass die Machtübernahme durch das ägyptische Militär in dem nahezu bankrotten Ägypten nicht scheitert. In den Golfstaaten, wo der Wohlstand und der gesellschaftliche Wandel zunehmend die bestehenden Ordnungen in Frage stellten, in denen jeweils eine herrschende Familie über die volle Kontrolle verfügt, fühlten sich diese herrschenden Familien durch die Muslimbruderschaft mit ihrer Ideologie und straffen Organisation herausgefordert. Analysten kamen zu dem Ergebnis, dass die finanzstarken Monarchien Saudi-Arabien, Kuweit und die Vereinigten Arabischen Emirate zwei hauptsächliche Bedrohungen empfanden, eine vom Iran ausgehende schiitische und eine von den Muslimbrüdergemeinschaften in arabischen Ländern ausgehende. Für beide galt ein unter Sisi geführtes Ägypten als geeignetes Abwehrinstrument. Doch während Saudi-Arabien das ägyptische Militär mit hohen Summen unterstützte, kehrte nach der Machtübernahme durch Ägyptens Militär keine Ruhe in Ägypten ein. Für viele arabische Staaten wurde es zu einer Schlüsselfrage, ob sich in Kairo das Militärregime der Generäle konsolidiert oder ob es zu einer neuen, durch einen Aufstand der Muslimbrüder getragenen, Revolution kommt.
Rückhalt fand die Muslimbruderschaft nicht nur in Katar. Auch im offiziell neutralen Kuweit waren die Muslimbrüder im Parlament und im Staat stark vertreten, während Tunesien, Marokko und Oman zumindest offen für Kontakte mit der Muslimbruderschaft waren. Die Muslimbrüder repräsentieren in den verschiedenen Staaten des Nahen Ostens und Nordafrikas rund ein Drittel der Bevölkerung. Doch nachdem Parteien der Muslimbruderschaft im Nachgang des sogenannten „Arabischen Frühlings“ in zahlreichen Staaten des Nahen Ostens wie in Marokko, Tunesien und Ägypten als Gewinner aus demokratischen Wahlen hervorgegangen waren, ließ schließlich die „Bereitschaft der alten Eliten“ (Henrik Meyer/Friedrich-Ebert-Stiftung) schnell nach, die Macht tatsächlich zu teilen. Statt Schritten hin zu einer sich entwickelnden Demokratie drohte bald das Zurückfallen in autokratische Muster.

#### Bezug zur möglichen Präsidentschaftskandidatur Sisis
Es wurde vermutet, dass die Herauszögerung der offiziellen Bekanntgabe einer Präsidentschaftskandidatur des ägyptischen Armeechefs Sisi damit zu tun haben könnte, dass Sisi, bevor er das Risiko der Staatsführung offiziell übernimmt, von den Golfstaaten erwartet, dass sie regelmäßige finanzielle Unterstützung an das vom Bankrott bedrohte Ägypten zusagen und dass vor allem Saudi-Arabien auf die USA einwirkt, die Regierung der ägyptischen Generäle und damit den Militärputsch anzuerkennen. Auch wurde diskutiert, ob das Zögern Sisis daher rühren kann, dass sich Saudi-Arabien noch nicht für Sisi als Führer Ägyptens entschieden habe.

#### Gipfeltreffen
Am 25. März 2014 begann das zweitägige Gipfeltreffen der Arabischen Liga in Kuwait. Ägypten bat die Teilnehmer um Unterstützung im Kampf gegen „Terrorismus“. Nachdem in Ägypten am Vortag 529 als Anhänger der Muslimbruderschaft geltende Angeklagte zum Tode verurteilt worden waren, äußerten auch einige Delegierte in diesem Kreis der engsten Verbündeten gegen die weit gefasste Definition des Terrorismus-Begriffs durch die ägyptische Führung. Während die Muslimbrüder in Ägypten und Saudi-Arabien im offiziellen Sprachgebrauch inzwischen als „Terrorgruppe“ galten und auf einer Stufe mit dem Terrornetzwerk al-Qaida behandelt wurden, lehnte die Mehrheit der arabischen Staaten diese Sichtweise ab. Neben der Einstellung zum syrischen Bürgerkrieg spaltete die Haltung zur Muslimbruderschaft in Ägypten den Arabischen Gipfel.

#### Bedeutung und Wertungen
Die gegensätzlichen Interessen, die die arabischen Staaten zum Machtkampf in Ägypten einnahmen, spalteten die Arabische Liga. Umgekehrt drohten sie nach Ansicht von Beobachtern auch die Konfrontation in Ägypten weiter zu verstärken. Der durch die massive finanzielle Unterstützung einiger Golfstaaten ermöglichte oder begünstigte Militärputsch gegen Mursi vom Juli 2013 hatte bis zum Gipfeltreffen im März 2014 noch nicht zu einer Konsolidierung des ägyptischen Regimes geführt. Die Herrschaft des ägyptischen Militärmachthabers Sisi blieb weiterhin von der finanziellen Unterstützung Saudi-Arabiens abhängig. Angesichts der Größe Ägyptens und des desolaten Zustands seiner Wirtschaft wurde die resultierende finanzielle Belastung auch für das finanzstarke Saudi-Arabien als „enorme Belastung“ (Matthias Beermann/RP Online) eingeschätzt.

### Anschläge vor der Universität Kairo (2. April)

#### Ablauf

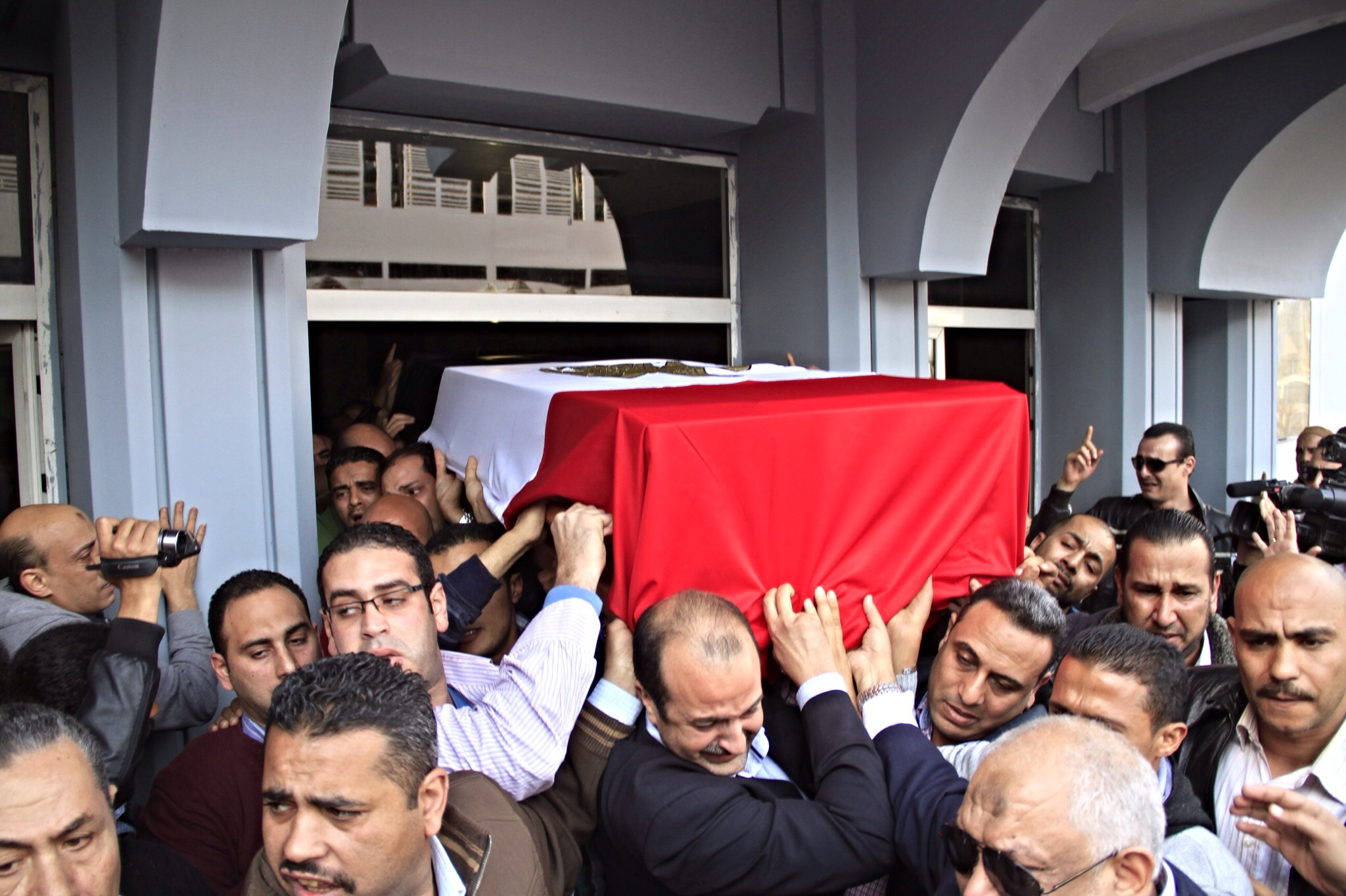
Die Leiche des getöteten Polizeichefs von Gizeh, Tarik al-Margawi, wird aus dem Krankenhaus getragen.

Am 2. April 2014 detonierten vor dem Campus der Universität Kairo am Nahda-Platz in Gizeh (Großraum Kairo) nach Angaben des Innenministeriums drei ferngezündete Sprengsätze in der Nähe von Polizeiposten.
Dabei kam der Polizeichef des Bezirks Gizeh, Brigadegeneral Tarik al-Margawi, ums Leben. Fünf Polizisten, teilweise ranghohe Polizeibeamte, wurden verletzt.
Nach einem Bericht des ägyptischen Staatsfernsehens waren die Sprengsätze selbst gebaut.
Nach Medienangaben wurden 15 Studenten festgenommen. Die Behörden entschieden sich nach der Bombenserie vom 2. April 2014 gegen eine Schließung der Universität Kairo, die die größte Hochschule Ägyptens ist.
Zu dem Doppel-Anschlag bekannte sich am 3. April auf Facebook und Twitter die bis zu diesem Zeitpunkt wenig bekannte Islamistengruppe Adschnad Misr („Soldaten Ägyptens“), die angab, der Anschlag sei eine Antwort auf eine Welle von Verhaftungen von Frauen und Mädchen.

#### Vorfeld

##### Terroranschläge
Seitdem die ägyptische Armee am 3. Juli 2013 den demokratisch gewählten Präsidenten Mohammed Mursi gestürzt hatte und die Sicherheitskräfte der militärgestützten Übergangsregierung mit großer Härte gegen islamistische Kräfte im Land vorgingen, wobei seit der Absetzung Mursis mehr als 1400 Demonstranten von Polizisten und Soldaten getötet wurden, war die Sicherheitslage in Ägypten angespannt und es war zu einer Vielzahl von Anschlägen radikaler Gegner der vom Militär eingesetzten Regierung gekommen, die sich häufig gegen Einrichtungen der Sicherheitskräfte richteten.
Nach den offiziellen Angaben der militärgestützten Übergangsregierung sollen seit dem Militärputsch landesweit fast 500 Menschen, vorwiegend Soldaten und Polizisten, bei Anschlägen ums Leben gekommen sein. Betroffen war lange Zeit überwiegend die Sinai-Halbinsel, doch hatten sich in jüngerer Zeit auch Angriffe in Kairo gehäuft. In der ägyptischen Hauptstadt, die seit Jahrzehnten zu den stabilsten in der arabischen Welt zählte, hatten am 24. Januar 2014, dem Vorabend des dritten Jahrestages des Aufstandes gegen Mubarak, mehrere unabhängige Bombenexplosionen bei offenbar sämtlich gegen die Polizei gerichteten Angriffen mindestens sechs Personen getötet. Erst Ende März konnten die Sicherheitskräfte zwei Bomben entschärfen, die vor der juristischen Fakultät der Universität Kairo versteckt worden waren.

##### Proteste an den Universitäten

###### Studentenproteste im Vorfeld des 2. April
Die Explosionen am 2. April sollten nach Medienangaben offenbar dort stationierte Bereitschaftspolizisten treffen.
Die Bereitschaftspolizei war seit Monaten ständig auf dem Campus vor der Universität Kairo stationiert, um mögliche Demonstrationen von Studenten, die der von dem militärgestützten Regime verbotenen Muslimbruderschaft nahestehen, zu verhindern. Die Universität Kairo gilt als ein wichtiges Zentrum der Proteste gegen den Militärputsch vom 3. Juli 2013, bei denen es häufig zu Zusammenstößen mit Sicherheitskräften kommt. Seit dem Sturz des Präsidenten Mohammed Mursi im Juli 2013 hatten Studenten mehrfach gegen das ägyptische Militär protestiert. Bei Zusammenstößen rund um die Universität waren mehrere Menschen getötet worden.
Nahezu täglich protestieren Putschgegner an Hochschulen gegen die vom Militär gestützte Übergangsregierung.
Seit die Studentenproteste Anfang März 2014 wieder aufflammten, wurde vor allen Universitäten Ägyptens eine erhöhte Präsenz der Sicherheitskräfte beobachtet. Der Aufruhr der Studenten erstreckte sich unter anderem über Kairo, Alexandria, das Nildelta und Oberägypten. Allwöchentlich kam es zu Toten, Verletzten, Sachschaden oder Verhaftungen. In Ain Shams wurde der Haupteingang der Fakultät für Computertechnologie zerstört, der Dekan angegriffen, stundenlange Sprechchöre gegen die Universitätsleitung, die Sicherheitskräfte, den Innenminister und die regierenden Militärs veranstaltet. An der islamischen Al-Azhar-Universität protestierten Hunderte von Studentinnen gegen Armee, Polizei und den Großmufti, der im Ruf steht, mit den Militärs zu kooperieren. An der Universität Kairo wurde die neu installierte Schutzmauer mit Anti-Militär-Parolen besprüht, die am Eingang angebrachten Fahnen Israels und der Vereinigten Arabischen Emirate verbrannt und ein Sitzstreik auf dem Rasen abgehalten.
In den dem 2. April 2014 vorangegangenen Tagen kam es in den Universitäten mehrfach zu Zusammenstößen zwischen der Polizei und Studenten, die die Muslimbruderschaft unterstützen. Nach dem Massentodesurteil vom 24. März intensivierten sich die Studentenproteste und es kam fast täglich zu Auseinandersetzungen, die oft tödlich endeten.
Am 25. März 2014 protestierten Hunderte Demonstranten an den Universitäten in Alexandria und in Minya gegen die Prozesse. Die Polizei setzte Tränengas ein und feuerte Warnschüsse in die Luft ab.
Am 26. März 2014 protestierten erneut Hunderte, zumeist islamistische Studenten gegen das umstrittene Massentodesurteil vom 24. März. An der Universität Kairo starb nach offiziellen Angaben ein 18-jähriger Student bei Zusammenstößen mit Sicherheitskräften wegen des Minya-Urteils, bei denen auch Tränengas gegen die Menge eingesetzt wurde.
Am 30. März 2014 kam bei Protesten an der Kairoer Al-Azhar-Universität ein Student ums Leben. Pro-Mursi-Demonstranten und Sicherheitskräfte hatten sich vor der Al-Azhar-Universität Straßenschlachten geliefert, bei denen die Polizei Tränengas einsetzte. Die Studenten demonstrierten gegen das Massentodesurteil vom 24. März. Die Demonstranten verlangten die Wiederzulassung von Studenten, die wegen ihrer Teilnahme an Demonstrationen für die Muslimbruderschaft oder wegen ihrer Zugehörigkeit zur Bruderschaft exmatrikuliert worden waren. Außerdem richtete sich der Protest gegen die Präsidentschaftskandidatur des bisherigen Armeechefs Sisi.
Am 1. April 2014 lieferten sich Studenten und Polizisten in Kairo heftige und stundenlang andauernde Straßenkämpfe. Die Pro-Mursi-Studenten warfen laut Medienberichten brennende Feuerwerkskörper und Steine, während die Polizei Tränengas und Gummigeschosse gegen die Studenten der Ain-Shams-Universität sowie Helikopter einsetzte. Auch in den Städten Alexandria, Mansura und Asyut kam es am 1. April zu Unruhen. Dutzende Menschen wurden verletzt. Nach Medienangaben wurde das Gerichtsverfahren gegen den Vorsitzenden der Muslimbrüder Muhammad Badi’e von Zusammenstößen zwischen Polizei und islamistischen Studenten begleitet, wobei allein in Asyut 45 Menschen verletzt worden sein sollen. während auch in Kairo, Alexandria und Mansura Massenproteste ausbrachen.

###### Hintergründe

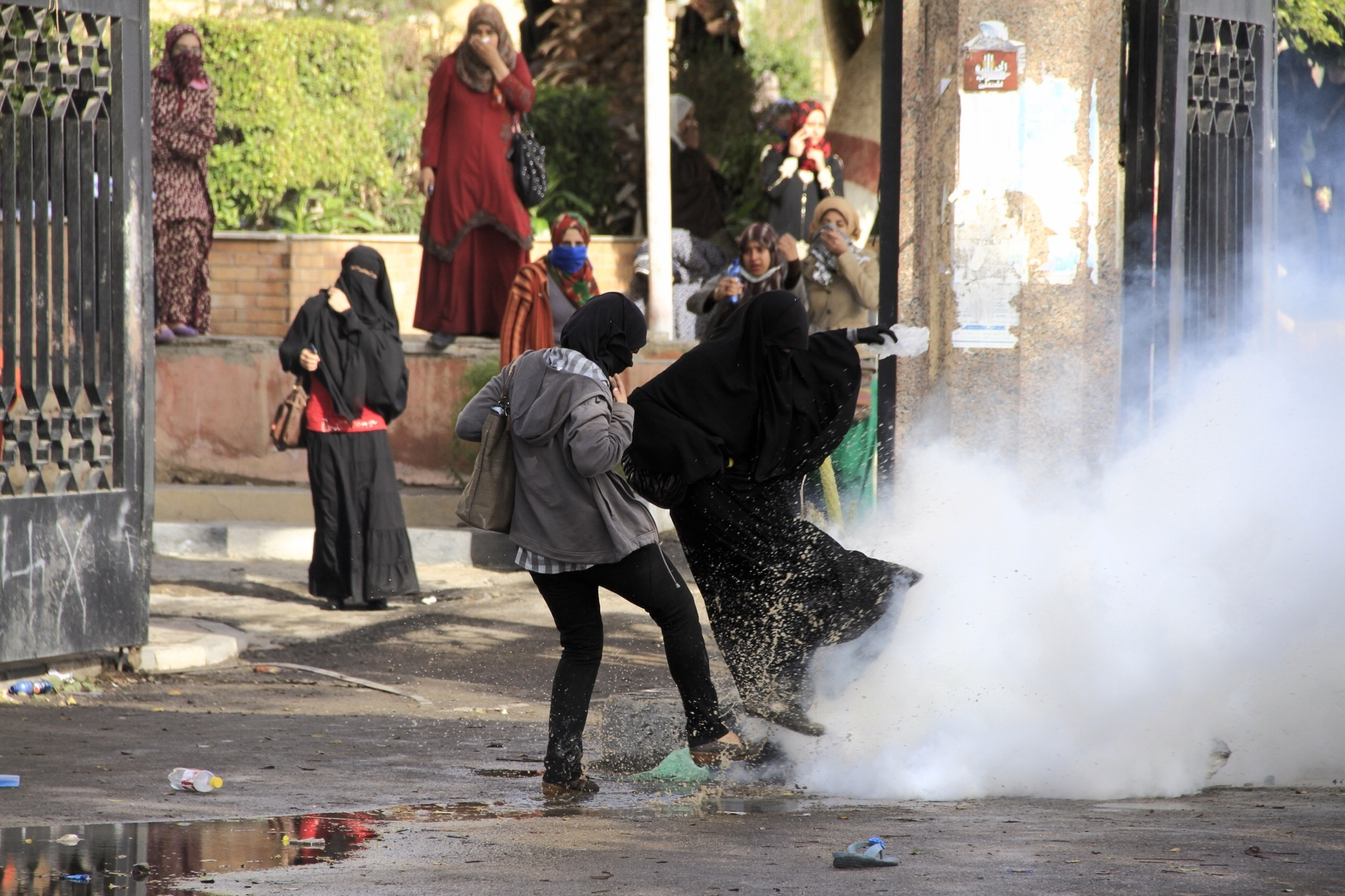
Studentinnen während eines Tränengaseinsatzes der Polizei bei einem Protest an der Al-Azhar-Universität (11. Dezember 2013)

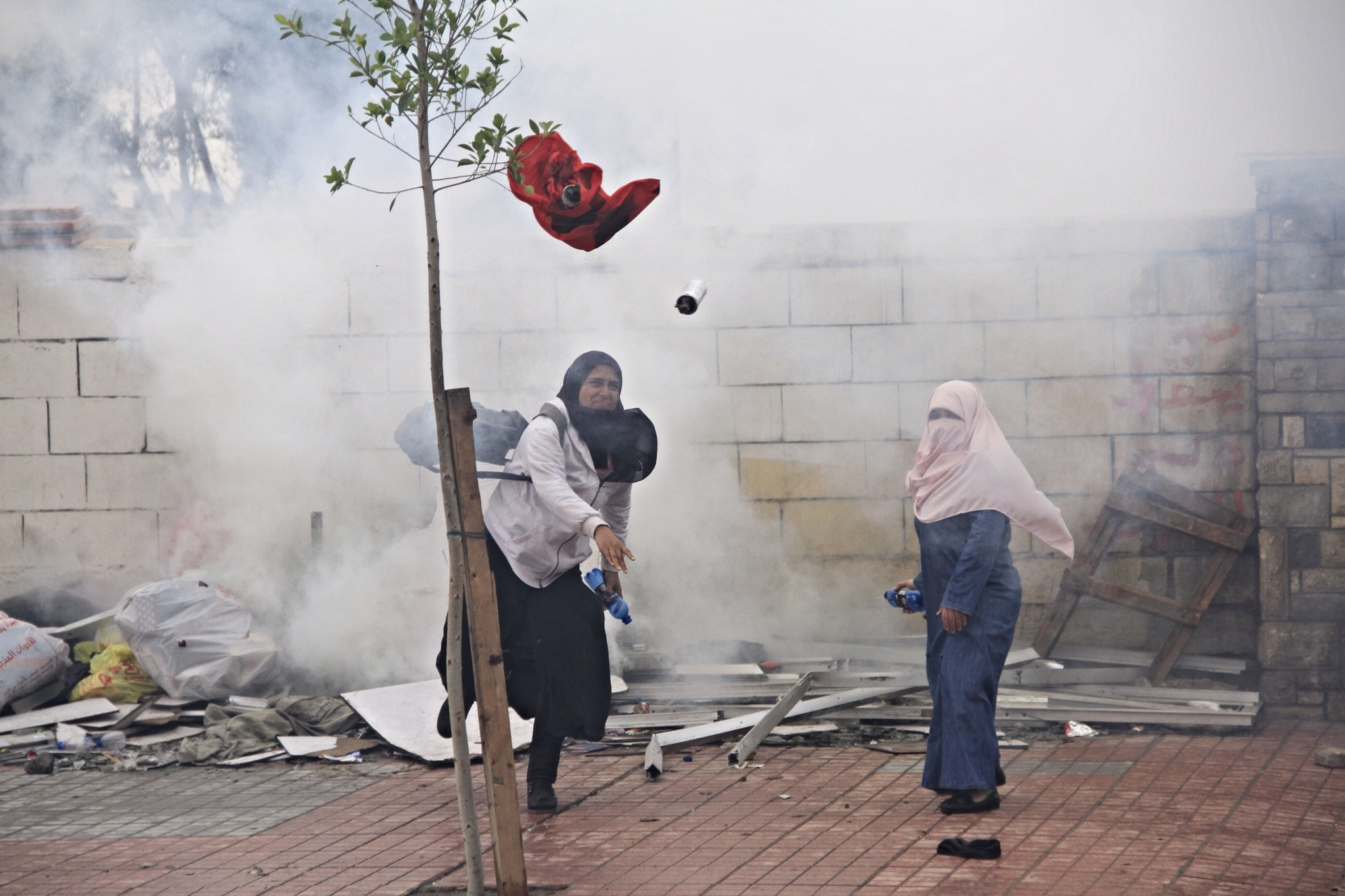
Islamistische Studentinnen werfen bei einem Protest an der Al-Azhar-Universität Gegenstände nach der Polizei (11. Dezember 2013)

Der Al-Nahda Platz war nach dem Militärputsch im Sommer 2013 bereits mit dem damaligen Nahda-Antiputsch-Sit-in Schauplatz für Demonstrationen der Putschgegner, darunter viele Studenten, für die Wiedereinsetzung Mursis als Präsident gewesen. Die Polizei hatte daraufhin das Protestlager am 14. August gestürmt und geräumt, wobei viele Demonstranten getötet wurden und ihre Zelte verbrannten.
Der Sturz Mursis durch das Militär und die blutige Zerschlagung der Pro-Mursi-Lager an der Rābiʿa-al-ʿAdawiyya-Moschee und am Al-Nahda-Platz hatten im September 2013 zu ersten Studentenprotesten gegen den „Putsch der Militärs gegen den ersten frei gewählten Präsidenten Ägyptens“ geführt. Es entstand die Bewegung Students Against the Coup (SAC; deutsch: „Studenten gegen den Putsch“). Während Ägyptens Oberster Gerichtshof im Jahr 2010 beschlossen hatte, dass die Universitäten fortan selbst für ihre Sicherheit verantwortlich sein dürfen und seitdem uniformierte Polizisten nicht mehr die Hochschule betreten hatten, stürmten Sicherheitskräfte nach dem Erlass eines Gerichtsbeschlusses von Februar 2014, der den Sicherheitskräften das Eindringen auf den Campus erlaubte, zunehmend häufig in das Innere der Fakultäten.
Die Studentenproteste motivierten schließlich auch wieder andere Aktivisten, die seit dem Sturz Mursis und der danach einsetzenden Verfolgung des Militärs von Andersdenkenden nicht aktiv gewesen waren. Mit der Gründung der Zeitung Al-Youm al-Sabei („Der siebte Tag“) entstand beispielsweise eine Initiative für die Freilassung unschuldig inhaftierter Studenten entstanden. Die Universitätsgelände wurden nach Einschätzung von Beobachtern zur „politischen Ersatzarena“. Zum einen bildeten sie die letzten Hochburgen der Muslimbruderschaft. Zum anderen kämpften dort mit ihnen auch liberale Gruppen gemeinsam gegen wieder zunehmende staatliche Eingriffe des Militärs in die akademische Freiheit, da es an den Universitäten nach der sogenannten Revolution von 2011 praktisch keine staatlichen Kontrollen mehr gegeben hatte, die Studentenvertretungen frei gewählt und Mitglieder der Staatssicherheit fortgeschickt worden waren, so dass die politische Polarisierung der Gesellschaft auf den Campus der Universitäten geringer ausgeprägt war.
Seit der Gründung der SAC wurden mindestens zwei Dutzend Studierende landesweit getötet, viele verletzt und fast 1500 verhaftet. Während die militärgestützte Übergangsregierung weiterhin keine offiziellen Zahlen zu den Verhaftungen seit dem Sturz Mursis am 3. Juli 2013 veröffentlichte, gab Al-Youm al-Sabei eine Zahl von 16.000 Menschen an, die ohne Gerichtsverfahren oder rechtlichen Beistand inhaftiert wurden, teils für wenige Stunden, teils für Monate.

### Ausweitung der eingeschränkten Militärhilfe durch die USA
Nachdem die USA den Großteil ihrer Militärhilfe für Ägypten im Oktober 2013 ausgesetzt und die Wiederaufnahme damals von einem „glaubwürdigen Prozess hin zu einer demokratisch gewählten zivilen Regierung“ abhängig gemacht hatten, Hilfen für Anti-Terror-Einsätze sowie zur Grenzsicherung von der Einschränkung allerdings ausgenommen worden waren, erklärten die USA bereits ein halbes Jahr später, im 22. April 2014 (Ortszeit), wieder Waffen an die militärgestützte Übergangsregierung Ägyptens zu liefern und Finanzhilfen freizugeben.
Die US-Regierung begründete ihren Schritt damit, die ägyptische Führung zeige politische Fortschritte. Der Prozess hin zu einer demokratisch gewählten zivilen Regierung lasse zwar noch zu wünschen übrig. Ägypten erfülle jedoch die Kriterien für US-Militärhilfen, so das US-Verteidigungsministerium, wozu gehöre, dass es bewiesen habe, den „Verpflichtungen aus dem ägyptisch-israelischen Friedensvertrag“ nachzukommen und damit die strategischen Beziehungen zu den USA fortsetzen zu können. Durch diese Entwicklung qualifiziere es sich für die Wiederaufnahme der Unterstützung. Die US-Regierung habe durch US-Außenminister John Kerry gegenüber dem US-Kongress offiziell bestätigt, dass Ägypten die Kriterien für US-Militärhilfen erfülle.
Da die US-Regierung nach Einschätzung von Außenminister Kerry zu diesem Zeitpunkt noch nicht wesentliche Entwicklungen feststellen könne, dass die militärgestützte Übergangsregierung Ägyptens einen Übergang zur Demokratie unterstützt, sollte außer den Apache-Hubschraubern vorerst keine weitere Militärhilfe wie die Lieferung von F-16-Kampfjets an das ägyptische Militär geleistet werden. Weiterhin rief Kerry das Regime in Ägypten auf, für „freie, faire und transparente Wahlen“ zu sorgen. Kerry dränge die militärgestützte Übergangsregierung Ägyptens jedoch dazu, diesen Übergang zu beschleunigen und „freie, faire und transparente Wahlen“ abzuhalten. Auch die Beschränkungen zur Meinungsfreiheit sollten aufgehoben werden. Für den 23. April wurde ein Treffen Kerrys mit dem ägyptischen Geheimdienstchef in Washington vorgesehen.
Das US-Verteidigungsministerium kündigte die seit Langem geplanteLieferung von zehn Apache-Kampfhubschraubern an das ägyptische Militär an, die für den Einsatz zur „Terrorbekämpfung“ beziehungsweise bei der Bekämpfung von Extremisten auf der Sinai-Halbinsel, „die die Sicherheit der USA, Ägyptens und Israels bedrohen“, gedacht sein sollen. Pentagon-Sprecher John Kirby sagte: „Wir glauben, dass diese neuen Hubschrauber der ägyptischen Regierung im Kampf gegen Extremisten helfen werden, die die Sicherheit der USA, Ägyptens und Israels bedrohen.“ US-Verteidigungsminister Chuck Hagel sagte dem ägyptischen Interims-Verteidigungsminister Sidki Sobhi die Lieferung der zehn Apache-Helikopter zu. Hagel habe Sobhi zudem darüber informiert, dass die militärgestützte Übergangsregierung Ägyptens Schritte in Richtung Demokratie unternehmen und die Grundrechte aller Ägypter respektieren müsse. Zudem sollte ein Teil der jährlichen Militärhilfe der USA an Ägypten im Umfang von 1,3 Milliarden Dollar nach kurzer Zeitspanne freigegeben werden. Dies betreffe vor allem Mittel zur Terrorabwehr und zur Absicherung der Sinai-Halbinsel, die als Basis für Terrorgruppen dient.
Trotz ihrer Kritik an Menschenrechtsverstößen in Ägypten rüsteten somit die USA Ägypten, das für die US-Regierung seit der Unterzeichnung des Israelisch-ägyptischen Friedensvertrags aus dem Jahr 1979 ein Verbündeter im Nahen Osten war und dessen Armee seither von der US-Regierung regelmäßig mit Milliardenbegträgen unterstützt wurde, im Anti-Terror-Kampf weiter auf.

#### USA-Besuch von Fahmi
Kurz nach der Verkündung der Ausweitung der US-Militärhilfe vom 22. April brach am 24. April der ägyptische Interims-Außenminister Nabil Fahmi zum ersten Mal seit dem Sturz Mursis durch das Militär im Juli 2013 zu einem Besuch in Washington auf. Nach den zuvor deutlichen abgekühlten Beziehungen zwischen den USA und Ägypten wurden das Verhältnis zwischen den USA und Ägypten nun wieder als auf dem Annäherungskurs befindlich beschrieben.

#### Reaktionen und Bewertungen
- Die Menschenrechtsorganisation Human Rights Watch hatte die US-Regierung Anfang April 2014 auch mit Blick auf die am 24. März verhängten Massentodesurteile davor gewarnt, die Militärhilfen an die ägyptische Militärregierung wieder hochzufahren,[418][417][273][274][275][422] die mit der Begründung, gegen Terroristen zu kämpfen, auch hart gegen Anhänger der inzwischen von dem Militärregime verbotenen und zur Terrororganisation erklärten Muslimbruderschaft vorging.[417][416]

Als Grund für die Ausweitung der US-Militärhilfe wurde die hohe Bedeutung Ägyptens als Bündnispartner der USA und die Kooperation Ägyptens mit Israel und den USA in der Terrorbekämpfung angesehen. Carsten Luther kommentierte in der Zeit, die Wiederaufnahme der Militärhilfen sei „ein klares Signal der Zustimmung für eine Politik, die mehr und mehr auf Gewalt und Unterdrückung beruht“. Mit ihr trete die Aussage von US-Präsident Barack Obamas vom August 2013 in den Hintergrund, dass die USA sehr vorsichtig sein müssten, um nicht Aktionen zu unterstützen und begünstigen, die ihren Werten und Idealen zuwiderliefen. Stattdessen sei „der Pragmatismus zurückgekehrt, der sich um Werte naturgemäß weniger schert als um Interessen“. Eine Argumentation, die USA verfügten mit den Militärhilfen über einen stärkeren Hebel, um die ägyptischen Machthaber zu beeinflussen, sei nicht schlüssig, da alle Kritik aus den USA an Menschenrechtsverstößen, Einschränkungen der Pressefreiheit und politischen Verhaftungen seit dem Putsch nichts bewirkt habe und da Ägypten unter Sisi inzwischen eine neue Partnerschaft mit Russland über Lieferungen von Hubschraubern, Kampfjets und Flugabwehrsystemen eingegangen sei, die vorwiegend von Saudi-Arabien bezahlt würden, das zusammen mit anderen Golfstaaten auch direkte Finanzhilfen in Milliardenumfang überweisté und häufig kostenlos Benzin und Gas liefere.

### Anstehende Parlamentswahlen 2014
Die Parlamentswahlen sollen voraussichtlich im Herbst 2014 stattfinden. Während die vom Militär gestützte Übergangsregierung seit dem Militärputsch von Juli 2013 massiv gegen Unterstützer Mursis Anhänger vorging und die Muslimbruderschaft, die alle Wahlen seit dem Sturz Mubaraks gewonnen hatte, verboten worden war, befürchteten liberale Politiker aufgrund der Schwäche der Parteien, dass Amtsträger aus der Mubarak-Zeit bei den bevorstehenden Parlamentswahlen wieder an die Macht kommen könnten.

#### Ausschluss der Muslimbruderschaft
Mitglieder der Muslimbruderschaft, die die Parlaments- und Präsidentenwahlen nach Mubaraks Sturz mit hohem Abstand gewonnen hatte, dürfen laut einem Gerichtsurteil bei den Parlamentswahlen 2014 nicht antreten.

#### Ausschluss von NDP-Führern
Am 6. Mai 2014 entschied das Gericht für dringende Angelegenheiten in Kairo, Funktionäre der Nationaldemokratischen Partei (NDP), der Partei des früheren ägyptischen Machthabers Husni Mubarak, dürften nicht mehr bei Präsidentschafts-, Parlaments- oder Kommunalwahlen kandidieren. Richter Karim Hasem nannte in seinem Urteilsspruch weder Namen noch Anzahl der betroffenen Führungspolitiker der NDP, die zwei Monate nach Mubaraks Sturz 2011 aufgelöst worden war. Das Schnellgericht berief sich am 6. Mai 2014 auf diese Entscheidung zur Auflösung der Nationaldemokratischen Partei (NDP) im April 2011. Das Verbot sollte demnach frühere NDP-Mitglieder daran hindern, ein politisches Comeback zu versuchen. Die NDP hatte die ägyptische Politik rund 30 Jahre lang dominiert. Durch offensichtliche Manipulationen gewann sie zahlreiche Wahlen mit sehr hohen Mehrheiten. Auch der zum Zeitpunkt des Gerichtsurteils amtierende Übergangsregierungschef Ibrahim Mahlab gehörte der NDP an und war ein Vertrauter Mubaraks. Bei dem Gerichtsurteil vom 6. Mai handelte es sich um eine vorläufige Entscheidung, die noch der Bestätigung von höherer Gerichtsinstanz bedurfte. Als Zeitspanne bis zur Bestätigung wurden jedoch Monate oder Jahre erwartet.

### Rücktritt des Kabinetts nach Sisis Amtsantritt als Präsident
Einen Tag nach der Vereidigung Sisis als ägyptischer Staatspräsident trat die militärgestützte Übergangsregierung am 9. Juni 2014 zurück. Interimsregierungschef Ibrahim Mahlab erklärte nach der Demission, dem neuen Staatschef solle so die Möglichkeit gegeben werden, sich ein Kabinett seines Vertrauens zusammenzustellen.